# Lexique de Martin Heidegger
Pour des articles plus généraux, voir Martin Heidegger et La philosophie de Martin Heidegger.
Martin Heidegger, philosophe allemand du XXe siècle, a réalisé pendant soixante ans (de 1910 à 1973) un travail de pensée qui l'a conduit à créer une grande quantité de néologismes, ainsi qu'un nouvel usage d'idiomes de la langue allemande, un vocabulaire renouvelé, porteur de sens nouveaux, exprimant le travail de pensée du philosophe et les nouveaux concepts qu'il propose. La traduction de l'œuvre de Heidegger en France a conduit à innover dans le domaine de la langue philosophique, non sans difficultés, mais en permettant par ce travail de traduction/interprétation une réflexion approfondie sur la pensée du philosophe.
Le lexique est suivi d'un glossaire des traductions de termes heideggeriens.

## Vocabulaire heideggerien

### Abritement
De l'allemand : Die Bergung.
Par « abritement », Heidegger entend depuis Être et Temps la dimension du phénomène qui ne se montre justement pas. Par ce concept d'« abritement », Heidegger tente de penser ce que les Grecs ont visé dans la Léthé (Λήθη), qui ne serait pas seulement un « oubli », imputable à la faiblesse humaine, mais un s'abriter, un retrait de soi-même de l'être. Il remarque ainsi, dans les Apports à la philosophie : De l'avenance : « c'est au contraire une façon insignement originale de laisser irrempli, de laisser vide ; et ainsi un genre insigne d'ouverture ». Le Dictionnaire Martin Heidegger rapporte cet exemple d'Heidegger : dans le passage de l'écriture manuelle à la machine à écrire se perd un rapport essentiel à l'écriture comme privilège de la main, les doigts qui tapent ne lisent pas du tout comme la main qui tient la plume. L'usage de la machine à écrire est un « abritement » de l'écriture à la main.

### Absence
Heidegger note que, dans l'antiquité grecque, ce que l'on appelle le « présent » relève d'une conception bien plus large que la nôtre, qu'elle recouvre aussi bien l'« absence » de ce qui est passé, l'« absence » de ce qui est à venir mais aussi de ce qui est en retrait ; d'où l'idée de scinder en deux parts le concept archaïque, le « présent » proprement dit correspondant à notre idée et, plus ample, la « Présence » (avec un grand « P ») qui couvre les autres modes de la présence, qui tous trois sont présents à travers leur absence même, sans quoi ils seraient inexistants; c'est la notion allemande d'Anwesen ou, en français, l'« entrée en présence ». Notre présent n'est plus dans cette conception qu'un « séjour transitoire » ajointé, bordé entre deux types d'absence. Nous percevons ici la véritable dimension de l'être chez les Grecs anciens, qui se déploie aussi bien dans l'absence que dans la présence.
L'absence est un mode d'être fondamental dans la philosophie de Martin Heidegger, il n'est que de se référer à l'expérience de l'absence dans ses développements sur les « dieux enfuis ». Comme l'écrit Michel Dion « c'est justement cette absence des dieux (enfuis) qui, au-delà de la mort nietzschéenne de Dieu, conduit à l'expérience du sacré [...] Les dieux enfuis sont ainsi absence et présence de leur absence ; ils préparent la nouvelle venue de Dieu, le « Dieu à venir » ».

### Accomplissement
De l'allemand Das Vollbringen. Par ailleurs, l'allemand Vollzugssinn est traduit par « sens d'accomplissement ».
Accomplir, c'est arriver à dire l'être des choses, ou porter l'être de la chose à sa plénitude, comme il est précisé dans la première page de la Lettre sur l'humanisme. Le « sens d'accomplissement » est un moment fondamental du comportement humain, qui recouvre aussi bien les processus de constitution que l'appropriation des phénomènes dans et pour chaque situation concrète. Avec le sens d'accomplissement c'est la vie elle-même qui apparaît dans sa « facticité ».
L'« accomplissement » est un moment de l'entente phénoménologique approfondie de la vie, par elle-même. Cette entente met à jour trois dimensions que Heidegger désigne successivement comme le Gehaltsinn (teneur de sens, ou horizon, tout « vécu » est un événement ayant une signification dans un « monde » donné de significations, tel ou tel monde religieux ou le monde de la passion amoureuse), le Bezugssinn (référentiel ou intentionnalité) et le Vollzugssinn (accomplissement ou remplissement, prise de possession). Ce ternaire fondamental, amplement décrit par Jean Greisch, est évoqué dans de multiples analyses de la phénoménologie de la vie. Tout comportement, tout phénomène de vie n'est pas vraiment compris tant qu'il n'est pas envisagé sous l'angle de son troisième moment à savoir, l'accomplissement (Vollzugssinn), que l'on traduit indifféremment par « effectuation » ou « remplissement ».
« La nature de cet accomplissement de la vie et la possibilité méthodologique d'y accéder et d'en parler, voilà l'un des enjeux cruciaux des réflexions du jeune Heidegger ». Elle se rapporte donc intrinsèquement au « monde », ce qui veut dire qu'elle a pour « teneur de sens » (Gehaltsinn) le monde de la vie. Pour Heidegger la vie s'accomplit toujours « dans », « vers », ou « contre » quelque chose, elle se rapporte strictement au monde.
Dans le vécu du monde ambiant (Gehaltsinn, teneur de sens ou horizon), il se donne (au sens de donation quelque chose Bezugssinn (sens référentiel) en rapport avec ce monde. Comme le note Jean Greisch, la vie est « toujours déjà en train de s'investir dans des projets déterminés à lui procurer les assurances dont elle a besoin ».(Heidegger dit dans une formule célèbre : « cela mondanise »). Vivre c'est se soucier, le monde en devient signifiant car la signifiance des choses n'est pas l'œuvre de la logique, elle n'apparaît que par et à la lumière du « Souci ». Heidegger précise qu'il ne suffit pas de disposer du sens référentiel (par exemple, le contenu d'une prière bouddhiste) pour en comprendre la juste portée car, et ceci est surtout vrai, dans les mondes esthétiques et religieux, ce sens tend à se retirer dans l'occultation pour se réserver à ceux qui l'« accomplissent » (les seuls croyants), c'est le Vollzugssinn.

### Advenir
De l'allemand : Zukommen.
À ne pas confondre avec le sens usuel du mot avenir.
L'« ad-venir » est le « possible » que porte enfoui et recouvert en lui tout « commencement », ce qui s'offre pour être répété, ce qui a été laissé de côté, ce qui est à reprendre sélectivement dans le passé en ce qui concerne l'histoire (l'être-jeté, pour ce qui concerne le Dasein) pour y reconnaître et res-susciter un nouveau « pouvoir d'être » pour son temps.
La marche résolue du Dasein à la rencontre de son « pouvoir-être » authentique dépend de la possibilité qu'a « l'être-là » d'advenir à soi-même, relève Christian Sommer. « Être-soi », pour le Dasein, implique de ne rien laisser de côté, et être du même mouvement, à la fois, projet, son propre passé et son en « avant de soi ». Tout cela ne peut se faire qu'en portant, «résolument » devant soi son « être-jeté » et toutes les possibilités que révèle l'extension de l'existence. Parler d'anticipation de l'avenir, de marche en avant, comprend donc la reprise de l'antériorité. Le passé naît ainsi paradoxalement, à chaque fois de l'avenir. « Être-soi » ne va pas sans la reprise de l’entièreté de l'existence entre la naissance et la mort, entièreté qui ne se réduit donc pas à une simple perspective événementielle d'un maintenant, auquel seraient simplement greffés projets et souvenirs dans une suite vécue (voir Être-été)

### Affect
De l'allemand : Affekt
Parfois confondu avec la « disposition ». Dans la pensée de Heidegger l'« affectif » de la psychologie classique détrône le « penser » et le « vouloir » pour prendre la première place. « Ce que le Dasein ressent, il en a immédiatement une entente [...] ce qui l'ouvre et le dispose à son monde ambiant au commerce avec les autres et à lui-même ».
Ainsi l'angoisse est la disposition fondamentale qui nous place face au néant. L'affection comme la compréhension, sont appelées des « existentiaux », c'est-à-dire, des modes d'être qui correspondent à diverses figures de l'existence. Parce que le Dasein a une pré-compréhension naturelle du monde, à chaque fois, doit être mis en évidence les modes de liaison, qui sont des comportements ou des affects, entre le « Soi » et ces « mondes » divers.

### Aître
De l'allemand : Wesen
Vieux mot français qu'utilise Gérard Guest, repris par François Fédier, pour rendre une nuance de l'emploi heideggérien du mot Wesen, que l'on traduit le plus souvent par « essence », ce qui conduit à perdre le sens verbal et celui de la durée temporelle. Il y a dans l'emploi de Wesen les sens de « séjourner », « demeurer », « habiter » (en un lieu) et aussi temporellement ceux de « durer », « rester », « séjourner ». Dans l'expression « das Wesen der Technik il en désigne, bien plutôt que « l'idée », la durée et le séjour, se déployant comme un règne, à la faveur et au péril d'une époque de l'Être » écrit Gérard Guest. Dans les « Beitrage », il s'agit d'une tentative de passage d'un commencement de penser à un autre commencement débouchant sur « une véritable transformation, ou encore d’une métamorphose du mode d’être de l’« être humain » — voire de l’« aître » même de celui-ci — sa « demeure » et sa « manière d’habiter », autrement dit : son « habitude » de l’ Être ».

### Alètheia
Ancien Grec : ἀλήθεια
Alètheia est habituellement traduit par vérité, mais chez Heidegger Alètheia prend le sens de dévoilement ou « descellement » correspondant à Unverborgenheit en allemand. « Entendue à partir d'alètheia, vérité veut dire Unverborgenheit de l'être, sa déclosion, son désabritement, la suspension de son retrait ». Dans le mot Alètheia il y a déjà un sens privatif, ce qui est affranchi du retrait dans la Léthé.
L’Alètheia dans Être et Temps, comme concordance entre pensée et chose, est en rapport avec l'idée d'ouverture, de clairière et de ce qui se donne à comprendre à l'« être-au-monde », de ce dont il a la familiarité.

### Allégir
Pour dire ce qui a lieu dans la Lichtung par quoi s'accomplit un mouvement ou quelque chose s'accomplit, François Fédier fait appel au verbe « allégir » : « un presque homonyme du verbe alléger avec la nuance suivante : allégir a pour particularité  fondamentale de mener ce qui est allégi à ne plus rien comporter en lui qui soit superflu ou extérieur, de le libérer de tout ce qui n'est pas lui, de le mettre en état d'être soi et rien que soi ».

### Angoisse
De l'allemand Die Angst
L'angoisse (Die Angst) chez Heidegger n'est pas la peur : le « devant-quoi » le Dasein s'angoisse est parfaitement indéterminé, alors que la peur est liée à quelque chose de définissable. Dans l'angoisse, il y a comme un effondrement du monde et de sa familiarité, une perte totale de significativité. L'angoisse vient de nulle part, alors que rien ne nous est plus proche. Le « pour-quoi » le Dasein s'angoisse, c'est l'« être-au-monde » lui-même. Le Dasein est confronté à la nudité de son être et par contre-coup à, cela seul qui lui appartient en propre, c'est-à-dire à son être « authentique ». C'est en tant que pur « être-possible » (absolument indéterminé) que s'ouvre l'« être-au-monde » authentique. Dans son style propre, Heidegger précise ceci : « L'angoisse manifeste dans le Dasein l'être pour le « pouvoir-être » le plus propre, c'est-à-dire l'« être-libre » pour la liberté de se choisir et se saisir soi-même » Être et Temps (SZ p. 188). Emmanuel Levinas note « En faisant disparaître les choses intra-mondaines l'angoisse interdit la compréhension de soi-même à partir des possibilités ayant trait à elles et elle amène ainsi le  Dasein à se comprendre à partir de lui-même, le ramène à soi-même ». L'angoisse est l'une des « dispositions » insignes du Dasein. Plus généralement, l'angoisse possède un intérêt pour la métaphysique en cela qu'elle rend possible l'ouverture phénoménale du néant note Nikola Mirkovic.

### Appropriation
De l'allemand : Ereignen
Ereignen, est un des termes majeur mais difficilement traduisible du lexique heideggerien, d'où découle le concept fondamental dans sa pensée de l'Ereignis.
Appropriation signifie d'abord prendre appui sur (das Eigene) « comme mouvement d'amener une chose à son propre ». Nous ne sommes pas dans le registre notarial de la « propriété », mais plutôt dans celui de l'expression française « remettre en main propre ». À travers le terme « approprier », il ne faut pas entendre qu'une chose devienne la propriété ou la possession, mais le fait d'« amener quelque chose à être ce qu'elle est ou la mener à son terme ».
Appropriation qualifie aussi le « demeurer ensemble ». À propos de l'exemple de l'être de la cruche tiré de la « conférence sur la Chose », Didier Franck conclut : « le ciel et la terre, les divins et les mortels sont appropriés ou s'approprient réciproquement dans la mesure où aucun d'entre eux ne va sans les autres, dans la mesure où, pour parler de manière grecque, chacun reçoit son « être » de celui des autres auxquels il est ainsi (confié) ». Dans les Beiträge zur Philosophie (Vom Ereignis), il est à plusieurs reprises parlé à propos de l'Ereignis d'« événement appropriant ». « Hedegger nomme « événement appropriant » la réciprocité entre le besoin de l'Être et l'appartenance du Dasein à l'Être. C'est cet échange réciproque qui est censé opérer le Tournant dans l'événement appropriant ».
Plus profondément « Appropriation » qualifie l'Ereignis en ce qu'il « conduit l’homme à ce qui lui est propre (ereignen) en le plaçant dans un rapport – celui par exemple qui prévaut de la pensée comme essence de l’homme, et de l’être de l’étant – que l’on peut proprement qualifier d’abyssal, dans la mesure où aucun de ses termes ne lui préexiste, mais où chacun se définit comme relation à l’autre », écrit Julien Pieron.

### Authenticité
De l'allemand : Echtheit ou Eigentlichkeit
Aucune connotation morale dans l'approche heideggérienne de ces termes. Dans celles-ci, l'« être humain », le Dasein, est le plus souvent immergé dans la préoccupation quotidienne, n'est pas lui-même, n'existe pas de manière authentique. L'inauthenticité est le fait d'un Dasein qui se comprend lui-même à partir de ce dont il se préoccupe et non pas à partir de son propre « pouvoir-être » fini. S'interprétant comme une substance, le Je n'est le plus souvent que le On de l'opinion commune.
L'être soi-même authentique nous est révélé dans sa possibilité à même l'immanence du « On », par le « Souci ». L'angoisse qui frappe le monde d'insignifiance fait que « le Dasein ne pouvant plus se réfugier dans le On est rejeté vers son Soi, seul constitutif de son « être-au-monde » authentique ». L' « être-au-monde » que découvre l'angoisse s'ouvre comme un « être-possible » que Heidegger caractérise ainsi : « comme ce qu'il ne peut être qu'à partir de lui-même, seul et dans l'« isolement » » (in der Vereinzelung). Heidegger parle au § 53 d'Être et Temps de Vereinzelung pour caractériser la possibilité la plus propre de la mort comme de cela qui réclame de chacun ce qu'il a d'unique (als einzelnes). Le Dasein n'a d'autre essence que « d'être » (au sens verbal). L'angoisse qui découvre sa possibilité la plus propre, la mort, isole et ouvre le Dasein comme solus Ipse (authentique).
À noter, que François Fédier a proposé une traduction différente du terme Eigentlichkeit. Selon lui ce mot devrait se traduire par « propriété » plutôt que « authenticité » car Eigene signifie pour François Fédier ce qui « est en propre », dans une « pente » qui m'est propre.

### Avenance
« Avenance » traduit habituellement l'allemand Das Ankommende, mais certains traducteurs de Heidegger se servent également de ce mot français pour rendre l'allemand Ereignis, habituellement traduit par « évènement ».
« Avenance » est le terme choisi par François Fédier pour traduire « Ereignis » dans l'ouvrage de Martin Heidegger Beiträge zur Philosophie (Vom Ereignis). De nombreux auteurs, préférant une traduction plus littérale comme « Événement », ont fortement contesté cette position. Enfin d'autres ont proposé « appropriement », car il serait possible d'entendre dans l'Ereignis allemand l'idée de quelque chose par où quoi que ce soit devient proprement ce qu'il est. Il serait alors question d'événement appropriatif.
Certains, comme Alexander Schnell, jugent qu'il aurait été préférable que ce terme d'Ereignis ne soit pas traduit. François Fédier, s'est justifié en rappelant que Heidegger, dans une Lettre à Jean Beaufret, a dit comment entendre en français le mot « être » dans la phrase Das Denken ist auf das Sein als das Ankommende (l'avenant) bezogen. Le terme de Ankommende ou Ereignis, traduit par « avenant », est à tort compris comme simple événement. Heidegger cherche à transposer l'ampleur du terme Ankommende allemand qui a le sens de « ce qui vient à proximité tend à entrer en contact avec ce dont il est proche ».
Das Ankommende désigne « ce qui vient jusqu'à nous, presque à nous toucher ». Par ailleurs, le terme « événement » laisse entendre qu'il pourrait y en avoir plusieurs, alors que, pour Heidegger, l'Être est unique et intemporel. De plus, ce qui est « avenant » fait signe au-delà de l'événement bien plus que sur ce qui simplement arrive, il est « ce qui vient à nous et ce qui vient jusqu'à nous [...], venir jusqu'à nous comme ce qui nous regarde comme rien d'autre ne nous regarde ».

### Avoir à être
Si le Dasein demeure « exemplaire », nous dit Hans-Georg Gadamer ce n'est plus parce que c'est un être qui se distinguerait par son activité de pensée, mais comme « avoir à être » « dont le mode d'être consiste à être son là » ; ce qu'il s'agit de préserver à toute force c'est l'idée de « mouvement » et l'absence de toute autre détermination.
« C'est à chaque fois à moi qu'il revient d'être ou de ne pas être ce que j'ai à être ». Dans son existence, le Dasein apparaît comme un être éternellement tendu vers son « pouvoir être » le plus propre ; cela se traduit ontologiquement par l'idée d'un être toujours et par essence en « avance sur lui-même », qui se découvre « pouvoir-être », pure possibilité en se devançant. Ce mouvement qui le porte « en-avant de soi », en vue de son « pouvoir-être » authentique, c'est sous l'injonction de l' « avoir à être » de la « voix de la conscience ».À noter que cet « avoir-à-être » ne se rajoute pas à son être en tant que possibilité extérieure. Le Dasein est son « avoir-à-être », veut dire, il n'est constamment que « sa possibilité » car ce « qu'il n'est pas » il l'est déjà possiblement note Gérard Bensussan.

### Avoir lieu
De l'allemand : Der Augenblick
Avec le concept d'Augenblick littéralement « coup d'œil » ou « instant », ce qui est à saisir c'est une nouvelle approche du « maintenant » ainsi que pour le Dasein le fait de se résoudre à lui-même dans la vue la plus claire de sa « situation », Guillaume Faniez écrit dans sa contribution au Dictionnaire : « On notera que cet « avoir lieu » qui caractérise l'instant est le signe des rapports entièrement nouveaux que Heidegger tente d'établir entre espace et temps »

### Bavardage
De l'allemand : Das Gerede
Avec l'expression de Das Gerede traduite par discours ou bavardage Heidegger dit selon Jean Greisch « qu'ils véhiculent des interprétations de l'existence qui influencent, même si la plupart du temps nous n'en avons pas conscience ». Personne ne peut se dérober à la compréhension déjà déposée dans les mots, depuis le bavardage de la mère à l'enfant jusqu'au discours public. Ce phénomène de positif devient négatif lorsque le bavardage fait écran aux choses. Ce qui est le cas lorsque la compréhension se satisfait du « on-dit » quotidien. « La communication fonctionne alors en circuit fermé ; elle n'est plus partage d'un rapport essentiel et primaire d'être à l'étant dont il est parlé [...] c'est cette situation qui donne naissance à une opinion publique ».

### Chose
De l'allemand : das Ding
La chose est traditionnellement l'entité philosophique qui comporte le plus d'extension et le moins de compréhension. La question de la chose devient centrale dans le cadre de la pensée phénoménologique qui prône avec Edmund Husserl et Heidegger, « le retour aux choses mêmes ». C'est dans cette philosophie que se joue le statut ontologique de l'ensemble des objets rassemblés en monde par un sujet. C'est dans la « nomination » que les choses sont appelées. « Les choses adviennent pour autant que la parole abrite et délivre l'énigme de leur apparition, c'est ainsi qu'elles ont lieu ». Heidegger qui se penche sur la chose « à partir de l'œuvre d'art ne la pense plus comme un étant parmi d'autres mais comme l'événement du déploiement de la terre telle qu'elle fait face au monde ». Hadrien France-Lanord, écrit « la chose appelle le monde à venir se déployer dans toute sa riche et chaque fois singulière plénitude en le recueillant dans son abritement ».

### Commencement
De l'allemand : Der Anfang ou Die Beginn.
Heidegger lie sa conception du commencement au sens grec de archè. Il signifie à la fois « début et règne ». « Pour Heidegger, archè en tant que « commencement et règne » n'est rien d'autre que l'« alètheia », c'est-à-dire la vérité de l'être ». Heidegger s'appuie sur l'existence en langue allemande de deux termes Beginn et Der Anfang qu'il convient de distinguer. Beginn signifie la première occurrence dans une lignée temporelle et Der Anfang comme la source cachée d'où sourd le processus historique et précède irréductiblement le commencement, « Le Beginn est ce avec quoi quelque chose se lève, l'Anfang est ce d'où quelque chose jaillit ».
Dans le commentaire intitulé La Parole d'Anaximandre, portant sur les quelques fragments connus de cet ancien penseur grec, Heidegger cherche à discerner en quoi ce commencement-là est véritablement premier. Non pas le premier texte, au sens d'une simple énumération, mais « au sens étymologique de partir, où c'est un partage qui est départi, un partage qui devient aussitôt, pour ceux qui en héritent, leur destin, à savoir ce dont (d'une manière ou d'une autre) ils auront à s'acquitter tout au long de leur histoire » écrit François Fédier.
Selon Marlène Zarader, Heidegger, dans sa démarche de retour au matin grec, « se tient à l'écoute des paroles initiales pour dégager l'expérience impensée qui y demeure abritée (Der Anfang) et qui, transmise jusqu'à nous en même temps que la langue, y est encore en attente d'avenir ». Heidegger écrit « revenir au premier commencement, ce n'est cependant pas se remettre dans quelque chose de passé, comme si l'on pouvait faire que le passé redevienne réel au sens courant du terme. Revenir au premier commencement, c'est plutôt s'éloigner de lui, aller occuper cette position d'éloignement nécessaire pour éprouver ce qui a commencé dans ce commencement en tant que tel. Sans adopter cette position au loin, nous restons toujours trop proches du commencement, et d'une manière captieuse, dans la mesure où nous sommes encore obnubilés par tout ce qui a été pensé par la suite; raison pour laquelle notre regard demeure affecté et fasciné par le cercle que forme la question traditionnelle : qu'est-ce que l'étant ? autrement dit : prisonniers de la métaphysique sous toutes ses formes »
L'usage de l'expression « autre commencement », vise à accentuer son altérité par rapport à un premier commencement. Il s'agit par-dessus l'histoire de la métaphysique, de reprendre source directement à l'origine, à l'écoute de la dynamique cachée de l'histoire de l'« être ». Il s'agit, de se retourner pour retrouver à travers la « Répétition », le point inaugural d'un autre chemin possible de la pensée, d'un « autre commencement ».« Le premier commencement qu'est la métaphysique n'est pas une « cause », qui à un moment donné de l'histoire, aurait l'autre commencement de la pensée pour « effet », elle est une origine  Ursprung  qui demande à devenir plus « originaire » » écrit Martina Roesner.

### Comprendre
De l'allemand : Verstehen
Comprendre (Verstehen), ou son équivalent en français, « entendre », n'est pas chez Heidegger un concept gnoséologique, et il est important de le distinguer du sens commun. Il y a dans l'« entendre » heideggerien le sens de « s'y entendre », le sens aussi de « tendre vers ». Il n'y a d'entente, précise Heidegger, que lorsque l' « être-là », le Dasein, établit avec la chose visée « un rapport où son être est proprement engagé » (Être et Temps (SZ p. 172). Le « comprendre » ou « entente » n'est donc pas l'acte d'une intelligence, il n'est pas prise de conscience de soi d'un sujet séparé de l'objet, il est prise en charge de ses possibilités d'existence dans une situation donnée, à l'exacte mesure de son « pouvoir-être » écrit Jean-Paul Larthomas. L' « entendre » heideggerien est donc bien loin du « comprendre » du sens commun, ainsi que de la théorie de la connaissance.
Toute disposition, toute humeur du Dasein a par suite son « entente », qui a pour effet d'amplifier ou de réduire la dimension du monde. La « peur », « être à la hauteur », « maîtriser une situation », « faire face », « être amoureux », « être débordé » autant de rapports au monde spécifiques. « Entendre » est inséparable de vibrer. Toutes les possibilités « ontiques » (liées au Dasein), élevées au niveau ontologique, traduisent un pouvoir-être, un être possible. L’entendre intervient donc dans la constitution même du Dasein qui « est à chaque fois ce qu'il peut être et sa manière d'être, sa possibilité » ».
Hadrien France-Lanord précise que le mode ententif du Dasein ne porte pas sur la découverte d'un sens qui serait ignoré, mais qu'il est en lui-même attribution d'un sens. Avant le comprendre proprement dit, dans l'entente, le Dasein a déjà, à chaque fois, son entente propre (sa manière naturelle de se tourner vers l'étant) quand bien même il la refoulerait ou l'ignorerait. C'est cette « entente originaire » de l'« être-au-monde » que Heidegger appelle Die Befindlichkeit, traduit par disposibilité. L'entendre intervient dans la constitution même du Dasein. Heidegger dit textuellement « l'entendre constitue lui-même un genre fondamental de l'être du Dasein »(Être et Temps (§63) (SZ p. 315).
Ce que nous comprenons en vérité, résume Henry Corbin, premier traducteur d'Heidegger en France « ce n’est jamais que ce que nous éprouvons et subissons, ce dont nous pâtissons dans notre être même ».

### Concept
De l'allemand : Begriff
Hadrien France-Lanord nous donne cette définition générale : « C'est la manière dont la langue métaphysique, par la généralisation qu'elle opère, se saisit des choses et exerce sur elles une emprise ». Toute la démarche d'Heidegger consisterait à se déprendre de cette règle pour aller « droit aux choses mêmes [...] Avant le mot et avant l'expression, toujours d'abord les phénomènes et en suite seulement les concepts ».

### Connaissance
« La démonstration de propositions ne relève absolument pas de la philosophie, parce que toute démonstration suppose que le sujet qui l'effectue demeure inchangé pendant tout le processus. Dans la connaissance philosophique, rien ne reste inchangé, ni le Dasein, ni la vérité dans laquelle il se tient, mais au contraire tout se déplace et se transforme en même temps » écrit Françoise Dastur.

### Conjointure
De l'allemand : Bewandtnis
Emmanuel Martineau traduit par « Tournure » et François Vezin par « Conjointure ».
« Les choses ne font pas leur apparition d'une manière isolée, pour seulement après coup constituer un tout, mais c'est avec l'accomplissement de l'être du  Dasein qui y est déjà dévoilé un ensemble cohérent d'utilisables ». François Vezin remarque, qu'un ustensile ne peut être ontologiquement ustensile à lui tout seul, mais qu'il doit se conjoindre à un autre pour satisfaire à un usage (exemple: le bouchon à la bouteille, le bouton à la boutonnière).
L'important c'est de noter que l'ensemble de tous les renvois dont il retourne entre les choses ne débouche pas sur un étant de l'ordre de l'utilisable mais sur le Dasein lui-même. « Autrement dit « le pourquoi » initial est un « à dessein de quelque chose » dans lequel se découvre l'être-au-monde existant en tant que tel, l'ouverture où se tient l'entente du monde ».

### Conscience
De l'allemand : Das Gewissen ou Das Bewusstsein. Das Bewusstsein désigne la conscience comme présence à soi. Das Gewissen fait plutôt référence au devoir moral dans l'expression « voix de la conscience », en allemand Stimme des Gewissens. La « voix de la conscience », qui appelle le Dasein à lui-même, en interrompant le bavardage du monde dans lequel le Dasein est jeté. François Vezin note que cet appel est enraciné dans le « Souci » qui manifeste l'essentielle ouverture du Dasein. « La conscience jette dans la possibilité d'être soi-même », résume Christian Dubois.

### Contrée
De l'allemand : die Gegend
Dès Être et Temps la « contrée » prend un premier sens celui où « le Dasein arrange les ustensiles d'après les nécessités de l'ouvrage en train, leur impose des places dont la distribution n'est pas arbitraire » écrit Didier Franck. L'espace morcelé en contrées « a néanmoins son unité propre grâce à la totalité mondaine des finalités de l'étant à-portée-de-la-main spatial (le bureau, l'atelier) ». L'espace apparaît comme un ensemble articulé en « coins » et « contrées » (la cuisine, l'établi, le fond du jardin) typiques où le Dasein préoccupé trouve ses repères. « Ce n'est plus la distance qui décide de la plus ou moins grande proximité, mais la préoccupation de qui en fait usage ».
Les choses disposées en « contrée » ne sont pas simplement des choses qui individuellement nous font face mais des choses qui viennent à nous (nous font encontre) dans et grâce à cette dimension « rassemblante » qui reste en retrait. Le complexe organisé, c'est-à-dire l'ensemble des ustensiles assemblés « en vue de.. » doit être préalablement découvert pour que l'ustensile individuel puisse apparaître individuellement. La fonction du lieu, c'est le rassemblement et la mise en relation de places. Ici, comme le note Didier Franck, le pont n'occupe pas un lieu, le lieu est dans la chose et non la chose dans le lieu.
Selon la définition du Dictionnaire « dans son déploiement la contrée est le mouvement de venue à l'encontre grâce auquel les choses trouvent le repos à partir duquel elles séjournent dans leur appartenance propre ». « Le Dasein est dans son essence « temporel » ce qui veut dire qu'il n'est jamais présent dans l'espace à la manière d'une chose [...] qu'il « occupe » au sens littéral l'espace [...] cet espace « occupé » n'est pas une place spatiale mais constitue toujours l'« ouverture » de l'« espace de jeu » d'un ensemble de préoccupations ». C'est cet cette dimension originaire qu'Heidegger se propose d'atteindre sous l'expression de Zeit-raum, espace-temps note Françoise Dastur.

### Dasein
Terme allemand polysémique fondamental d'Être et Temps avec pour traduction littérale « être-là ». Il désigne le plus souvent chez Heidegger, l'homme, la réalité humaine autrement dit selon Christian Dubois « c'est nous-ou plutôt, à chaque fois moi ». Trait général : le Dasein est parmi tous les « êtres » celui qui comprend l'être, est concerné par l'être, est ouvert à l'être. Dasein désigne la manière tout à fait singulière pour l'« être humain », d'être. Toutes les définitions traditionnelles de l'homme, comme animal rationnel, corps-et-âme, sujet-conscience etc.. deviennent secondaires à partir de ce trait premier, le rapport à l'être. Son mode d'être spécifique c'est l'« existence », selon sa célèbre formule : « l'essence du Dasein tient dans son existence ». « Le Dasein se définit comme l’existant, celui qui « ex-siste », qui séjourne en dehors (« ex ») de l’étant, s’ouvrant ainsi à l’être » écrit Jean Grondin. Pour autant, il ne faut pas, selon Hadrien France-Lanord répéter le contresens de l'Existentialisme et assimiler purement et simplement le terme de Dasein à réalité humaine.
On peut utiliser le syntagme « être-Là » avec « L » majuscule pour bien signifier l'identité entre le Dasein et son ouverture. Il est préférable pourtant, pour conserver toute sa potentialité expressive de ne pas traduire ce terme et de conserver l'allemand Das Dasein.
Parce que le Dasein est l'étant pour qui, il y a de l'être - « il » « a » « à être ». Cette formule, sous forme d'injonction, rappelle le conatus spinoziste mais est pourtant à comprendre différemment, non comme l'expression d'un retour sur soi renforcé, mais comme un pur témoignage sur l'être, qu'il accueille et dont il (le Dasein) est comptable. « Être » et « témoigner de l'être » ont pour Heidegger le même sens. Alain Boutot remarque : « à la différence de tous les autres êtres vivants qui sont indifférents à leur être, lui se rapporte toujours à l'être qui est le sien. »
Dans la deuxième partie de sa carrière, Heidegger écrira Da-sein avec césure et trait d'union pour marquer l'évolution de sa conception de l'être, l'homme devenu moins « configurateur » de monde et plus « berger de l'être ».

### Davos
C'est en 1929, que le Grand Hôtel de Davos en Suisse accueillit une célèbre confrontation publique, connue sous l'expression de controverse de Davos, (sujet: la « métaphysique de Kant) entre deux des grands noms de la philosophie allemande : Ernst Cassirer et Martin Heidegger. Servanne Jollivet nous parle d'une rencontre mythique, mettant en présence deux des plus grandes figures philosophiques de l’époque

### Décèlement
De l'allemand : Unverborgenheit
Traduction heideggérienne de l'alètheia grecque, qui indique vers ce qui en elle est impensé : sa dimension événementielle et finie. Unverborgenheit est l'état de décèlement et Verborgenheit l'état de cèlement. Le recours au mot celer (cacher, tenir secret), qui joue dans la dimension de l'apparaître, s'impose en français car le mot grec alètheia est bien un mot privatif, ce qui est décelé, est arraché au « cèlement ».

### Deuil sacré
C'est sous l'influence d'Hölderlin et son expérience de la fuite et de l'absence des anciens dieux de la Grèce qu'apparaît la notion de « deuil sacré » qui qualifie la tonalité fondamentale du monde moderne. Pour Heidegger, le « deuil sacré » n'est pas un attachement nostalgique ni une errance sans fin et sans espoir. « Le deuil sacré, loin d'être un désespoir sans recours, donne au poète le courage de rester dans la présence du ciel lourd de promesses ».

### Déloignement
De l'allemand : Die Entfernung
Ce concept de Die Entfernung vise à nous faire sortir des catégories qui commandent notre compréhension des rapports spatiaux. Il s'agit de « déconstruire les distances objectives comme instigatrices a priori des relations privilégiées de l'être-au-monde avec les éléments de ses entours (espaces de proximité au sens de l’étendue) et de ses contrées lointaines ». Dans son commerce avec le monde ambiant, le Dasein est essentiellement « dé-loignant », ce qui, dans le sens que lui donne Heidegger, est une constitution d'être du Dasein signifiant « abolition du lointain en laissant venir à son encontre dans la proximité ». Ainsi selon François Vezin du Soleil « qui appartient au monde de la préoccupation et de la discernation qu'est le monde ambiant au même titre que bien des choses qui se trouvent presque à notre contact : qu'il n'est pas « loin » et donc qu'il compte dans l'ordre de la préoccupation ». On peut parler de rapprochement ou de « tendance à l'effacement de toute distance ». « Il y a dans le Dasein une tendance essentielle à la proximité » écrit Didier Franck (voir sur ce sujet: Heidegger et le problème de l'espace).
L'espace n'est plus un réceptacle vide doté de trois dimensions, mais un ensemble articulé en « coins » et « contrées » (la cuisine, l'établi, le fond du jardin) typiques, où le Dasein préoccupé trouve ses repères. « Ce n'est plus la distance qui décide de la plus ou moins grande proximité, mais la préoccupation de qui en fait usage ».

### Demeurer
L'expression « l'homme habite en poète », est le titre d'une conférence d'Heidegger, expression qui est une citation d'un poème de Hölderlin. Le fondement du « demeurer » ne se laisse pas constituer par les réalisations humaines. Cette citation parle de l'habitation de l'homme en un sens qui bien sûr est plus symbolique que le sens habituel du mot Nous habitons chez nous mais aussi notre ville, notre pays et par extension ses institutions, ses lois, ses usages ses mythes et son langage. Et pour la poésie, il la considère à partir du rapport à l'habitation, ainsi entendue, dans son être, Heidegger se fait plus précis encore, non seulement l'homme habite en poète mais c'est « la poésie qui fait de l'habitation une habitation ».

### Dernier dieu
De l'allemand : Der Letzte Gott
L'expression « dernier dieu », qui n'est ni le dieu de la théologie, ni celui de la métaphysique, apparaît dans la sixième « Fuge » (articulation), des Apports à la philosophie : De l'avenance. Parce qu'il ne s'agit pas de penser le dieu en termes de dernier d'une longue série François Fédier préfère l'expression de « Dieu à l'extrême » par laquelle est traduit le titre de la sixième fugue. Ce Dieu, autrement divin que les dieux jusqu'ici dieux connus. « Le dieu à l'extrême découvre l’être à lui-même en son fondement abyssal » écrit Sylvaine Gourdain.
C'est dans la Lettre sur l'humanisme, qu'interviennent pour la première fois, comme médiateurs, le divin et les dieux. On reverra ces derniers, comme quatrième partenaire, sous l'appellation de sacré ou d'immortels dans De l'origine de l'œuvre d'art, accompagnant les hommes, le ciel et la terre, dans une configuration « quadripartite » de l'être qui devient, à partir de ce moment, l'intuition fondamentale de Heidegger. Ces dieux qui pourtant ne nous apparaissent plus que comme traces, vestiges ou mémoires deviennent sous l'influence d'Hölderlin indispensables à l'équilibre du tout (voir en ligne Sylvaine Gourdain.
Pour Sylvaine Gourdain, « le dernier dieu incarne la positivité la plus grande du « retrait » : il est le « commencement » qui se dérobe toujours, et en cela même, il indique la possibilité d'une ouverture au-delà du contexte étroit et étriqué de l'époque de l'illusoire gigantesque [...] il ne se range pas dans les cadres du mode de dévoilement à l'époque de la « Machenschaft » [...]. Le dernier dieu renvoyant à l'infinité des possibilités [...] montre que la vérité de l'être est ouverture si radicale au possible qu'elle en devient quelque chose d'impossible [...] elle n'advient, qu'en créant elle-même sa possibilité »

### Destruction
De l'allemand : Die Destruktion 
Visée : refondation de la philosophie sur un sol originaire apte à garantir en son authenticité l'investigation philosophique.
Die Destruktion  n'est pas chez Heidegger un comportement négatif, négateur.Transposé le plus souvent en français par le terme de « Déconstruction » que l'on doit à Jacques Derrida, alors que François Vezin, dans sa traduction d' Être et Temps, s'essaie au terme de « Désobstruction » pour en accentuer le caractère spécial et tenter d'en respecter le sens originel ; la « Destruction », ou « Déconstruction », concerne l'histoire de l'ontologie. La Destruction dé-fait, dé-construit la tradition pour revenir aux expériences « originaires », afin de les ressaisir en répétant (re-poser) la question du « sens de l'être » dans le but d'en révéler les possibilités laissées de côté. En ce qui concerne les concepts, déconstruire signifie « reconduire » aux expériences originelles qui leur ont donné naissance et qui les rend possibles. La « Destruction » est inséparable de deux autres éléments de la méthode phénoménologique que sont la « réduction » et la « construction ».

### Dévalement
De l'allemand : Die Verfallenheit
Le dévalement (Die Verfallenheit) est aussi traduit par « chute » ou « déchéance » [du Dasein].
Selon François Vezin, ces termes n'ont rien de dépréciatif. Il s'agit d'un penchant naturel, d'un laisser aller, d'un vouloir vivre sa vie, dans un rapport de plus en plus étroit avec le monde, qui se paye en contrepartie d'un éloignement vis-à-vis de son « propre », du centre de soi-même. Le dévalement, correspond à la vie facticielle » qui se dissout et s'aliène dans la multiplicité et l'affairement, mouvement auquel tente de s'opposer, dans le Dasein un contre mouvement de retenue et de retour à l'unité (voir Retournement natal). Le Dasein responsable de lui-même fait face à un « verrouillage » du chemin d’accès à soi-même que lui impose le « On », l'opinion moyenne en l'enfermant dans des « évidences » qui se présentent comme un abri construit de fausses théories et d'illusoires sécurités.
La pro-priété du Dasein (au sens de ce qui lui appartient en propre, son être authentique) est toujours perdue de vue et inlassablement à reconstituer. Dans un ouvrage Heidegger parle à ce propos « de l'aliénation que l'existence s'inflige à elle-même ».

### Devancement
De l'allemand : Vorlaufen.
Dans son existence, le Dasein, se comprend comme un « pouvoir-être », toujours tendu vers son pouvoir-être le plus propre, son pouvoir-être lui-même. Cela se traduit ontologiquement par l'idée d'un être toujours et par essence en « avance sur lui-même ». L' expression « être-en-avant-de-soi » qui qualifie ontologiquement le Dasein ne doit pas être comprise comme mettant en opposition un avenir non encore réalisé et un présent, c'est-à-dire un « pas encore ». Il est exclu de comprendre ce terme d'« avance-sur-soi » à partir de l'entente courante du temps. « en tant qu'il est en train d'être, (le Dasein) s'en vient toujours déjà jusqu'à soi, c'est-à-dire qu'il est de tout son être à venir » écrit Heidegger. Son être est son pouvoir-être. Il faut comprendre les expressions : « être-hors-de-Soi » ou en « avant-de-Soi », Sichvorweg, comme être spécifiquement sur le mode du « pouvoir-être », qui constitue leur caractère « historial ». Didier Franck, parle à ce propos « d'un mouvement sans mobile, d'un mouvement qui ne déplace aucune ligne, dont ni l'espace, ni le temps ne sauraient donner la mesure. Non pas mouvement de l'être mais « mouvement d'être » qui est lui-même ».
Ce mouvement qui le porte « en-avant de soi », en vue de son « pouvoir-être » authentique, sous l'injonction de l' « avoir à être », implique, comme le note Françoise Dastur, la prise en compte de la mort. Il n'y aurait de « Résolution anticipante » qu'en connexion avec un être proprement « en vue de la mort ». Toutefois le devancement n'est pas la rumination de la fin, mais plutôt, selon l'expression de Christian Dubois, avec l'anticipation de la mort « la finitisation même de l'existence de l'« être humain » qui se donne à lui-même dans sa totalité singulière »

### Dévastation
De l'allemand : Verwüstung
« À travers la dévastation, il s'agit d'entendre la volonté inconditionnée qu'impose la technique à l'échelle planétaire de tout réduire à quelque chose de disponible ».

### Destin
De l'allemand : das Geschick ou das Schicksal
Chez Heidegger, il faut d'abord écarter l'idée de fatalité. Le destin apparaît dans Être et Temps, là où il est question de l'historialité, c'est-à-dire le fait pour l'étant que nous sommes à « avoir à être ». L'idée c'est que pour que puisse s'ouvrir pour nous un avenir véritable il faut bien que nous nous exposions. Le Dasein « résolu », libre vis-à-vis de sa mort « s'en remet à soi-même en embrassant une possibilité dont il est l'héritier, mais que cependant il choisit parce qu'il a la capacité qui permet de faire face à ce qui vient à notre encontre » écrit François Fédier.
Heidegger écrit : « Le destin est par essence destin de l'être, au sens où l'être se destine lui-même, déploie à chaque fois son essence comme un destin et par là se métamorphose destinalement ». L'Être s'est destiné de nos jours comme essence de la Technique dans le Gestell. Heidegger précise sa conception : « se destiner (sich schicken), signifie se mettre en route, pour s'ajointer à la directive indiquée et qu'attend un autre destin voilé ».

### Dévoilement
Dans la pensée d'Heidegger, le dévoilement désigne le processus par lequel se donne à voir la vérité. Heidegger déplace la question de la vérité du champ logique et métaphysique au champ ontologique. Devient vraie la chose dont l'être se donne sans voile sans opacité.

### Dichtung
Terme choisi pour une modalité du dire permettant le rapprochement du dire poétique et de la pensée. Dichtung tel que l'entend Heidegger parle à la fois sur le mode du chant (tel que cela s'est produit avec Hölderlin) et sur celui de la pensée (tel que Heidegger l'entreprend). La « parole primordiale » recherchée, celle qui ouvre à la fois sur la Poésie et la Pensée, Heidegger propose de l'appeler d'un mot intraduisible en français la Dichtung .

### Différence ontologique
De l'allemand : Die ontologische Differenz 
Christian Dubois aborde ainsi cette question : « pour que l'énoncé concernant un étant soit vrai, encore faut-il que celui-ci soit manifeste. La vérité prédicative suppose la vérité ontique, [...] l'ouverture de l'étant lui-même, sa manifestation antérieure à la vérité du jugement qui s'y confirme ». Autrement dit il faut que la chose se soit d'abord manifestée comme chose matérielle pour que quelque chose puisse en être dit. « La « différence ontologique » demeure prise dans la perspective de l'ontologie, et dans une certaine mesure de la métaphysique pour autant qu'elle pense l'être à partir de l'étant et non à partir de lui-même ». Françoise Dastur parle à ce propos de « statut ambigu » de la « différence ontologique » dans la mesure où elle provient de la question de l'« étantité », qu'il s'agit maintenant de laisser de côté pour sauter par-dessus et questionner initialement à partir de l'être.
La différence ontologique ne désigne pas simplement la dissociation de l'être et de l'étant, mais cette dissociation considérée en ce « que l'étant n'est lui-même en tant qu'étant (et non pas tel ou tel) qu'à la faveur d'une lumière venue d'ailleurs, mais qui brille en lui par son absence - celle de l'être », écrit Pascal David. Ainsi, poursuit Pascal David, le fait « que A soit différent de B est une différence ontique (une orange n'est pas une pomme). Mais A ne peut être différent de B que si le « est » diffère à son tour de A et de B : différence ontologique ». Ce « est » là contient à la fois comme possibilité le A et le B.

### Discours
De l'allemand : die Rede
La Rede est conçue comme le lieu (de l’existence), qui articule les conditions de possibilité de la parole, du bavardage ou du « faire silence » note Franco Volpi. Avec la Befindlichkeit, disposition ou affectivité, et le Verstehen (le comprendre), le « discours », constitue la structure ontologique de base du Dasein (voir les existentiaux). Le Dasein est toujours en mode discours au sens de la Rede. L' être-au-monde s'exprime, communique dit quelque chose de quelque chose. Le discours déborde le simple énoncé propositionnel il enveloppe le mode impropre correspondant au bavardage comme le mode propre avec l'appel (voix de la conscience) qui fait silence.

### Dispositif
voir : Gestell

### Disposition
De l'allemand : Die Befindlichkeit
La disposition, ou selon certains auteurs « disposibilité » pour (Die Befindlichkeit prise au sens réflexif de sich befinden, se trouver), est le fait d'aller à la rencontre de soi-même. Ce n'est pas un acte volontaire : l'humeur (tristesse, joie) est d'abord une manière de faire l'expérience de soi-même, elle est ensuite ouverture au monde. La disposition affective, tonalité affective, être-accordé-à.., correspondre expriment l'idée que l' être-là se trouve (befindet sich) toujours déjà au monde, qu'il n'est jamais privé de monde (Weltloss). « Correspondre signifie : être convoqué, être disposé, à partir de l'être de l'étant [...] l'étant en tant qu'étant convoque la parole selon une modalité telle que le dire s'accorde à l'être de l'étant ».
L'homme comme un instrument de musique est toujours accordé, écrit Heidegger, mais elle est rarement assumée consciemment.
La disposition constitue le mode existential fondamental dans lequel le Dasein est son « là » (son ouverture). La disposition, écrit Françoise Dastur, « loin de constituer seulement l'accompagnement affectif d'un voir ou d'un faire, est au contraire ce par quoi nous découvrons primairement le monde ». Heidegger emploie parfois le terme d'affect en allemand Affekt pour signifier la disposition. « Sans une analyse de cette disposition fondamentale qu'est l'angoisse, dans laquelle s'ouvre la possibilité d'être soi-même, une interprétation adéquate du Dasein humain ne saurait être livrée ».
Par la disposition, le Dasein fait l’expérience du fait de son existence. La « disposibilité » est orientée selon deux mouvements primordiaux, soit positivement la recherche du soi-même, soit négativement la fuite devant ce même Soi-même.

### Éclaircie
De l'allemand : Lichtung.
Terme référé tout d'abord à la lumière dans Être et Temps, et plus précisément compris comme clairière, Waldlichtung, éclaircie, allégie : ce qui est ouvert. En tant qu'« être-au-monde », le Dasein est l'éclairé qui éclaire, « il est lui-même la clairière »(SZ p. 133). En 1965, à l'occasion de la conférence parue en français sous l'intitulé L'affaire de la pensée, Heidegger met de côté cette référence à la lumière et interprète dorénavant la Lichtung selon son deuxième sens allemand, à savoir « lieu où se libère, où s'affranchit » (Lichtung ne viendrait ainsi pas de Licht « lumière », mais de leicht, du verbe lichten, alléger, dégager, libérer, allégir), la Lichtung n'éclaire pas seulement, « elle octroie la présence-même ».
« Dans la Lichtung s'ouvre cette amplitude sans laquelle les choses ne peuvent justement pas entrer en rapport et se tenir dans une mutuelle proximité ; sans laquelle le lointain lui-même ne peut surgir comme tel ». François Fédier, précise « Lichtung doit s'entendre comme un mot qui désigne un mouvement où quelque chose s'accomplit. Die Lichtung n'est pas un lieu [...] quelque chose a lieu quelque chose qui libère »
« Tout ce qui paraît vient à la lumière mais il n'y a pas de lumière sans ombre, l'une et l'autre ne peuvent entrer en contraste qu'au sein d'une dimension préalable qui les ouvre l'une à l'autre. Nous nommons cette ouverture qui octroie un possible laisser-paraître et montrer l'éclaircie, dit Heidegger en précisant peu après que la lumière peut bien pénétrer dans l'éclaircie [...], mais en aucun cas la lumière ne crée d'abord l'éclaircie. Au-delà des rayons et des ombres, l'éclaircie est l'ouvert pour tout ce qui « vient-en-présence », pour tout ce qui « s'absente » » écrit Didier Franck.

### Ek-sistence
De l'allemand : Die Ek-sistenz.
Le terme existence au sens courant veut dire réalité par opposition à pure possibilité. Avec le mot « Ek-sistence », il ne s'agit plus de la conception traditionnelle d'une existence par opposition à l'essence, mais de la nécessité de souligner une « possibilité d'être » offerte au Dasein, soit qu'il l'ait choisie, soit qu'il soit tombé en elle. En ce sens, la question de l'existence ne peut jamais être réglée que par l'exister lui-même ; la compréhension concrète qu'a le Dasein de son existence est exclusivement son affaire, selon Jean Greisch. Avec le terme « ek-sistence », Heidegger signifie l'« ek-stase » en vue de la « vérité de l'être ».
L'existence, qui désignait dans Être et Temps, l'être du Dasein en tant que celui-ci se rapporte à lui-même, s'écrit maintenant, après le Tournant, « ek-sistence », signifiant le rapport du Dasein non plus à soi-même mais à l'ouvert, l'exposition à la dés-occultation de l'étant comme tel. À partir de la Lettre sur l'humanisme, Heidegger comprend l' « ek-sistence » non plus comme une projection transcendantale mais comme une « endurance ». Le Dasein devient l'ouvert pour l'ouverture de l'être et c'est dorénavant l'Être lui-même qui destine l’être-le-là (voir le Dasein) à son essence. Le Dasein s'inscrit dans une passivité constitutive, passivité à l'écoute de l'être.

### Ektase
Signifie « être-hors-de-soi », elle caractérise à la fois l'existence du Dasein et la temporalité originaire. Ne pas confondre « ektase » et « extase » qui signale une expérience dans laquelle la conscience s'échappe à elle-même. L'« ek-stase » n'est pas un ravissement qui nous transporterait hors du monde, mais la manifestation essentielle de l'« être-au-monde ». « Extatique signifie un arrachement à l'univers rassurant de l'étant et « extatico-horizontal [...] renvoie à l'horizon projeté à partir duquel prend sens ce qui vers lui s'y projette ».
En tant qu'il existe comme « être-en-avant-de-soi », le Dasein existe comme être « ek-statique ». Être « ek-statique », c'est être « originairement » ouvert. À travers ce concept d'ouverture originaire qui précède toute conscience, Heidegger manifeste la radicalité de sa pensée philosophique. L'avenir, l'avoir-été, et le présent sont les trois « ektases » co-originaires de la temporalité du Dasein qui, nivelées en une suite de « maintenant », déterminent la compréhension vulgaire du temps. Extatique, l'« être humain » l'est dans son essence au sens où il n'est plus référé simplement à l' « ici et maintenant » de la métaphysique.
Extatique, écrit François Fédier « le temps transporte le Dasein hors de lui-même, ce qui est pour tout « être humain » : être » et détermine ainsi les trois modulations de cet être en « avant de soi » : Attendre ce qui peut ou doit venir qui suppose de travailler à cette « avenance ». Garder mémoire de ce qui fut avec lequel on s'éduque peu à peu qui suppose l'ektase du Dasein vers le passé. Enfin la troisième ektase où l'être est éprouvé comme réel où nous sommes ouverts à la présence des choses, à leur entrée en présence.

### Entre-deux
De l'allemand : das Zwischen
« Être et Temps décrit l'« entre-deux » comme la dimension spécifique du Dasein [...] La méditation transpose l'homme dans cet entre-deux, où il appartient à l'être tout en demeurant un étranger parmi l'étant. Cet entre-deux ouvert est le Dasein, ce mot compris au sens du domaine ekstatique de l'éclosion et du retrait de l'être ». N'est donc pas à concevoir comme l'écart entre deux étants (le sujet et l'objet par exemple).
L'expression vise aussi la cohésion de la vie ou l'individuation en référence à l'« entre-deux » de la naissance et de la mort, abordée en tant qu'extension du Dasein. « Le Dasein factice existe nativement, et c’est nativement encore qu’il meurt au sens de l’être pour la mort. L’une et l’autre fins, ainsi que leur « entre-deux » sont aussi longtemps que le Dasein existe facticement, et elles sont comme il leur est seulement possible d’être sur la base de l’être du Dasein comme souci. Dans l’unité de l’être-jeté et de l’être pour la mort fugitif – ou devançant –, naissance et mort « s’enchaînent » à la mesure du Dasein. En tant que Souci, le Dasein est l’« entre-deux » traduction Emmanuel Martineau (SZ, § 72, (SZ p. 374).

### Entièreté, totalité
De l'allemand : Die Ganzheit.
Heidegger écrit « en tout énoncé, que nous le sachions ou non, aussi différent, aussi varié soit-il, nous parlons à partir de l'« entièreté » et vers le cœur de celle-ci ». La révélation de tout étant, quel qu'il soit, présuppose qu'un monde (c'est-à-dire une entièreté), soit au préalablement ouvert. Le monde est l'ouverture par laquelle les étants peuvent se découvrir comme tels ou tels, c'est-à-dire dotés d'un sens- (Ershlosssenheit) a toujours déjà eu lieu. Toutefois le monde, n'étant pas un étant mais un « existential », c'est-à-dire, un mode d'être du Dasein, ne peut jamais en tant que tel, être découvert
Se dit aussi d'un mode d'être du Dasein. Ce concept s'inscrit dans la volonté de Heidegger d'éviter de lier la mort et l'idée d'achèvement. Le § 48 d'Être et Temps arrive à la conclusion, note Cristian Ciocan, « que la fin et la totalité du Dasein doivent être conçues d'une toute autre manière que la fin et la totalité des choses du monde [..] ; la totalité (pour le Dasein) n'est plus une chose que l'on atteint à la fin de la vie, mais elle est depuis toujours déjà, existentialement, constituée par la mort dans l'être du  Dasein ».

### Épokhé
Épochè est un mot grec (ἐποχή / epokhế) qui signifie « arrêt, interruption, cessation ». C'est bien ainsi que l'entend Heidegger qui à travers le terme d' epokhè, désigne « une époque historique qui doit être comprise comme une étape dans la suspension ou la rétention de la vérité, l'être retenant sa vérité de différentes manières au cours de l'histoire, afin à chaque fois de laisser apparaître un monde. L' « oubli de l'être » est un multiple « oubli de soi » de l'être (par l'être), et non pas un processus continu de déclin » écrit Françoise Dastur.

### Ereignis
De l'allemand : Das Ereignis
Signifie au sens courant « l'événement », « ce qui arrive ». Heidegger l'entend comme er-eignis, ce qui amène à être proprement soi, ce que la chose doit être en propre, sa propriété, d'où la traduction possible d'« événement appropriant », utilisée notamment par Christian Dubois.
Ereignen est pris au sens de « faire advenir à soi » (Temps et Être dans Q IV p. 227). Le mot signifie à la fois laisser advenir à soi, laisser-être et manifester de la bienveillance. Un sens approché peut être celui du père qui protège son enfant, le conseille sans le contraindre, mais en le laissant développer sa propre personnalité, être ce qu'il doit être en toute liberté. Ce qui implique qu'il ne s'agit nullement d'un fait survenant mais « d'un accomplissement d'une initiale possibilité, antérieure à tout événement ontique ». Marlène Zarader affirme que « si Das Ereignis  peut être nommé et situé, il ne saurait toutefois être défini au sein d'une proposition énonciative ».
À partir des « traités impubliés » et notamment des Apports à la philosophie : De l'avenance, l' Ereignis du titre allemand  Beiträge zur Philosophie (Vom Ereignis) devient le mot directeur de la pensée d'Heidegger, le nouveau nom du déploiement originel de l'Être. François Fédier en référence à l'alternative allemande au Ereignis, à savoir : Ankommende, tente en français le terme qui fera polémique d' « Avenance ».
Alain Boutot, dans son Que sais-je ?, résume ainsi sa compréhension de l'Ereignis : « L'être comme le temps, entrent en présence ou plutôt, ne sont rien d'autre que la venue en présence de tout ce qui est. Cette présence ne dérive pas d'autre chose que d'elle-même. Elle advient d'elle-même et par elle-même, elle se donne, ou plutôt est elle-même pure donation de présence. Heidegger nomme cette donation originaire de la présence, qui est à la fois la vérité de l'être et la vérité du temps, das Ereignis ». Jean Greisch précise : « avec la notion d'Ereignis (Heidegger) s'oppose à l'objectivisme, pour lequel il n'y aurait que des occurrences qui existent brutalement, qui commencent et qui s'arrêtent ». Jean Beaufret parle d'événement faisant « époque », ainsi serait « Ereignis » le commencement grec de la philosophie occidentale qui conduit directement au monde qui coïncide avec la philosophie moderne à savoir le monde de la technique. Alexander Schnell. résume « l' Ereignis, dit à la fois événement (dans le double sens de ce qui survient de façon inopinée du dehors et de ce qui est en train de se passer) et appropriation ».
Heidegger désigne aussi l'Ereignis par un, « il y a être » Es gibt Sein, c'est-à-dire, comme l'événement d'une pure donation. L'être donne l'étant et se retire au profit du donné. L'Ereignis reste caché derrière le voilement inhérent à « l'être-là » comme « être-au-monde ». « En se décelant dans l’étant, l’être disparaît comme « Ereignis » et apparaît comme être de l’étant. Ce qui se retire n’est donc pas l’être comme être de l’étant, mais, comme événement de la Lichtung des Seins ».
« Par ce terme [...] Heidegger veut penser la co-appartenance rigoureusement indéchiffrable de l'homme et de l'être » pense Françoise Dastur

### Espace-temps
De l'allemand : Zeit-raum
« Ce que Heidegger tente de penser dans les Beitrage (§239) sous le terme de Zeit-raum, c'est cette dimension, plus originelle qu'eux, à partir de laquelle « espace » et « temps » se séparent l'un de l'autre ». Heidegger exclut de lui donner sa signification habituelle d'intervalle de temps comme il exclut pareillement de l'entendre au sens moderne de l'expression qui suppose un couplage du temps et de l'espace constituant l'espace à quatre dimensions de la physique. « Ce que Heidegger se propose au contraire c'est sous l'expression de Zeit-raum, espace-temps, de penser l'unité originaire du temps et de l'espace ». « Ce à quoi Heidegger s'emploie dans des pages extrêmement denses, c'est à montrer qu'espace et temps se déploient comme deux mouvements contraires et réciproques ».
« Le Dasein est dans son essence « temporel » ce qui veut dire qu'il n'est jamais présent dans l'espace à la manière d'une chose [...] qu'il « occupe » au sens littéral l'espace [...] cet espace « occupé » n'est pas une place spatiale mais constitue toujours l'« ouverture » de l'« espace de jeu » d'un ensemble de préoccupations ». C'est cette dimension originaire qu'Heidegger se propose d'atteindre sous l'expression de Zeit-raum, d'« Espace-temps » note Françoise Dastur.
« L'être n'étant plus pensé par Heidegger à partir de l'étant, il n'a donc plus la permanence ni l'identité d'une substance, il se donne, advient et se déploie [...] vient à «aître » das Sein west, telle est la finitude de l'être. Pour que être se donne, il lui faut lieu approprié ereignet où sa donation peut avoir lieu. Ce lieu à partir duquel tout (espace-temps) peut se déployer, Heidegger le nomme: Dasein (être-le-là) » écrit Hadrien France-Lanord. « L'« espace-temps » en tant que le sans-fond, Zeit-Raum als der Ab-grund forme la quatrième variation de la cinquième fugue intitulée Grundung ou fondation des Apports à la philosophie : De l'avenance » note Françoise Dastur.

### Essence
De l'allemand : Wesen
- Voir Wesen.

Dans une note en fin d'ouvrage le traducteur des Chemins qui ne mènent nulle part précise : « Partout et toujours, chez Heidegger, le mot essence doit être compris non comme une essence platonicienne figée, immuable, planant au-dessus des formes [...] l'essence Wesen est le mode propre de déploiement de l'être d'un étant ».

### Étant
De l'allemand : Seiende
Simple participe présent du verbe être, désignant les « choses » réelles qui existent, en métaphysique. Il prend de l'ampleur avec Heidegger. « De l'étant ne font pas seulement partie des choses et les choses ne sont pas seulement les choses de la nature ».
Sont « étants » les objets naturels ou artificiels, mais aussi les dieux, les mythes et les croyances, de même que les idées et les hommes, présents ou absents, sans oublier les « étants » passés et à-venir, Christian Sommer dans son étude sur l' Introduction à la métaphysique« inclut dans les choses étantes, le « néant » parce que le néant est le néant ». Heidegger écrit « Les hommes aussi, ainsi que les choses produites par l'homme, et les effets et circonstances résultant de l'effet de l’activité humaine, tout cela fait partie de l'étant. Les choses démoniques et divines appartiennent, elles aussi, à l’étant. ». « À ce qui est appartient aussi, le possible que nous attendons, espérons redoutons, ce que nous faisons que pressentir, ce devant quoi nous reculons [...] Le possible est certes le non-encore réel, seulement ce non-encore-réel n'est pour nous rien de nul. Même le possible est, son être a seulement un autre caractère que le réel ».
« La présence d'un absent n'est pas seulement son souvenir, mais en quelque sorte son « habitation » parmi les présents. Sa présence est vacante mais elle est là. Il est l'absent dont l'absence est encore toute pleine de sa présence. L'absence d'un absent peut être plus présente que la présence des présents ». « Les choses démoniques et divines appartiennent aussi, à l'étant ».
« Le « tout de l'étant », avec les différents secteurs qu'il comporte, peut devenir le champ où des domaines précis à étudier seront dégagés et délimités ». François Fédier écrit « L'étant : c'est la façon la plus économique, la plus synthétique-sans rien perdre-de nommer tout ce qui est. Cette question comprend toutes les questions et permet de sonder, de tout appréhender à travers l'insondable multiplicité du monde ».

### Etantité
Analogiquement avec le concept d'essence, l'étantité est ce qui est commun à tous les étants. « Selon Heidegger la philosophie est, d'un bout à l'autre de l'histoire, la problématique de l' être, en tant que la question qu'elle pose se différencie dès l'origine des questions qui se posent à propos de l'étant »
« La philosophie est un certain mode d'appartenance qui rend capable de prendre en vue l'étant en tournant le regard vers ce qu'il est, en tant qu'il est étant », Ce qui est visé par la philosophie c'est l'« étantité » (Platon la détermine comme ἰδέα, Aristote comme energia, l'objectif et le disponible dans le monde moderne) voir "Qu'est-ce que la philosophie ?"

### Êtant-là-devant
De l'allemand :Das Vorhandene
Littéralement les choses qui se présentent devant nous, traduit aussi par « être-sous-la-main » ou « étant-sous-la-main ». La référence à la main en allemand signale que la question de la maniabilité a une très grande importance dans Être et Temps.
La Vorhandheit par opposition à l'existence réservée au Dasein, est le mode d'être des choses intra-mondaines qui ne sont justement pas des Dasein et qui se contentent de se trouver là. Au sens large toutes les choses sauf les Dasein sont Vorhandheit. Heidegger travaille sur la distinction Vorhandenheit/Zuhandenheit, au sens strict le terme de Vorhandheit vise les choses en tant qu'elles sont simplement là, alors que la Zuhandenheit fait signe vers les choses dans leur fonction d'« outil » (exemple donné : un piano est Vorhandenheit pour le déménageur et Zuhandenheit pour le pianiste).

### Être
De l'allemand : Sein.
Penser l'Être en propre, dit Heidegger, demande que soit abandonné l'être comme fond de l'étant, en faveur du « donner » (sens verbal) qui joue en retrait dans la libération du retrait (de ce qui apparaît l'étant), au sens « de il y a ». Entre l'étant qui est là présent et l'être (sens verbal), il y a une différence fondamentale que la tradition philosophique a oubliée : la différence ontologique. Heidegger, après Le tournant, modifiera la graphie de Sein en Seyn pour signifier une nouvelle orientation de son questionnement qui, sautant par-dessus la différence ontologique, va s'adresser directement à l'être comme vérité. La pensée qui pense en direction de la vérité de l'Être est une pensée historique, elle est l'œuvre des grands penseurs nous dit Heidegger dans la Lettre sur l'humanisme.

### Être accordé
C'est avec le poème la Germanie que Heidegger peut approfondir et donner toute son extension à l'intuition du § 29 d'Être et Temps qui établit le rôle de la Stimmung et de l'« être-accordé » comme premier élément de constitution de l'exister humain. « L'homme ne déploie son essence qu'en tant qu'il est revendiqué par l'Être » écrit déjà Heidegger dans sa Lettre sur l'humanisme. le Dasein est toujours accordé, par définition, à une tonalité qui le traverse de part en part [...] donnant à entendre la voix de l'être et donnant le ton à une manière d'être« Parmi toutes les manières humaines de s'accorder au diapason du monde, Heidegger s'attache à distinguer des tonalités de fond, comme par exemple la joie, l'ennui, l'angoisse, l'étonnement, l'effroi, ou la retenue [...] ces tonalité nous permettent d'être accordés de fond en comble »<. Ce sont les tonalités qui sont la manifestation la plus élémentaire de l'« être-accordé ». La tonalité de type musical, qui accorde l'homme et le monde est dite sacrée.
À noter que la tonalité ou « Stimmung » est la manifestation du fait qu'en tant qu'« être-le-là», l'être humain est toujours déjà d'avance « un être-en-commun ».

### Être-au-monde
De l'allemand : In-der-Welt-sein
La traduction littérale donne « Être-dans-le-monde » constitué de trois moments structurels le monde, l'être ou l' existant qui est dans le monde et le dans, le tout formant un concept insécable manifestant le mode de présence du Dasein, auprès des « étants ». La préposition dans qui d'ordinaire est une préposition de lieu, n'exprime pas ici la position d'un contenu par rapport à un contenant, mais une relation d'ordre intentionnel. « L'homme est dans le monde par ses travaux, par ses joies, par son besoin incoercible de comprendre et de s'intéresser à quelque chose ». Les formes d'engagement sont multiples, « dès que le Dasein existe, il se voit, il se sent au milieu des existants en train de nouer avec eux toutes sortes de rapports » Ces formes multiples manifestent un mode d'insertion plus fondamental et essentiel, qu'Heidegger appelle Die Besorgen ou préoccupation. « Le dans qui se réalise par la préoccupation est plus précisément, un auprès-de. L'être-préoccupé est l'être-auprès, Sein-bei, auprès et au milieu de ce qui lui est connu et cher ».
L'adoption par les traducteurs français de l'expression « être-au-monde » qui rappelle cet autre, « l'enfant vient au monde » est particulièrement parlante. François Vezin, considérerait que l'expression « être-au » serait même plus heureuse que l'original allemand lui-même. « être-au-monde » est le mode existential fondamental du Dasein dont le dévalement (immersion dans le monde) fournit l'attestation. Cette expression, nous dit Emmanuel Levinas, est ontologique, elle ne signifie pas simplement que le Dasein est dans le monde, elle caractérise la manière dont nous comprenons l'existence à partir des possibilités ouvertes d'ores et déjà saisies. C'est la disposition (Befindlichkeit) et non l'intellect qui nous ouvre primairement le monde.
L'« être-au-monde » est une « relation » originaire, « unitaire et insécable ». « L'être-là n'existe pas d'abord isolément, à la façon du sujet cartésien, par exemple, pour entrer ensuite en relation avec quelque chose comme un monde, mais se rapporte d'emblée au monde qui est le sien », faisant pièce à toutes les conceptions antérieures, notamment à la conception cartésienne de l'ego cogito. Par ailleurs « être-au monde, c'est en soi-même être dépourvu de point d'appui » écrit Heidegger dans le livre non traduit Einleitung in die Philosophie selon Guillaume Fagniez Se rapportant au monde, le Dasein s'y déploie sur le mode de la préoccupation, Die Besorgen . Cette structure ontologique recevrait, en outre, selon Sylvaine Gourdain « une fonction transcendantale, dans la mesure où elle est la condition de possibilité du sens de l'être ».
« Heidegger montre que nous avons un accès premier au monde à travers nos dispositions et non pas à travers un acte perceptif, de sorte que notre être-au-monde n'est pas notre propre accomplissement, mais est toujours déjà ouvert dans la befindlichkeit » écrit Françoise Dastur
Christian Dubois, écrit « le Dasein n'est pas sous la forme d'une subjectivité consciente d'elle-même et de son monde comme sa représentation. Il se donne au contraire comme originairement au monde, cette structure d'être est méticuleusement explorée tout au long d' Être et Temps. Être-au-monde est le nom même de la transcendance propre au Dasein, qui n'est auprès des choses, d'autrui et de lui-même qu'en se tenant déjà au-delà, soutenant le monde comme ouverture ».

### Être-avec
De l'allemand : Mitsein ou Mitdasein.
Le Dasein est essentiellement « être-avec ». Il n'y a pas un « Moi » et les autres, mais un monde donné les uns « avec » les autres (Mitdasein) qui sont aussi des Dasein. Lorsqu'on parle du Dasein jamais isolé mais toujours avec les autres, on utilise Mitsein. « L'être-avec (souci mutuel ou sollicitude), est le lien avec l'autre. À noter qu'il n'y a pas moins de souci mutuel chez celui qui médite une vengeance que chez celui qui se sacrifie pour autrui. » Cette sollicitude se modalise suivant les notions d'impropre et de propre soit en sollicitude « substituante-dominatrice » ou sollicitude « devançante-libératrice ».

### Être-devenu
De l'allemand : Ereignetsein.
L'être-devenu chrétien ne consiste pas à se souvenir du jour où le croyant a reçu l'Evangile mais -a- un savoir pratique du « comment se comporter devant Dieu ». Il ne s'agit pas d'un événement passé mais d'un événement qui transforme le sens d'accomplissement de la vie, ne cesse d'être éprouvé et mis à l'épreuve.

### Être exposé
De l'allemand : Ausgesetzt
Signification difficile à rendre : être-exposé, au sens d'être laissé à soi-même, sur le mode du souci, à tous les dangers, donc être vulnérable, mais aussi, pour Heidegger, être exposé à l'Être, et à son être à soi dans toute sa précarité.

### Être-en-faute
De l'allemand : Schuldigsein.
Aucune intonation morale dans cette expression. En élevant au niveau existential l'idée de faute, ce concept prend sa source dans la double négativité du Dasein en tant qu'être jeté sans fondement et en tant qu'être ayant à effectuer des choix et condamné de ce fait à renoncer à d'autres. C'est à l'occasion de cette analyse de l'être-en-faute qu'Heidegger met à jour la fondamentale nihilité du Dasein, comme être sans fondement. L'être-en-faute appartient essentiellement à l'être du Dasein. Cet être n'est pas quelquefois en faute et à d'autres moments non, Heidegger insiste sur sa constance. Le parti « d'y voir clair en conscience » (Gewissens-haben--wollen ) ou « résolution anticipante » (vorlaufende Entsclossenheit) est résolution pour cet « être-en faute » Être et Temps (§62) (SZ p. 305).

### Être-en-propre
Dans les Interprétations phénoménologiques d'Aristote de 1922 Heidegger écrivait « dans la mobilité du souci est vivante une inclination au monde, à titre de disposition à se perdre à s'y laisser prendre ». Pour Heidegger, ce mode en immersion n'est rien d'autre qu'un refus et un recul devant la marche vers le propre « soi-même », ordonné par la « voix de la conscience » au sens heideggerien Le Dasein angoissé reste « empêtré » et « empêché » de retrouver son être le plus propre que seule la conscience authentique de la mort peut lui permettre de retrouver.
L'angoisse fait éclater au cœur du Dasein l'être envers le « pouvoir-être » le plus propre, c'est-à-dire « l'être libre pour la liberté de se choisir et de se saisir soi-même » écrit Heidegger ce qui déclenche systématiquement de la part du Dasein, un comportement de fuite. Obéir à « l'appel de la conscience » devant la perspective de la mort, signifie pour le Dasein, d'être en propre ce qu'il était déjà sur un mode impropre, autrement dit son existence est transfigurée, au lieu d'«être-au-monde » à partir des autres il l'est dorénavant à partir de lui-même. Entendre l'appel de la « voix de la conscience » correspond donc à rester « éveillé ».

### Être-été
De l'allemand : Die Gewesendheit.
Avec cette expression, Heidegger tente de montrer que le Dasein ne possède pas son passé comme un bagage, ni comme un souvenir, mais qu'il s'agit de son être. C'est l'être dans sa dimension temporelle récapitulé dans l' « être-jeté » (par exemple, l'âge d'un individu récapitule dans toutes les dimensions son avoir été). L'« être-été » ouvre de nouvelles possibilités (par exemple, l'âge mûr d'une actrice lui ouvre la capacité de jouer les rôles de mère).
La mémoire n'a existentialement aucune place, elle suppose originairement l'être-été. L'être-jeté doit à chaque fois assumer ce qu'il a déjà été, il ne peut advenir à lui-même que dans la mesure où il assume ce qu'il est en propre. François Vezin écrit que « Le passé n'est pas un gouffre qui engloutit tout, mais une ressource pleine d'imprévus et de possibilités en retrait. Il n'a pas, il n'a jamais dit son dernier mot ».
Le passé dure en nous, il est donc présent. Il advient comme lui à partir de l'avenir c'est-à-dire, à partir du projet que j'assume. En outre le Dasein dans l'entente de l'être qui est la sienne se comprend à partir d'une explicitation qui lui a été transmise. Le passé qui est le sien lui ouvre à chaque fois déjà la voie (Être et Temps §6 page 46). L'« être-été » est le phénomène originel de ce que nous nommons le passé. Ce phénomène de reprise dénommé « Répétition », note Paul Ricœur, confirme l'écart de sens entre l'« être-été », qui est intrinsèquement lié à l'avenir, et le passé trivial qui n'est plus qu'extrinsèquement opposé au futur à travers l'opposition entre le caractère déterminé, achevé et nécessaire du passé et le caractère indéterminé, ouvert et possible du futur.
L'objet propre de l'historien apparaît comme un « possible répétable », que la connaissance doit manifester comme tel. La facticité de l'objet historique, en tant que tel, réside dans son possible « ayant-déjà été là ». Comprendre en tant que toujours là présente, cette possibilité ou pouvoir-être : c'est proprement, selon Heidegger l'« accomplissement » et non pas un simple recueil à insérer dans le fil d'une histoire objective.

### Être-jeté
De l'allemand : Die Geworfenheit.
Le Dasein est toujours déjà à pied d’œuvre, à sa naissance il ne choisit ni le lieu ni le comment de sa venue. Tout au long de son existence, il doit assumer une capacité projective qui est toujours déjà liée à un horizon de possibilités « en deçà duquel le Dasein ne peut jamais remonter ». Heidegger rajoute même qu'« il est jeté à lui-même » (ihm selbst geworfen), jeté comme être-projetant (pas comme un caillou). Tant que le Dasein existe, il ne cesse de naître, « il ne cesse d'être-jeté ». Ce qui fait comprendre que le fait de parler au passé de l' « être-jeté », n'a pas le sens d'un événement révolu, mais qu'il y a à chaque fois quelque chose d'irrécupérable dans l'existence. Ce concept est à mettre en lien avec la facticité, et plus précisément avec le sentiment que quelque chose s'est joué sur laquelle le Dasein n'a pas de prise.
Ce doublet de l’existence et de l’être-jeté est un thème abordé à plusieurs reprises par Heidegger sous la formule unique « projet jeté », geworfener Entwurf . « Selon cette caractérisation du  Dasein, celui-ci se tiendrait à la rencontre d’une puissance de projeter les possibilités d’un monde – le projet – et d’une impuissance complète face au retrait ou à la fermeture de certaines de ces possibilités » écrit François Jaran de l'université de Montreal.
La prise en charge de l'« être-jeté » dans « Résolution anticipante » ne signifie rien de moins pour le Dasein que le fait d'être en propre ce qu'il était déjà sur un mode impropre

### Être-le-là
Martin Heidegger affirme que « être-là », ou « réalité humaine », qui furent les tentatives pionnières de transposition du mot Dasein par les premiers traducteurs français comme Henry Corbin et Jean-Paul Sartre, dénotent une interprétation incorrecte de sa pensée, et qu'il faudrait plutôt oser en français l'expression heideggérienne, a priori surprenante, d'« être-le-là ». Le « là » est à entendre comme le lieu où il se passe quelque chose.
La traduction littérale « être-là » reviendrait à comprendre la présence du Dasein à l'image d'un objet dans sa permanence temporelle et spatiale. « Rien n'est plus étranger au Dasein, qui n'a aucune permanence parce qu'il a, à chaque fois, à être son être » (cf article Dasein, section Analytique existentiale).

### Être-vers-la-mort
De l'allemand : Das Sein zum Tode 
Das Sein zum Tode  est un concept clef d'Être et Temps, être-vers-la-mort dans la traduction de François Vezin et « Être-pour-la mort » selon Emmanuel Martineau. L'« Être-vers-la-mort », plus neutre, semble préférable car l'expression « pour-la-mort » paraît mettre en jeu une volonté qui est totalement absente de l’œuvre de Heidegger.
Loin d'être une exaltation de la fin, une fixation morbide, l'Être-vers-la-mort, ou « être-à-la-fin » ou encore « être-révolu » certain et indéterminé, qu'est essentiellement le Dasein, conçu comme possibilité « ici et maintenant », a le pouvoir de le libérer de toutes déterminations et de toutes contraintes inappropriées. Les traducteurs utilisent diverses expressions, telles que « anticipation de la mort », de « devancement », de « marche d'avance » ou même de « marche à la mort » : Être et Temps (SZ p. 305). Christian Dubois précise que cette possibilité « irrelative » concerne la dissolution de tous les rapports à autrui et « notamment la possibilité de me comprendre à partir de possibilités puisées dans le On, elle me donne donc à comprendre à moi-même entièrement, elle me donne à assumer l'existence entière à partir de mon isolement ».

### Être possible
L'« être possible » est l'être même du Dasein. C'est dans le « devancement » de la mort qui n'offre aucun aboutissement réalisable, qui ne propose rien, c'est dans son « devancement » que le Dasein peut s'éprouver lui-même comme pure « possibilité », comme «pouvoir-être » irrelatif. Jean-François Marquet écrit « le Dasein s'éprouve, dans son isolement, comme pure existence; comme pur Dass, comme nudité du Dass dans le néant du monde »

### Existence
De l'allemand : Existenz.
Objet de la Phénoménologie de l'existence, l'existence chez Heidegger ne concerne que l'homme ; les choses et les animaux sont simplement « là ». « Exister veut alors dire autre chose qu'« avoir lieu ». Le simple « avoir lieu », caractérise les étants auxquels la question « qui ? » ne peut pas s'appliquer ». Dans existence, il y a l'idée de la vie, mais aussi celle d'un mouvement d'un « avoir-à-être » ou de « faire place à être » (entendu comme exposition à l'être) qui ne concerne que le Dasein. À noter que cet « avoir-à-être » ne se rajoute pas à son être en tant que possibilité extérieure. Le Dasein est son « avoir-à-être », veut dire, il n'est constamment que « sa possibilité » car ce « qu'il n'est pas » il l'est déjà possiblement. Heidegger précise que le « devancement » n'est possible que dans la mesure où le Dasein pour autant qu'il est en train d'être, « s'en vient toujours déjà, jusqu'à soi »(Être et Temps, Vézin page 386)
« Exister est la manière d'être qui est propre à l'homme : exister comme tel ce n'est pas être au sens où une pomme de terre est ». Ainsi comme le remarque Jean Grondin, dans sa structure formelle le terme existence ou « ex-sistance » signifie aussi, que le Dasein « en vertu de son ouverture (Erschlossenheit) à l'être se tient en retrait en regard du monde des étants ». Heidegger distingue entre « l'existentiel » et « l'existential ». Pour Heidegger le terme d'existence a vocation à remplacer les concepts de « vie » et de « subjectivité ».
« Existentiel », rattaché à l'adjectif ontique, concerne l'activité concrète d'un Dasein déterminé ainsi que toutes les espèces de comportement qu'il peut avoir dans la vie quotidienne. « Existential », correspond à l'approche ontologique qui recouvre le Dasein en général et son rapport privilégié à l'être. À l'époque d'Être et Temps, l'existence désigne l'être du Dasein en tant qu'il se rapporte à lui-même.
« Après le « Tournant », Heidegger adopte l'orthographe de « ek-sistence », qui signifie le rapport du Dasein non plus à lui-même, mais à l'« ouvert » » et selon Heidegger lui-même « l'installation « ek-statique » dans la clairière du là » (Nietzsche, t II p. 383).

### Existential
De l'allemand : Existenzial.
« Existential » caractérise l'ensemble des structures a priori, ontologiques de l'existence humaine, à savoir: « être-au-monde », « être-vers-la-mort », « être-jeté », « être-avec » , etc.. Au sujet des « existentiaux » qui correspondraient selon le Dictionnaire à la manière spécifique du Dasein d'exister, Jean Greisch écrit « risquons la formule suivante : les existentiaux sont au Dasein ce que les catégories sont à l' étant-sous-la-main ». « Le Dasein est ainsi réfractaire à la technique habituelle de la définition ». Heidegger distingue entre les modes d'être des étants ordinaires qui relèvent, depuis Aristote des catégories et le Dasein. Si la catégorie répond à la question du Quoi ? l'existential qui ne se donne que dans une existence singulière, répond à la question du Qui ?.
Les « existentiaux », correspondent à autant de manières possibles d'interroger le Dasein. On distinguera, l'affection (par exemple la peur), la compréhension (précédé de la curiosité), le discours ou le langage. Jean Greisch développe le sens existential du « souci » dont les formes sont autant d'existentiaux du mode de la « vie facticielle » c'est-à-dire, le penchant, la tentation, la distance, le verrouillement, et la ruinance. John Sallis (en) souligne que cette conceptualité particulière a à voir avec le Temps.
Ce terme d'existential ne doit pas être confondu avec son frère jumeau « existentiel » qui caractérise la vie concrète et son contenu (Wasgehalt). « Existant le Dasein est en vue de lui-même, c'est-à-dire qu'il doit prendre en main ce qu'il est ».« Existential » a rapport à l'être, à la manière (Wiegehalt) dont l' « existant » a rapport au monde. « Le fait d'exister-la « factualité » de l'existence-se déploie doublement, dans les structures universelles de l'existential et dans le foisonnement de l'existentiel », écrit Jean-Yves Lacoste.

### Explicitation
De l'allemand : Auslegung 
Explicitation est le nom que donne Heidegger à l'éclaircissement des présupposés de la compréhension. Exemple : l'explicitation du concept de temps comme horizon de la compréhension de la question de l'être.

### Facticité
De l'allemand : Faktizität
Littéralement factivité, mais traduit le plus souvent en français par « facticité », traduction susceptible d'induire en erreur. « Factivité » n'est pas la facticité sartrienne, elle est à mettre en liaison avec la notion d'« être-jeté ». Produit de l'expérience, du vécu, le concept de facticité visera plutôt l'apparition, historique et constamment reconduite, d'un soi dans le monde. La « Factivité » n'est ni un état de fait (Tatsächlichkeit) ni une contingence, mais un caractère d'être du Dasein repris dans l'existence. Françoise Dastur précise : « l'être-jeté du Dasein doit être expérimenté à partir de la vérité de l'être et non pas [...] au sens de l'apparition fortuite de l'homme parmi les autres « étants », car loin d'être à l'origine de la projection de l'horizon de l'être, l'homme est bien plutôt jeté par l'être lui-même se tient dans la vérité de l'être en extase dans l'ouverture de l'être ».
Le Dasein est en mode « factif », c'est-à-dire qu'il est là, à chaque fois, en vertu de son être et non pas sur un mode indifférent, il est riche de son « être-été ». La différence entre factivité et facticité ressort parfaitement de cette phrase relevée par Jean Greisch : « Le Dasein est constamment plus qu'il n'est factuellement... En revanche il n'est jamais plus qu'il est facticement, parce que le pouvoir-être appartient essentiellement à sa facticité. Mais le Dasein, en tant qu'être possible, […] est existentialement ce qu'il n'est pas encore en son pouvoir-être ».
L'être-Là est factivement responsable de son être qu'il ne peut pas ne pas être. La vie n'est ce qu'elle est que comme figure concrète dotée d'un sens. Les phrases clefs d'Être et Temps sont « le Dasein existe factivement » et « le Dasein meurt factivement », sens d'être en situation de… Il y a chez Heidegger un autre sens du mot Faktizität, en relation avec l'herméneutique de la vie (vie facticielle), qui l'assimile à « l'en-soi » et à « l'auto-suffisance » de la vie pour elle-même.
Jean Greisch précise que « facticiel ne veut pas dire réel-naturel, ni causal-déterminé, ni enfin réel à la manière d'une chose [...] on doit associer la notion de facticité au phénomène de l'historicité. ».
« La vie s'adresse toujours à elle-même dans son propre langage et se répond à elle-même, de sorte que structurellement, elle n'a pas besoin de sortir de ses gonds qui définit ce qu'il faut entendre par facticité » cité par Jean Greisch.

### Finitude
De l'allemand : Endlichkeit 
La Finitude, dont l'origine est paulinienne, est un thème majeur de l'ouvrage Être et Temps. Ce thème tourne autour du constat de la « nihilité » du vivant humain et se déploie dans toute l'analytique du Dasein, à travers les thèmes fondamentaux de l'angoisse, de la déchéance et de la mort avec l'« être-vers-la-mort ». Cette finitude, Heidegger la conçoit comme absolument radicale et interdisant à jamais au Dasein d'être transparent à lui-même note Christian Sommer. La finitude conclut Franz-Emmanuel Schurch est ainsi « non pas ce qui empêche la connaissance, mais ce qui la rend possible »
Si l'on s'en réfère à Franz-Emmanuel Schürch. « il apparaît assez clairement que la caractérisation de la position humaine dans l’être en termes de finitude est celle qui a connu le plus de succès auprès des lecteurs heideggériens et aussi celle avec laquelle on a été le plus prompt à faire équivaloir l’essentiel de sa contribution philosophique »

### Fissuration
De l'allemand : Zerklüftung des Seyns
Fissuration ou écartèlement de l'Être, notion apparue dans les Apports à la philosophie : De l'avenance fait allusion à la fois au Quadriparti et à sa possible correspondance avec les modalités de l'étant : être et avenir, être et apparence, être et devoir-être, être et penser.
« La scission originaire, qui, par sa connexion intime et sa discession originaire, porte l'histoire, est la distinction de l'être et de l'étant » note Jean-François Mattéi.

### Fonds disponible
De l'allemand : der Bestand
Le fonds disponible désigne la manière dont les « étants » apparaissent à l'époque de la technique moderne, il inclut tout ce qui est tenu d'être disponible. L'étant « est sommé d'avance de se présenter en livrant son potentiel exploitable ». Dans l'histoire de l'être Heidegger distingue, sous ce rapport, trois époques : le monde grec de l'étant comme Herstand (l'étant tel qu'il sort de lui-même du retrait pour se manifester dans l'ouvert sans retrait de la présence) ; l'époque de la représentation (où l'étant est posé par un sujet dans la présence comme lui faisant face : Gegenstand) ; et l'époque de la technique moderne où l'étant n'apparaît que comme fonds disponible (Bestand), c'est-à-dire mis à disposition.

### Gelassenheit
Die Gelassenheit traduit selon les auteurs par « laisser-être », égalité d'âme ou sérénité.
Dans la Gelassenheit, l'homme se tient auprès des choses « dans une manière de penser qui délaisse la représentation par laquelle la volonté s'assure d'elle-même ». Profondément, la Gelassenheit est « une attente endurante et vigilante qui délaisse l'horizon transcendental à partir duquel un sujet s'attend à ce qui vient soit conforme à ce qu'il en est par avance représenté, ne s'attend à rien de déterminé »
Il ne s'agit pas de penser la Die Gelassenheit comme abandon de la volonté propre. Une telle attente est un « laisser être sans interposer aucun obstacle, signifie alors se tenir entre, revenir et demeurer au milieu, là où tout se rencontre en venant à la présence [...] par un jeu de contrastes se faisant sans cesse écho, et à partir de quoi s'étend une contrée. C'est à partir d'elle que l'on peut penser à neuf le présent die Gegenwart, non comme ce qui s'oppose au passé et à l'avenir mais comme le lieu où se rencontrent les trois dimensions du temps »

### Geschichtlichkeit
D'abord traduit en français par « Historial » par Henry Corbin par souci de distinguer ce qui relève de l'histoire en tant que réalité (Geschichte), de l'histoire en tant que discours (Historie), tout en en transposant et en faisant sentir la racine commune telle qu'elle ressort pour une oreille allemande entre Geschehen et Geschichte. Les traducteurs suivants ont choisi pour Geschehen « accomplissement », (Rudolph Boehm et Alphonse De Waelhens), « provenir » (Emmanuel Martineau), « aventure » (François Vezin), le consensus actuel concernant Geschichtlichkeit pencherait pour « Historialité » qui semble l'emporter.
Il s'agit toujours de bien saisir la différence entre Historie en tant qu'explication constative du passé à partir de l'horizon et des calculs du présent comme une suite de la métaphysique et la Geschichte qui elle ne peut pas « être », elle ne peut que geschehen, se produire ou advenir.

### Gestell
Das Gestell , transposé difficilement en français selon les traducteurs, par « Dispositif » ou « Arraisonnement ». « Le Gestell évoque par son préfixe Ge, une fonction de rassemblement, en même temps que par son radical Stellen (poser), il évoque toutes les opérations que peuvent désigner en allemand les verbes comportant ce radical : mettre en évidence,représenter, traquer, commettre, intimer, interpeller » écrit Jacques Taminiaux.
Le Gestell fait signe vers un mode de dévoilement (un mode de l'alètheia), celui du monde moderne, qui ne nous livre l'étant que comme susceptible d'être interpellé, arraisonné, mis en demeure, recensé dans un stock, enfoui dans un fonds ou une réserve, en un mot « disponible » écrit Françoise Dastur. Arraisonnement, souligne François Fédier est une bonne traduction parce qu'avec ce terme vient au premier plan un comportement de contrôle et d'autorité et qui y a t-il comme autorité plus universellement reconnue que la Raison ?
Das Gestell  est donc d'abord, ce qui rassemble et rend disponible, mais, comme le souligne Hadrien France-Lanord, il faut insister à la fois sur son caractère dynamique « le déploiement de la technique » (la techno-science de Dominique Janicaud) et son caractère contraignant. « En installant d'avance une uniformité où tout s'évalue à l'identique  [...] le « dispositif » se déploie d'une manière telle que cela empêche toute « proximité » » dit Heidegger. Hadrien France-Lanord s'agissant du Stellen, précise « le sens de stellen est ici, mettre au défi, réclamer, exiger, provoquer c'est ainsi que l'on peut dire la nature est traquée de livrer son énergie, ou la nature est forcée à fournir son énergie, l'idée est bien celle d'une mise en demeure, dans laquelle ce qui est mis en demeure est du même coup forcé de prendre une certaine figure ».
Toutefois ce n'est pas l'homme souligne Jacques Taminiaux, qui est le maître de ces opérations « il est lui-même mis en demeure par le  Gestell  qui lui intime d'aborder tout ce qui est comme un fonds sommé de donner ses raisons ».

### Heimatlichkeit
La Heimat, c'est généralement le lieu où l'on se sent « chez soi », où l'on se sent familier, ce que l'on peut très bien appeler la patrie, mais ce terme est ressenti comme trop « patriotique » en français (en allemand la correspondance serait Vaterland qui n'a pas sa place ici). La Heimatlichkeit, c'est donc le fait de se sentir chez soi, l'« être-chez-soi » ou la familiarité.

### Herméneutique
De l'allemand : Der Hermeneutik
Le terme herméneutique provient du verbe grec έρμηνεύειν, (hermeneuein) qui peut prendre trois grandes significations : exprimer, interpréter et traduire. Mais en général, la signification la plus courante que nous lui donnons est celle de « l'interpréter » ou aussi de « l'expliciter ». « L'intelligence herméneutique doit partir des signes qui sont donnés, mais elle doit aussi savoir s'en arracher afin de se rediriger vers l'intention qui anime ce qui a été dit [...] Il y a toujours un décalage entre la chose vue ou visée et le langage qui l'exprime[...] Comprendre c'est effectuer une réduction du regard, savoir prendre une distance envers ce qui se dit afin de percer vers le sens, vers le vouloir dire qui veut être entendu », écrit Jean Grondin.
L'« explicitation » cherche ce qui préalablement à toute connaissance théorique est déjà connu et implicitement entendu. Entendue ainsi, « l'herméneutique de la quotidienneté montre comment chacun se rapporte au monde sur un certain mode, le mode de la « préoccupation », ce qui implique que tout est d'abord entendu (compris) comme se prêtant à un usage possible ». L'herméneutique ouvre la dimension à partir de laquelle est ménagée pour toute chose la possibilité d'apparaître, en ce qu'elle est en propre. Ainsi toute entente est précédée d'une structure d'anticipation du sens implicite (un horizon) qu'il s'agit de mettre à jour en évitant de se laisser détourner par les « évidences » et les « lieux communs »
Chez Heidegger, l'herméneutique n'est jamais prise au sens moderne de simple doctrine d'interprétation ou d'investigation. S'il s'agit toujours, conformément au principe herméneutique selon lequel ce n'est qu'à la lumière du « Tout » qu'il est possible de comprendre ce qui en participe, il s'y ajoute une explicitation technique qui fait voir, rencontrer, ce qui appartient à l'être de la chose en tant qu'il se donne. François Fédier dans ses cours en donne une définition concrète : « l'herméneutique c'est tout ce qui a trait à la façon dont il faut s'y prendre pour arriver à entrer dans le sens de ce que veut dire quelque chose ».
Plus généralement une « phénoménologie herméneutique » montre qu'aucune visée intentionnelle d'objet « ne serait pas possible si le Dasein n'était habité d'une tension venant de ce qu'il a « à être » et s'il ne se mouvait dans une entente implicite préalable de ce que être signifie »
L'herméneutique, n'est plus simplement la théorie de l'exégèse biblique, mais avant tout, l'horizon temporel du sens où s'inscrit « factivement » l'exister humain. Ce n'est pas un rapport de connaissance, mais une entente qui se manifeste d'abord dans un comment du Dasein comme « être-en-éveil », donc indissociable d'une expérience vécue.
« La tâche de l'herméneutique est de rendre accessible, dans son caractère d'être, le Dasein à chaque fois propre et de le rendre accessible au Dasein lui-même, de le communiquer, et d'examiner l'étrangeté à soi-même dont le Dasein est pour ainsi dire frappé. Dans l'herméneutique se configure pour le Dasein une possibilité d'être et de devenir ententif pour lui-même ».

### Historial
De l'allemand : Geschichtlich
C'est à partir de deux mots de la langue allemande « Geschichte » et « Historie », le premier renvoyant à une histoire effective en train de se faire et le second plus spécialement axé sur la science correspondante, que Heidegger construit une nouvelle interprétation, écrit Marlène Zarader.
Le terme de Geschichte glisse d'abord vers la signification d'histoire essentielle, celle où se jouent les événements décisifs. L'histoire de la philosophie se dirait Historie au sens scolaire et Geschichte pour désigner l'histoire de l'être qui se joue de manière souterraine dans l'histoire de la philosophie. À noter cette définition de Heidegger, à propos du questionnement historial dans Qu'est-ce qu'une chose en quoi il diffère de la question proprement historique : « Questionner historialement veut dire : libérer et mettre en mouvement l'« avènement » qui repose dans la question et qui y est enchaîné ».
En puisant dans les ressources de l'allemand, Heidegger rapproche Geschichte des termes Geschick qui signifie « envoi » (lancement, mise en route) et Schicksal que l'on peut traduire par « destin ». « Geschicklich désigne : ce qui constitue notre partage (notre héritage) et où il y va de notre sort ». Enfin, s'appuyant sur la distinction « Historie/Geschichte », Heidegger tire ensuite deux adjectifs qui, traduits, donnent « historique » et « historial » et qui vont tenir une place considérable dans toute l'œuvre du philosophe. Est « historial », ce qui relève de l'histoire essentielle. « L'histoire que veut penser Heidegger, la Geschichte, c'est l'histoire de ce qui nous est envoyé ou destiné depuis l'origine et qui ainsi nous détermine à notre insu » souligne Marlène Zarader. « Notre être est historial, au sens de ce qui est reçu à partir de ce qui n'a jamais cessé d'être »
Le Dasein est inséparable de sa génération et de ce fait il a des prédécesseurs et des héritiers (§ 6). Mais aussi, existant, le passé, mon passé est déposé en moi constitutif de ce que peut être mon être. « L'« historialité » désigne le fait que l'insertion du Dasein dans une histoire collective appartient à son être même et le définit » selon le résumé qu'en donne Marlène Zarader.
Historial fait aussi référence à la manière d'être de l'« être humain ». Ce qui lui advient à chaque fois, en tant qu'il existe, se rassemble en un avenir, un passé qui n'a pas cessé d'être et un présent. « Tout être humain, en ce qu'il existe en ouvrant « ekstatiquement » un passé, un présent et un avenir, est historialement ». Exister veut dire « le rapport existential à son propre passé  qui constitue le « primairement historial » que le Dasein peut investir dans les choses [...] hériter c'est-à-dire se recevoir, assumer des possibilités d'être », écrit aussi Jean Greisch. Ce qui distingue l'influence ou le poids du passé sur l'homme de la métaphysique et l'approche historiale, « c'est que l'être humain ici, ne coïncide pas seulement avec l'histoire qui lui est livré de façon fataliste, mais qu'il doit l'assumer et peut l'assumer de façon diverse ».
Dire que le Dasein est « historial » c'est donc dire, en outre, qu'il n'a pas simplement une histoire mais qu'il est lui-même historial, c'est-à-dire qu'il est, lui, constamment « cet acte de s'étendre entre sa naissance et sa mort » et qu'il est cette « extension » qui constitue l'histoire. L'extension est pour ainsi dire consubstantielle à son être. Heidegger combat ainsi de toutes ses forces le risque qui pèse sur une représentation temporelle d'être comprise en termes de spatialité ou de successivité qui supposerait l'existence d'un « Soi » auquel il échoirait en outre de s'étendre.

### Historicité
De l'allemand : Geschichtlichkeit
« Historicité ne signifie pas relativisme. Que notre compréhension de l'être et notre savoir de cette compréhension soient historiques ne veut pas dire qu'ils consistent à déclarer faux ce que hier ils disaient être vrai, quittes à se retourner encore demain. Cette historicité signifie que notre commerce avec l'étant institue nécessairement une certaine révélation de l'être. Cette révélation détermine aussi bien notre compréhension des étants en totalité que celle du « moi » qui par son comportement, est en commerce avec eux. Mais l'être est inépuisable et, comme lui, la pluralité des interrogations que notre pensée et notre réflexion conjuguées adressent à l'étant » écrivent Alphonse de Waelhens et Walter Biemel.
À noter la tentative de traduction de Geschichtlichkeit par « historialité » chez Henry Corbin destinée à souligner la spécificité de cette notion liée à l'existence humaine par rapport au concept traditionnel d'histoire. « La manière d'être de l' « être humain » n'est pas « historique » au sens où elle pourrait d'abord être l'objet d'une étude historique ». Historique qualifie ce qui prend place dans l'histoire comme objet de connaissance, historial qualifie l'« être humain » en tant qu'il ouvre une histoire.
Historicité se dit aussi du Dasein dans son avoir à-être. L'homme est conçu comme temporalité, comme pur possible ; il a toujours la capacité de devenir autre qu'il est, une créature nouvelle. Le Dasein dure, sa vie s'étend entre naissance et mort. Or selon la description qu'en donne Christian Dubois « être soi-même, c'est aussi le rester...ou ne pas le rester, ou ne l'avoir jamais été, et ceci entre la naissance et la mort, et tout cela engagé dans le tissu mobile d'une existence avec ses drames, ses péripéties, occasions ratées, rencontres imprévues, qui composent toute une mobilité que l'on appelle l'existence ». Temporalité et historicité sont liées : c'est parce que le Dasein est temporel qu'il est historique.
Pour définir, s'il se peut, le terme d'« historicité », Jean-Claude Gens parle de « créativité de la vie qui se déploie en réalité en mondes qui, pour être concrets, sont singuliers ». Jean Greisch parle de « la nécessité de comprendre la vie soucieuse à partir de notre propre expérience de la vie ». Françoise Dastur, à la place de la vie, insiste plutôt sur le « caractère ekstatique de l'existence qu'il s'agit, pour Heidegger, de penser ».

### Horizon
« L'horizon rend visible, permet que des aspects soient offerts et pris, que des vues se constituent. C'est le rôle et la fonction de l'horizon d'objectivation que d'instituer la perceptibilité des choses (non leur perception), lesquelles acquièrent cette perceptibilité en pénétrant en lui ».

### IL-Y-A
De l'allemand : Es Gibt
Ce qui anime Heidegger depuis le début c'est la vieille question « pourquoi y-a-t-il quelque chose plutôt que rien », autrement dit celle du sens de l'« Il-y-a ». C'est cette question « qui donne son impulsion à la conférence Temps et Être : puisque de l'être nous ne pouvons dire qu'il est, mais qu'il y a être, puisque le temps lui-même n'est rien de temporel, mais qu'il y a temps [...], il faudra donc que se montre la manière dont il y a être et dont il y a temps » écrit Philippe Arjakovky. Cet auteur fait remarquer qu'ainsi posée cette question souffre d'être centrée sur l'observateur qui perçoit un monde ainsi que le Je de son être propre. Il serait mieux de tourner la question en « y a t-il-quelque chose ? » à travers laquelle le quelque chose en général dont je m'enquiers ne fait pas monde et ne tourne pas autour de moi.

### Imagination transcendentale
Selon Heidegger, Kant cherche à savoir comment il est possible de juger, c'est-à-dire de faire en sorte qu'à chaque intuition corresponde un concept ? « Le mécanisme qui y pourvoit consiste dans la mise en rapport de l'entendement et de la sensibilité par l'intermédiaire d'un schème qui est un produit de l'imagination, ni une image, ni un concept. Chaque catégorie se voit attribuer un schème, le schème pur de la quantité qui est le nombre, le schème de la substance qui correspond à la permanence dans le temps, le schème de la cause qui correspond à la succession réglée ». L'« imagination transcendantale » grâce au « schématisme » construit un horizon d'objectivation qui permet que l'étant objectivé soit accessible à l'intuition. L'horizon rend visible, permet que des aspects soient offerts et pris et que des vues se constituent. Ainsi voir une maison n'épuise pas la signification du concept et pareillement le contenu du concept ne renvoie pas directement à cette maison-ci. Mais dès que j'ai vu une maison je sais comment se présente une quelconque maison. La forme générale ne se confond pas avec la maison vue mais se donne néanmoins comme contraignante pour toute maison. Même si le « schème » du concept de maison ne peut être décrit, il est néanmoins à l'œuvre « implicitement » dans toute perception de maison.

### Intentionnalité
C'est à Husserl que l'on doit la découverte que toute connaissance implique au moins deux moments intentionnels successifs (que Heidegger portera à trois), un premier acte correspondant à une visée de sens qui se trouve ultérieurement comblé par un acte intentionnel de remplissement. Heidegger saura s'en souvenir dans sa théorie du Vollzugsinn ou sens de « l'effectuation » qui domine sa compréhension de la vie facticielle et qui fait suite à deux autres moments intentionnels, le Gehaltsinn (teneur de sens), et le Bezugsinn (sens référentiel). C'est la structure intentionnelle de la vie facticielle qui nous livre ce ternaire. Pour une analyse approfondie de ces concepts voir Jean Greisch.
Emmanuel Levinas se penche sur l'évolution du concept d'intentionnalité entre Husserl et Heidegger. En tant que compréhension d'être, c'est toute l'existence du Dasein qui se trouve chez Heidegger concernée par l'intentionnalité. Il en est ainsi du sentiment qui lui aussi vise quelque chose, ce quelque chose qui n'est accessible que par lui. « L'intentionnalité du sentiment n'est qu'un noyau de chaleur auquel s'ajoute une intention sur un objet senti ; cette chaleur effective qui est ouverte sur quelque chose à laquelle on accède en vertu d'une nécessité essentielle que par cette chaleur effective, comme on accède par la vision seule à la couleur ». Jean Greisch a cette formule étonnante « le vrai visage -vu de l'intérieur-de l'intentionnalité n'est pas le « se-diriger-vers » mais le devancement de soi du souci ».

### Intuition catégoriale
C'est d'Husserl que Heidegger reçoit avec celui d' « Intentionnalité » le concept d' « Intuition catégoriale », qui en acceptant comme donation originaire les rapports entre étants comme les formes collectives (une forêt, un défilé) et les formes disjonctives (A plus clair que B) élargit considérablement le domaine de la réalité, les catégories ne sont plus des formes subjectives mais peuvent être appréhendées à même l'étant. Husserl « parvient à penser le catégorial comme donné, s'opposant ainsi à Kant et aux néo-kantiens qui considéraient les catégories comme des fonctions de l'entendement ».
Il faut comprendre cette expression d'« intuition catégoriale » comme « la simple saisie de ce qui est là en chair et en os tel que cela se montre » nous dit Jean Greisch. Appliquée jusqu'au bout cette définition autorise le dépassement de la simple intuition sensible soit par les actes de synthèse (ainsi de l'exemple donné par Jean Greisch de la perception du chat sur le paillasson, qui est autre chose que la perception d'un paillasson plus la perception un chat ou les exemples du troupeau de moutons ou de la foule qui manifeste, enfin encore plus simple et plus évident la forêt qui est manifestement autre chose qu'une série d'arbres), soit par des actes d' idéation. Avec l'idéation (l'espèce et le genre), l' « intuition catégoriale » constitue de nouvelles « objectités ».

### Inquiétude
De l'allemand : Die Bekümmerung, Sorgen
L'« inquiétude » c'est-à-dire l'insécurité pour le Soi, apprise chez Paul, traverse toute l'analytique du Dasein. La vie comme ce qui se déroule dans le temps est soucieuse, « inquiète » alors que tous ses efforts visent très normalement à essayer de se sécuriser au risque de perdre son caractère d'être propre qui est justement cette inquiétude fondamentale que Heidegger a apprise de l'expérience chrétienne.
La « Souciance » Sorgen, fait référence à ce qui nous porte vers le monde, qui nous le fait comprendre avant toute théorisation comme étant tel ou tel. Avec la « Souciance » le monde se couvre de significativité, la vie fait l'expérience du monde.

### Kairologique
Du grec καιρός, habituellement traduit par moment. Sur le sens en grec, voir l'article Kairos.
Le terme est surtout employé par Heidegger dans l'expression « temps kairologique », opposé au temps physique des horloges. D'origine religieuse, il fait référence au sentiment du temps du chrétien relatif à l'attente de la parousie imprévisible du Christ, qui place l'existence tout entière du croyant sous le signe d'une absence totale de certitude. La seule possibilité pour le chrétien de se laisser renvoyer à soi-même (devant Dieu) consiste à se maintenir dans une indisponibilité vis-à-vis du monde et vis-à-vis de l'avenir. C'est ce maintien dans l'indisponibilité et l'« inquiétude » (Die Bekümmerung ) qui est le propre du temps « kairologique ». Heidegger prend cette attitude comme paradigme de la « vie facticielle » du Dasein.

### Kehre
voir : Tournant

### Là
Comme dans Être-le-là. Jean Beaufret écrit « Ce là qui est le fond du proche et du lointain, comme aussi bien de tout jusqu'ici et de tout pas encore, c'est s'y trouvant déjà que l'homme en est saisi, qu'il y est frappé d'ouverture pour ce qui s'ouvre à lui à la mesure d'un monde où à perte de vue, tout est présence et visage, offrande ou retrait, chose ou signe. »

### Laisser être
De l'allemand : Begegnenlassen
Il s'agit de laisser être avec une modalité de « faire face », de « répondre à » ou de « relever ». Ni activité, ni passivité, ni indifférence, ni omission le « laisser être » heideggérien se veut « une manière d'être et d'entrer en rapport avec ce qui vient en l'amenant à être de telle ou telle manière ». Joël Balazut résume ainsi la position d'Heidegger : « que le Begegnenlassen, lorsqu’il est pensé en relation avec la perception, présente un pur « caractère de délivrance et de libération » de l’étant, car il consiste, en s’abstenant de toute entreprise sur l’étant, à « faire que quelque chose se tienne en soi-même Stehenlassen. Il s’agit de délivrer l’étant à l’encontre (en vis-à-vis, en face à face) « comme ce qui déjà en soi-même est présent, comme ce qui de soi-même vient à l’encontre ». Plus loin Joël Balazut faisant référence à un passage de L'Origine de l'œuvre d'art, précise : « le  Begegnenlassen pensé sous sa forme la plus originelle délivre l’étant à l’encontre non pas comme pure présence « sous les yeux », mais comme ce qui à la fois se donne et se refuse, comme ce qui, entrant en présence, puise à une dimension se tenant en retrait dans l’absence ».

### Léthé
Du grec ancien : Λήθη
Signifiant littéralement « oubli », prend le sens chez Heidegger de « ce qui se réserve » et plus précisément « ce qui se refuse à la manifestation, ce qui se tient hors d'elle mais qui la rend possible » note Jean-Louis Chrétien. Réserver c'est aussi préserver et conserver. La Léthé est ce dont l" « alètheia » s'arrache et se délivre sans qu'il y ait inimitié entre les deux. L'« être-à-découvert » de l'alètheia a besoin, pour déployer son être du couvert de la Léthé, comme le jour a besoin de la nuit sans laquelle il n'aurait aucune signification. En ce sens l'être-à-découvert de l'alètheia, conclut Jean-Louis Chrétien, n'est pas un « état » s'opposant à l'état de couvert de la Léthé, mais un événement.

### Liberté
Pour Hadrien France-Lanord, le concept de liberté découle en droite ligne, chez Heidegger, de sa compréhension de l'existence et du phénomène de l'être-au-monde. Être-au-monde, signifie ouverture pour cet étant qui a comme caractère singulier « qu'en son être il y va de l'Être-même ». Cela signifie que l'ouverture est toujours et à chaque fois, « à dessein de », à dessein de son être à partir de quoi il peut avoir une entente de l'Être et s'ouvrir à son propre pouvoir-être, sa possibilité jetée. L'« être possible » est en quelque sorte l'être même du Dasein, de sorte que celui-ci est pure possibilité pour le pouvoir être le plus propre. On remarquera qu'il n'est fait aucune allusion à un quelconque choix de vie concret (pas de mise en jeu de la volonté) et que nous ne sommes pas non plus dans la problématique du libre arbitre, le Dasein est libre par essence.
Pour Jean-Luc Nancy, l'être sans fond de l'« existence » s'expose dans l'« angoisse » et dans « la joie d'être sans fond et d'être au monde ». Dans l'angoisse, car le Dasein est toujours déjà-jeté dans la vie, sans qu'il y soit pour quelque chose, un « être-là » dont il est facticiellement responsable, qu'il doit prendre en charge, et qu'il ne peut pas ne pas être, un « être-jeté » qu'il doit endurer jusqu'à la mort, la vie reçue en charge comme un fardeau accompagnée de la mort comme possibilité suprême. Mais aussi dans la « Joie » de la « liberté » inaliénable, reçue comme risque d'une « existence » sans attache, qui peut s'exposer, sans mesure et sans a priori, à la vérité de l'étant comme tel.

### Lichtung
voir Éclaircie

### Lieu
De l'allemand : Der Ort
Le « lieu » est comme la « contrée » un élément spécifique de la compréhension de la spatialité propre à l'«être-au-monde ». La fonction du lieu, c'est le rassemblement et la mise en relation de « places ».
Certaines choses sont des lieux par elles-mêmes, Heidegger explicite sa pensée en prenant dans le paysage l'exemple du pont qui « réunit et par là distingue les deux rives, fait correspondre l'amont et l'aval, les routes et les villes ». « Une chose est d'autant plus « chose » au sens phénoménologique qu'elle laisse à travers elle résonner, l'ampleur du monde où elle se rencontre [...] inversement lorsque cesse la résonance, le lieu ne se laisse plus voir que comme « emplacement » ». Ici, comme le note Didier Franck, le pont n'occupe pas un lieu, le lieu est dans la chose et non la chose dans le lieu.
Heidegger n'a pas une conception statique du « lieu », mais une vision dynamique en ce qu'il libère la dimension où peut apparaître et venir à soi ce qui est. « La spatialité du Dasein, et de son être-au-monde, n'est pas homogène comme l'espace où se tiennent les choses. Par conséquent, elle n'est pas faite de distances mesurables [...] Elle existe avant, elle aussi il faut donc la penser en tant qu'elle est déterminée par ce que Être et Temps nomme des « contrées » » écrit Gérard Bensussan.
Heidegger a la conviction que le Dasein s'exprime sur lui-même à partir de la position qu'il occupe et de sa spatialité originaire et que les adverbes « ici », « là », « là-bas », ne sont pas des déterminations réelles de lieu, mais des déterminations du Dasein. C'est à même le lieu que s'expose le monde

### Logos
Heidegger ne va pas s'attarder sur le sens traditionnel attribué au terme Logos, depuis Aristote, comme simple « Dire » ou « Discours » et pour finir « Logique ». C'est à partir de l'étymologie du terme λόγος et particulièrement de sa forme verbale λέγειν , que Heidegger va chercher dans la langue de l'époque, ce sens originaire, qui lui apparaîtra comme un « cueillir », un « récolter », un « mettre à l'abri », mais aussi « rendre manifeste ». Ainsi le verbe λέγειν n'aurait pas pour signification première « ce qui est de l'ordre de la parole mais, ce qui recueille le présent, le laisse étendu-ensemble devant et ainsi, le préserve en l'abritant dans la présence ».

### Machenschaft
Die Machenschaft , une des notions les plus difficiles et intraduisibles, signifie en allemand courant « machination », « manigance » ou « vilaine manière de procéder ».
Chez Heidegger, le mot intervient à propos de la dimension planétaire de la Technique et aussi du Nihilisme. À la page 165 de l'édition Gallimard de l'Introduction à la métaphysique se trouve la première occurrence de la notion de « Machenschaft » souligne Jean-François Courtine. La Machenschaft  est « l'empire du tout », « l'empire du se faire », de « l'efficience et de la fabrication » qui concerne la vérité de l'étant en son entier. « Tous les éléments du réel ressemblent à un immense mécanisme dont chaque élément de la réalité n’est plus qu’un rouage parmi d’autres. La réalité du monde technique contemporain, c’est cette immense machinerie » écrit Étienne Pinat. La Machenschaft  se manifeste par le goût du gigantisme, l'extension de la calculabilité à tout l'étant y compris la gestion du parc humain devenant, pour la première fois, un thème fondamental qui justifiera dorénavant toute sa critique de la modernité, de la technique, de l'affairement et de la dictature de la faisabilité, en résumé la réquisition de l'étant (Cf. Ernst Jünger : Der Arbeiter, auquel Heidegger fait de multiples références), note Jean-François Courtine. C'est ce que Heidegger a découvert comme détermination de l'être à une époque - la nôtre - où tout paraît tourner autour du « faire », à rendre tout faisable au point de devenir le nouvel impératif catégorique auquel il faudrait que tout un chacun obéisse sans discussion.
La pensée du retrait ouvre avec Heidegger des perspective nouvelles. « Que ce qui se donne, se donne en se retirant, nous confronte à ce qui nous échappe et par là, à un seuil au-delà duquel nous n’avons pas accès, par conséquent, à une limite de la possibilité de domination. Car ce qui nous échappe ne peut être ni mesuré ni utilisé à quelque fin que ce soit. Cette expérience du donné implique donc une pensée des limites du pouvoir. Le décèlement avec quoi il s'agit d'être en adéquation ne peut avoir lieu que sur le fond de ce qui se tient en retrait derrière toute émergence, [...]  annule par avance toute possibilité de vérité, car toute maîtrise ne peut s’exercer que sur quelque chose de particulier, de limité et ne peut en aucun cas s’ouvrir à l’être dans son absolu, à l’être en général ».

### Mathématique
Caractéristique de la pensée moderne, le « Mathématique » est « une représentation fondamentale des choses qui rompt avec l'expérience commune, pose d'avance les conditions auxquelles la nature doit répondre ». D'origine grecque le « Mathématique » ou Matésis ne se réduit pas pour Heidegger, au nombre, pour lui, les « mathématiques » ne sont qu'une élaboration déterminée de la « Matesis » qui le fonde.
Dans son essai intitulé Qu'est-ce qu'une chose Heidegger tente de définir l'essence du mathématique en se référant au sens étymologique du mot matesis. D'après Heidegger les matemata, comme les pragmata, et les phusica sont pour les grecs autant de manières de prendre en considération les choses Ainsi ta pragmata vise les choses en tant que nous les travaillons, les employions et les transformions ou même que nous nous bornions à les considérer. Les matemata (μαθὴματα), le Matematique au singulier avec M majuscule, viserait ce que nous connaissons toujours déjà proprement aux choses, sans que nous ayons à les en extraire, mais que d'une certaine manière nous possédons déjà en nous-même et dont nous faisons spontanément usage dans le processus d'apprentissage. Le Matematique est la présupposition fondamentale du savoir des choses. Le Mathématique a donc une portée métaphysique qui prend le statut de principe premier de l'étant dans la philosophie cartésienne.

### Métaphysique
On chercherait en vain une définition concise et définitive de la Métaphysique dans l'œuvre de Martin Heidegger. Dans une première période à l'époque d'Être et Temps Heidegger évoque une métaphysique du Dasein, qui semble rompre avec le concept reçu de la tradition. « La métaphysique se fonde sur la transcendance du Dasein [...] C'est par son passage au-delà de l'étant, vers l'être que l'existence provoque l'événement fondamental de la métaphysique [...] ce qui signifie que la métaphysique appartient à la nature de l'homme [...] la métaphysique est l'advenir fondamental au sein du Dasein. Elle est le Dasein lui-même [...] La métaphysique du Dasein signifie donc une métaphysique de l'existence ». Dans cette brève période, il s'agissait de se saisir de l’être à partir de l’essence métaphysique du Dasein comprise comme transcendance.
Dans les Essais et conférences, Heidegger définit simplement la métaphysique comme une « pensée en direction de l'étantité de l'étant » écrit Jacques Taminiaux. Cet auteur se risque à en dessiner les contours, il voit dans le concept heideggérien de métaphysique « comme une tentative d'exprimer ce qui universellement peut être dit de tout étant comme tel, ainsi elle s'inaugurerait comme une logique de l'étant, une théorie de ses prédicats, de son essence, de son étantité, bref une onto-logie ». Heidegger écrit dans la conférence intitulée Le mot de Nietzsche: Dieu est mort : « par Métaphysique nous n'entendons pas une doctrine ou une discipline particulière de la philosophie, mais la structure de base de l'étant dans son entier, dans la mesure où ce dernier est divisé en monde sensible et monde supra-sensible et où celui-ci détermine celui-là » dans une conférence intitulée Le mot de Nietzsche: Dieu est mort. Le premier reproche que Heidegger adresse à la tradition c'est d'avoir interprété le Méta de Métaphysique comme menant au-delà du sensible pour aboutir à un étant supra -sensible oubliant que « la métaphysique qui doit sa structure au dépassement de l'étant en direction de l'être opère dans l'existence ».
Ce qui caractérise la Métaphysique depuis sa naissance, notamment chez Platon, c'est l'« oubli de l'être » si souvent évoqué par Heidegger au point de déterminer le destin de toute une époque. Heidegger reconstruit l'histoire de la Métaphysique comme une histoire dont l'unité serait fournie par cette question de l'étantité de l'étant. L'histoire de l'étantité va fournir à Heidegger, le fil conducteur qui va lui permettre de lier le commencement grec à la métaphysique achevée de notre âge technique. La conséquence la plus immédiate de cet oubli, c'est, à ses yeux, la permanence, inquestionnée dans la métaphysique, d'un fonds de concepts ontologiques, qui court à travers toute l'histoire de la philosophie, concepts tels que l' « être », la « substance », le « mouvement », le « temps », la « Vie », le « Soi » au profit d'une fausse évidence, d'un dogmatisme latent, note Christian Dubois. Jean Greisch écrit : « la Métaphysique n'est pas seulement une discipline philosophique, elle est une puissance « historiale » qui reflète un destin de l'être ».

### Même
De l'allemand : Das Selbe
Heidegger écrit : « Le « même » ne coïncide jamais avec le pareil ou l'égal ni avec l'uniformité vide de ce qui n'est qu'identique [...] Le même est au contraire l'appartenance ensemble du différent à partir de la scission de la différence. Le même ne se laisse dire que si la différence est pensée en son entre-scission »
Hadrien France-Lanord écrit le même correspond « au déploiement de l'être même qui libère la dimension de différenciation qui s'ouvre dans le même »

### Mesure
Heidegger inspiré par Hölderlin fait basculer le sens de « Mesure » dans une toute dimension que celle que lui donne la métaphysique. Il est dit dans le poème qui contient L'homme habite en poète : « L'homme se mesure avec la Divinité. Elle est la mesure avec laquelle l'homme établit les mesure de son habitation, de son séjour sur terre, sous le ciel. C'est seulement pour autant que l'homme de cette manière mesure et aménage son habitation qu'il peut être à la mesure de son être [...] La mesure aménageant n'est pas une science. Elle mesure toute l'étendue de cet entre-deux qui conduit l'un vers l'autre le ciel et la terre [...]La poésie est par excellence une mesure ».

### Métontologie
Qui a trait à l'« ontologie » de l'étant dans sa totalité. Heidegger développe une « métontologie » pour compléter et
corriger le projet de l’« ontologie fondamentale » et afin de dégager un niveau de possibilisation transcendantale plus profond, en deçà de la compréhension du Dasein. Cette totalité originaire est ce qui est au fondement de toute analytique, elle est toujours déjà accomplie en tant que l' être-là existe.

### Mienneté
De l'allemand : Jemeinigkeit
François Vezin propose une autre traduction de cette Jemeinigkeit, à savoir : « « être-à-chaque-fois-à-moi » », traduction qui a selon
Hadrien France-Lanord le mérite de souligner son caractère dynamique, ainsi « c'est à chaque fois à moi qu'il revient d'être ou de ne pas être ce que j'ai à être ». Étroitement lié à l'existence, Heidegger découvre le phénomène de la Jemeinigkeit, par lequel le Dasein se rapporte continuellement à « lui-même », ce « lui-même » qui ne lui est pas indifférent et qui va rendre possible le pronom Je de telle manière que celui-ci dérive de celle-là et non l'inverse. Le « "Je" » n'est plus une fonction première et spontanée-psychique ou transcendantale apte à constituer du sens et de la connaissance, il advient à lui-même dans l'expérience du monde ; il apparaît avec la « significativité » du monde plutôt qu'il ne la constitue. « Il n'y a jamais de sujet sans monde et isolé » rajoute Jean Greisch À noter par conséquent, que ce « lui-même » auquel se rapporte le Dasein n'est pas originellement un « Je », mais son « rapport essentiel à l'être en général ».
Chez Heidegger c'est la « mienneté » qui est le principe d'individuation.Pour lui, la « Mienneté » n'est pas un « Sum » cartésien, pas une essence, mais quelque chose à conquérir à chaque fois aujourd'hui. La Mienneté appartient à l'existence elle est « à être ». Ce qui veut dire que l'« être » du Dasein est à chaque fois en jeu, à conquérir, il peut être dans le souci du « Soi » ou se fuir, être propre ou impropre. Comme le note Paul Ricœur, « ce qui vient à jour dans cette expression c'est l'universelle « mienneté » - le chacun dans le mien - et non le moi vécu qui épousera ou n'épousera pas Régine ».

### Monde
De l'allemand : Welt, Weltlichkeit.
Le « monde », en tant que phénomène, ne correspond pas à la somme des « étants » mais à l'« ouverture » projetée d'un Dasein. La « mondéité » ou « mondanéité » désigne la structure ontologique du monde qui se définit comme significativité. Schématiquement Heidegger, pour qui le phénomène du « monde » aurait été manqué au début de la tradition philosophique, distingue un monde ambiant (le milieu dans lequel je vis), un monde commun (avec les autres sous des références particulières, les étudiants, les collègues de travail) et un « monde du Soi » sans que cette « triplicité » purement formelle, vécue simultanément, puisse être, a priori, étagée ou hiérarchisée. Ces trois mondes ne doivent être compris que comme des variations d'un même phénomène. À l'époque d' Être et Temps, le monde est identifié à ce qui est vécu, ce qui est expérimenté comme « monde de la vie » et non comme objet, il n'est déjà plus une région de l'étant. À noter que le monde, n'étant pas un étant mais un « existential », c'est-à-dire, un mode d'être du Dasein, ne peut jamais en tant que tel, être découvert.
À partir de la conférence de 1935 sur De l'origine de l'œuvre d'art, Heidegger renverse et élargit la perspective, le monde n'est plus le monde ambiant, l' Umwelt  quotidien, il se définit selon Françoise Dastur « comme l'ensemble des rapports dans lesquels les décisions essentielles d'un peuple, les victoires, les sacrifices et les œuvres sont « ajointées » ». Avec cette dernière thématique la question du monde se rapprocherait de la question de la Weltanschauung. Plus prosaïquement le Dictionnaire définit le monde comme « l'espace des rapports à partir de quoi seulement l'étant peut prendre sens [...] et le verbe « amonder » le fait pour lui de se déployer comme l'« uniquadrité » de la terre et du ciel, des divins et des mortels ». « L'unité régnante de ces rapports, nous l'avons appelé monde, écrivait Heidegger dans sa conférence en nommant cette unité un ajointement ein Gefüge[...] Cette unité rassemblante n'est pas un cadre surajouté à la somme de tous les étants » écrit Jean-François Mattéi.
Jean Greisch précise : « avec la notion d' Ereignis  (Heidegger) s'oppose à l'objectivisme, pour lequel il n'y aurait que des occurrences qui existent brutalement, qui commencent et qui s'arrêtent. Le vécu du « monde ambiant », dans lequel seulement quelque chose se donne en tant que quelque chose prouve que nous ne sommes pas dans un monde qui ne serait qu'une suite d'occurrences. Le caractère signifiant ne vient pas se greffer sur un fait brut, mais la signifiance est première. Le « il y a » s'énonce ici dans l'expression déroutante « cela mondanise », Es weltet [...] Le processus de « mondanisation » est un phénomène originaire qui ne doit pas être confondu avec une valorisation secondaire. Il n'y a pas d'abord le monde de ce qui est le « cas », auquel nous attribuerions après coup des valeurs subjectives ». Ainsi, Sophie-Jan Arrien peut elle écrire « […] le « Je » n'apparaît que dans le monde et avec lui ; l'expérience du « Je » n'a lieu que dans la mesure où le monde « mondanise » ». L'expression « Cela mondanise », Es weltet exprime le fait que dans la donation du monde, dans le « Il-y-a », Es Gibt la signifiance est première-qu'elle ne vient pas se greffer sur un fait brut-.
Dans ses derniers travaux, la Lettre sur l'humanisme par exemple, le monde devient « l'éclaircie de l'être dans laquelle l'homme émerge du sein de son essence jetée » citée par Françoise Dastur.
« Le monde en tant que Quadriparti, n'est pas le monde conçu de manière métaphysique, comme totalité de l'étant ou comme idée transcendantale au sens kantien. Il n'est pas non plus l'univers sécularisé de la nature et de l'histoire ni la création entendue théologiquement, ni même la totalité de significations dont parlait Être et Temps, mais le jeu de miroir au sein duquel la terre, le ciel, les divins et les mortels renvoient les uns aux autres. L'unité du quadriparti dit Heidegger est la quadrature qui en tant qu'elle est jeu de miroir qui fait advenir, le jeu de ceux qui sont confiés les uns aux autres dans la simplicité. L'être de la quadrature est le jeu du monde. Le jeu de miroir du monde est la ronde du faire advenir das Reigen des Ereignens. La terre, le ciel, les divins et les mortels ne sont pas séparés les uns des autres, mais sont pris dans une unité originelle. Chacun des quatre reflète les trois autres, et, dans cette réflexion advient à soi-même dans son être le plus propre. En tant qu'il joue ce jeu de miroir le monde est un anneau qui s'enroule in-finiment sur lui-même. Il est lui-même le fondement sans fond à partir duquel tout ce qui est, non seulement les quatre qui le composent, mais aussi les choses qu'il abrite, se trouve libéré et porté jusqu'à soi-même. [...] Il ne suffit pas de dire que la chose fait apparaître et installe un monde ; il faut ajouter que le monde, en tant que quadriparti, fait paraître et installe les choses dans leur être propre »- écrit Alain Boutot.

### Monde du Soi
De l'allemand : Selbstwelt.
Heidegger distingue trois mondes différents le « monde ambiant », le « monde de l'être avec autrui », le « monde du soi » Umwelt, Mitwelt, Selbswelt), le troisième, le « monde du Soi » ou « monde propre » possède un privilège passé inaperçu jusque-là. Il est le centre de gravité des expériences intimes dont l'importance est mise en évidence, notamment dans les recherches sur la genèse du christianisme, et le comportement des premiers chrétiens, remarque Jean-François Marquet. Le « monde propre » de ces premiers chrétiens va lui permettre de mettre en évidence « le logos pré-théorique de la vie facticielle, qui toujours déjà, s'accentue dans la Selbstwelt ». « Le « monde du soi » pris en compte par les premiers chrétiens est celui dans lequel ils engagent leur vie entière dans un travail constant d'amélioration qui seul témoignera pour eux lors de la parousie ».
Par ailleurs, Heidegger montre à partir de l'expérience quotidienne « que notre rapport premier aux choses ne peut se résoudre à une simple perception, mais se donne toujours à travers une expérience vécue du monde ambiant toujours déjà doté de sens (exemple donné du pupitre dans une salle de cours). Ce qui fait sens est ce qui se donne à moi immédiatement sans aucun détour par lequel la pensée se saisirait de la chose », écrit Servanne Jollivet. Ce privilège du « monde du soi », parfois aussi désigné par « monde propre », qui fait que tout se concentre sur celui-ci n'est donc pas à rechercher dans un privilège du Moi. Selon Jean Greisch, « c'est justement en raison de la « labilité » constitutive du Moi que la vie éprouve le besoin de se centrer sur le Soi  [...]  Le « monde du soi », ne doit pas être confondu avec le Moi et son monde intérieur ».
Ce concept vise à écarter le Je traditionnel. Le Soi ne se retrouve pas dans ce Je, mais dans la cohésion des divers moments de la vie ; le Dasein n'est présent à lui-même que dans les situations concrètes. Le Soi qui se retrouve dans la cohésion et la succession des vécus est présent dans l'expression de « situation », c'est pourquoi ce n'est pas le Soi que Heidegger oppose au Je, au sujet, mais le « monde du Soi ». Je suis concrètement présent à moi-même dans une expérience déterminée de la vie, je suis dans une « situation ». Dans le mot de situation, il y a une expérience mondaine, mais aussi une structure intentionnelle. Le Soi n'est pas un étant, mais une manière de vivre le monde.
À noter que le « « Qui ? » ne peut être compris adéquatement que si l'on y entend l'annonce d'un soi-même, mais qui peut être entendu aussi bien à la première, à la deuxième personne du singulier, ainsi qui la première personne du pluriel » écrit Jean Greisch.

### Mythe
« Le mythe doit être compris selon Heidegger comme un dévoilement de la phusis indécelable comme telle en son fond à travers les figures poétiques des dieux qui sont ainsi des métaphores, des figures propres à représenter l'irreprésentable » écrit Joël Balazut.

### Néant
L'« ouverture » d'un monde présuppose la possibilité de son absence à savoir la possibilité du « néant ». C'est l'angoisse qui nous fait prendre du recul à l'égard de l'étant dans son ensemble ; ce qui qualifie l'angoisse à nous présenter le néant c'est ce « glissement » ou ce « recul » qu'elle induit à l'égard de tout étant. Franz-Emmanuel Schürch remarque que le « Néant » dont il est ici question, n'est pas une limite comparable à celle qui plafonnait notre puissance de connaître dans l'univers kantien, il ne s'agit pas d'un accès barré mais au contraire d'une révélation du Néant « qui à son tour rend possible l'accès à l'étant dans sa totalité ». Loin d'être une limite ou une borne, le « Néant » est au contraire l’expression très claire de ce qui ouvre un accès. Le « néant » n'en est pas pour autant substantivé (il n'y a pas d'un côté l'étant et de l'autre le néant), l'expulsion du monde expulse du même coup le Dasein avec l'étant glissant dans son ensemble ; le processus de « néantisation » apparaît d'un seul et même coup avec l'étant ; Heidegger en tire la conclusion que le néant appartient, à la substance de l'être, Jean-Michel Salanskis.

### On
De l'allemand : das Man.
C'est par la question triviale Qui ça ? que Christian Dubois aborde la question du On. « Comment suis-je « moi-même », quotidiennement, comment fais-je l'expérience de moi-même ? Que veut-dire être-soi au quotidien ? ». Heidegger, écrit « Le Dasein se tient, en tant qu'être en compagnie quotidien sous l'emprise des autres. Il n'est pas lui-même [...] les autres, le qui, ce n'est ni celui-ci, ni celui-là, le qui est le neutre, le On [...]. Le On décharge le Dasein de sa quotidienneté, avec cette « dispense d'être » le On se porte au-devant de la tendance au moindre effort que le Dasein a foncièrement en lui ».
Quotidiennement la réponse au qui-suis-je ? est à rechercher dans la préoccupation : je me comprends à partir de ce que je fais. Heidegger considère que non seulement le Dasein est de prime abord et toujours sous l'emprise du On mais que « cette dimension du quotidien est primordiale et nécessaire ». « Le On constitue toujours l'être premier et essentiel du Dasein vis-à-vis duquel tout écart est marginal ».

### Ontique
Ontique s'oppose à ontologique, ontique concerne l'étant, ontologique l'être. Pour bien marquer la différence entre le plan « ontique » et le plan « ontologique » dans lequel se situe Heidegger, Jean Greisch note qu'il est impossible de mettre en concurrence (sur le plan ontologique), « souci de soi » et « souci de l'autre » car tous deux manifestent l'être pour qui il y va de son être.

### Originaire
De l'allemand : Ursprung ou Anfang
À propos du thème de l'« origine » ou de l'« originaire », il y a lieu pour les traducteurs de distinguer le pur commencement ou début temporel Beginn, du commencement compris comme « source » et « déploiement » pour lequel Heidegger fait alternativement usage de deux termes Anfang ou Ursprung. L' Anfang est l'origine entendue non pas « comme quelque chose de révolu et qui serait derrière nous, mais qui est bien plutôt en avant de nous et en avance sur nous », « ce déploiement de l'origine est décrit par Heidegger dans l'Origine de l'œuvre d'art, dont le mouvement est précisément celui d'une remontée à la source ». Le terme Ursprung qui est utilisé dans la version allemande du titre de cette œuvre, Der Ursprung des Kunstwerkes, est, dans un texte du philosophe dont fait état Marlène Zarader, assimilé explicitement à celui d'Anfang. Il s'agit dans les deux cas « de ce qui précède irréductiblement tout commencement, se maintient par-delà celui-ci et dans le cours même de l'histoire, tout en y demeurant caché. Ce commencement est décrit comme source inapparente d'où sourd (enstpringt), le processus et vers laquelle le commencement ne peut que faire signe ».
La question de savoir ce qui en ce sens est originaire ou non ne peut venir de l'extérieur, les critères doivent être tirés du Dasein , lui-même. En résumant difficilement cette méthode, Jean Greisch note : serait originaire ce qui exige pour son (effectuation) le renouvellement actuel du Dasein rapporté à son monde propre. Sophie-Jan Arrien écrit de son côté « l'originarité d'un concept est fonction du potentiel de renouvellement du monde du soi (en vue de l'existence) ouvert par le préconcept en question ».

### Ontologie fondamentale
De l'allemand : Fundamentalontologie
Ontologie (philosophie), science de l'« être », fondamentale science de l'être en général, et conséquemment science du fondement de tous les étants. Les sciences devenues adultes ressentent la nécessité « d'une détermination, rigoureuse ontologique (on parle d'ontologie régionale), des « étants » auxquels cette science s'adresse, autrement dit d'une détermination qui soit de nature à permettre d'établir rigoureusement les concepts fondamentaux de cette science (exemple qu'est-ce qu'un objet mathématique, quelle est l'essence d'un être naturel ?) [...] mais en retour les ontologies régionales, ont besoin d'être fondées par une discipline (une Ontologie fondamentale) qui se charge de la question du sens de l'être » écrit John Sallis (en). « Par ontologie fondamentale, il faut entendre une ontologie dont toutes les autres ne peuvent que dériver »-
Heidegger propose une ontologie fondamentale (au sens de fondement) dont la caractéristique « vise à délivrer l'ontologie de tout carcan métaphysique, tout au long d'une démarche philosophique faisant droit à la « question du sens de l'être » puisé, au fil de l'existence humaine, à la source du temps » note Pascal David. Une « ontologie fondamentale » assise sur l'analytique existentiale du Dasein est un chemin vers la question de l'être, se construisant comme exploration de l'être de cet étant particulier note Christian Dubois

### Oubli de l'être
De l'allemand : die Seinsverlassenheit
Cette thèse de l'« oubli de l'être » par toute la tradition philosophique est avancée dès le début d'Être et Temps ; thèse « dont l'importance cruciale est confirmée par la déclaration qui fait de l'élaboration de la question du sens de l'être, le propos fondamental de l'ouvrage ». Selon François Fédier cet oubli serait à comprendre non dans son sens classique de perte de mémoire, mais comme « prendre à la place de... », prendre par exemple l'étant premier (Dieu) pour l'Être. Avec Hölderlin, Heidegger utilise le mot de behalten, qui signifie « conserver dans la mémoire » interprété comme « garde de l'oubli » qui serait constitutif de notre être même et par lequel le cercle de la ré-flexion ne se referme plus narcissiquement sur lui-même mais ouvre sur un dehors.
Comme le résume Alain Boutot « la question de l'être est aujourd'hui tombée dans l'oubli. Cette question inspirait la recherche de Platon et d'Aristote, mais s'est éteinte avec eux, du moins comme thème explicite d'une vraie recherche. Les philosophes qui leur ont succédé n'ont fait que reprendre sans s'interroger davantage, les déterminations ontologiques que ces deux penseurs avaient découvertes ». Après Être et Temps et notamment après la conférence De l'essence de la vérité, Jean Beaufret aurait noté un renversement, l'oubli de l'être n'étant plus notre affaire mais celle de l'être lui-même. « L'oubli provient de l'être ».
La conséquence la plus immédiate de cet oubli, c'est la permanence, inquestionnée dans la métaphysique, d'un fond de concepts ontologiques, qui court à travers toute l'histoire de la philosophie, concepts tels que l' « être », la « substance », le « mouvement », le « temps », la « Vie », le « Soi » au profit d'une fausse évidence, d'un dogmatisme latent. Sophie-Jan Arrien note incidemment que la métaphysique devenue « vision du monde, ne nourrit plus l'inquiétude spirituelle du philosophe mais lui procure plutôt un apaisement du combat intérieur contre l'énigme de la vie et du monde ».
Dans les Beiträge zur Philosophie (Vom Ereignis), en remplacement de l'« oubli », le terme « Entzug ou « retrait » devient omniprésent, il ne concerne plus uniquement le Dasein, mais il désigne un moment intrinsèque au déploiement de l'Ereignis » note Sylvaine Gourdain

### Outil
De l'allemand : das Zeug
Du grec : pragma
Dans Être et Temps, l'étant n'est jamais abordé sous l'angle théorique, c'est-à-dire comme un objet mais uniquement en référence à un contexte mondain. Heidegger use de l'expression Zuhandenheit (à-portée-de-la-main), littéralement « à portée de la main » dont le principal trait est d' « être quelque chose à usage de, ou quelque chose avec quoi.. » (on peut faire) ou dont il retourne... (dans un contexte utilitaire). Pour distinguer ce type de chose, de la chose uniquement là présente dite Vorhandenheit (sous-la-main) « devant la main », aussi bien que de la notion traditionnelle d'outil, François Vezin sachant que tout étant en ce sens-là peut devenir « outil », introduit le terme « Util » (les pierres comme les animaux comme les nuages ou l'habitation peuvent être Zeug). « L'outil présuppose l'ouverture d'un monde ».
Dans L'Origine de l'œuvre d'art, Heidegger place l'être de l'outil dans sa fiabilité die Verlässlichkeit, laquelle désigne selon Jacques Taminiaux, « le nœud ambigu d'un ordre stable et d'un fonds immaîtrisable. L'outil est Verlaässlich, fiable en ce sens que se fiant à lui, on se confie à un monde -espace d'ordre, réseau de projets, de trajets, de voies et de moyens ». L'immaîtrisable Heidegger l'appelle « Terre », écrit Jacques Taminiaux.
Heidegger précise « Un (seul) util n'est en toute rigueur jamais » car, comme le note François Vezin, Zeug « a en allemand la valeur d'un singulier collectif [...] on ne dit pas qu'un marteau est un Zeug, parce que das Zeug, c'est l'attirail dont un marteau fait partie dans la boite à outils ». Il conclut (op cité p=548), dans une note rédigée avec un autre interprète d'Heidegger (Wolfgang Brokmeier), que « l'Util est seulement ce qu'il est dans la mesure où il appartient à sa conjointure qu'il soit renvoyé à un autre util auquel il est conjoint ».

### Ouverture
De l'allemand : Erschlossenheit.
La traduction littérale de Erschlossenheit par ouverture est considérée comme faible. François Vezin, traducteur d' Être et Temps préfère utiliser le terme étrange d' « ouvertude » « Le Dasein est son ouvertude » et qu'il justifie longuement en notes et annexes.
Être son ouverture est dans l'esprit d'Heidegger à prendre au pied de la lettre : l'ouverture est comme un existential, un attribut du Dasein, c'est pourquoi « ouvertude » possède une terminaison que le français peut autoriser et qui rend bien cette idée fonctionnelle à l'image d'inquiétude, solitude, finitude. L'être est toujours déjà ouvert (on parlera d'ouverture antéprédicative) car il n'y a jamais passage d'un dedans à un dehors. Il ne faut pas comprendre en effet, ce concept d'ouverture comme un champ ouvert qui s'offrirait au regard paisible du Dasein, mais d'une dimension qui se déclôt ou se referme selon les modalités changeantes de son être (« être amoureux », « avoir peur », « être débordé » sont autant de modalité d'être amplifiant ou réduisant le monde) de telle manière, écrit John Sallis (en) que « la façon qu'a le Dasein d'être son être s'identifie à l'ouverture de l'être au Dasein ». Par exemple, l'ouverture ne doit pas être confondue avec l'idée de « lumière naturelle ».

### Parole
De l'allemand : Die Sprache
François Fédier parle « D'un état essentiel de la parole d'où provient, comme retrempé à sa source, tout langage, mais aussi d'où chaque langue s'écarte dès qu'elle se comprend elle-même comme outil de communication ». Didier Franck, rappelle que Heidegger dans la conférence de 1936 sur Hölderlin et l'essence de la poésie s'élève avec force contre toute interprétation utilitaire du langage. « La langue n'est pas un ustensile que l'homme possède parmi d'autres, mais la langue accorde d'abord et en général la possibilité de se tenir au milieu de l'ouverture de l'étant. Seulement là où est la langue, là est le monde. »

### Patrie
À l'époque moderne, avec la domination de la technique l'homme a perdu tout lien à l'être, jusqu'à devenir étranger à lui-même En son fond, le Dasein de l'« être-jeté » ne trouverait jamais de fondement, ni de sol « natal » il est Heimatlosigkeit , « sans patrie ». Le Dasein est devenu dans cette conception, une sorte de « clochard métaphysique » : un der unberhauste Mensch , selon le titre d'un ouvrage de Jean Greisch.
Chez Heidegger le mot « patrie » est à comprendre métaphoriquement comme la « dimension » qui convient « essentiellement » à l'homme, ainsi dans la Lettre sur l'humanisme : « par la pensée et le langage, l'homme est invité à répondre à la revendication de l'« être », un être dont l'homme ne dispose aucunement.  « L'homme ne déploie son essence qu'en tant qu'il est revendiqué par l'Être » écrit Heidegger dans sa Lettre sur l'humanisme. Considéré comme un étant parmi d'autres étants, l'essence de l'homme (l'homme du cogito), que développe la métaphysique, serait, selon Heidegger, appréciée « trop pauvrement », il faut sauvegarder l'idée d'une provenance plus haute, une provenance essentielle qu'apportera, une détermination de l'humanité de l'homme comme « ek-sistence», dans sa dimension extatique auprès de l'Être note Luca Salza, dans sa contribution.
À l'écoute de l'« être », à cette condition seulement, l'homme serait alors dans sa « patrie » ». Or ce que Heidegger découvre à la lecture de Hölderlin : c'est que l'homme est « un être éminemment historique, marqué par son absence originelle à l'égard de toute patrie ». La « patrie » n'est pas simplement le sol natal ou le paysage familier mais la « puissance de la terre », sur laquelle l'homme habite en poète. Pour Jean Greisch, il s'agit d'un autre « lieu métaphysique » celui du possible survenant dans le réel pour y fonder une nouvelle signification et la terre une terre « seconde » que l'homme pourra habiter en poète.
Françoise Dastur, lisant Hölderlin parle, à propos de cette source, d'une « patrie interdite, qui consume l'esprit, le menace dans son être ». Ce mouvement de retour nous explique Françoise Dastur « ne doit plus alors être compris, comme le veut le schème idéaliste comme la simple remémoration et la venue à soi de l'esprit mais au contraire comme l'assomption de cette dimension et d'oubli qui est à l'origine même de son excentricité ».
La Terre natale intervient, note Jean-François Mattéi, comme premier harmonique de la tonalité fondamentale. Ici Terre, Ciel Hommes et Divin vont pouvoir s'ordonner rigoureusement. Il n'y a pas d'entente de l'être possible sans cette résonance.

### Péril
De l'allemand : die Gefahr
Le « péril » est le nom de l'épreuve que nous faisons aujourd'hui de l'être même « imposant uniformément à tout de n'être qu'une pièce, interchangeable et remplaçable, d'un fonds disponible sur commande ». Le péril ne provient pas des machines, ni même de leur utilisation destructrice. Le péril est d'autant plus périlleux qu'il est en retrait dans le foyer de la technique moderne qui irradie partout dans l'industrie, dans le travail intellectuel, comme dans la langue, la philosophie ou la religion. Dans la Lettre sur l'humanisme, Heidegger écrit que la dévastation du langage va jusqu'à mettre en péril la manière d'être de l'homme, à le déshumaniser. Le Péril est aussi le titre d'une conférence donnée à Brême en 1949, traduite par Hadrien France-Lanord.
En proposant une analyse de « l'aître et origine du mal » Heidegger tente de penser, du point de vue de l'Être, le péril le plus extrême qui menace l'« être humain », péril qui est allé jusqu'à rendre possible l'« extermination de l'homme par l'homme ». Le « mal », écrit Gerard Guest qui « n'est peut-être pas strictement circonscrit à ce qui n'est que moralement mauvais, ni non plus limité à n'être jamais qu'un défaut ou un manquement au sein de l'étant [...] Le mal pourrait bien être plus intimement introduit au cœur de l'Être lui-même qu'il n'y paraît »

### Phénomène
voir dans le Lexique de phénoménologie : Phénomène

### Philosophie
Pour Heidegger la philosophie n'est pas une science comme les autres, elle nous concerne (nous affecte) à nous directement. « La simple évaluation de la philosophie d'après l'idée de science est peut-être déjà la plus funeste dépréciation de son essence la plus intime » rapporte Hadrien France-Lanord. Dans Qu'est-ce que la philosophie Heidegger parle de chemin.
« La pensée philosophique au sens d'Heidegger n'est pas non plus, une répercussion tardive de l'époque alexandrine, ni une retraite dans des attitudes socialement transmises, littéraires, généalogiques, ironiques ou pragmatiques mais bien le « passage vers l'autre commencement », l'ouverture fondatrice de l'espace de jeu du temps, de la vérité de l'Être ».
Heidegger donne comme tâche fondamentale à la philosophie : « de développer une méthode visant à remettre en question tous les concepts[...]  Il appelle donc à une transformation complète de la philosophie qui passera par « une destruction phénoménologique », conçue comme l’acte de reconduire la philosophie à elle-même à partir de sa propre aliénation ».
« La philosophie de Heidegger est à l’origine d’un séisme qui a reconfiguré l’ensemble de l’espace philosophique [...]  Le geste fondamental consiste à poser le pré-théorique comme le lieu à partir duquel le théorique pourra être jugé et détruit (lien d’implication) et à constituer ce « pré-théorique » en totalité ordonnée, englobante et signifiante par elle-même ».

### Phusis
« « Phusis » ou « Physis » est le mot grec fondamental et premier pour l'être lui-même au sens d'« être entré en présence » en s'épanouissant à partir de soi-même et de régner ainsi » écrit Marc Froment-Meurice. La nature, la campagne n'est qu'un domaine limité, une partie de la Phusis au sens essentiel qui comprend les objets naturels ou artificiels, mais aussi les dieux, les mythes et les croyances, de même que les idées et les hommes, présents ou absents, sans oublier les étants passés et à-venir (voir La Parole d'Anaximandre).

### Possibilité
En allemand : Die Möglichkeit
Le « possible » (Die Möglichkeit) parfois utilisé indifféremment avec « pouvoir-être » reçoit en général chez Heidegger une place éminente loin de son sens « catégorial » traditionnel qui en fait un mode d'être inférieur à la réalité. Hadrien France-Lanord fait appel à la formule du poète Emily Dickinson « J'habite le possible » pour nous faire comprendre « que la possibilité n'est précisément pas une possibilité parmi d'autres mais le séjour où notre être trouve sa demeure, pour autant que nous sommes à même d'habiter en poète ».

### Pouvoir-être
La « possibilité » comme existential ou « pouvoir-être » propre, est la détermination ontologique du Dasein originale, il n'y en a pas de plus positive. « Le Dasein n'a pas de possibilités : il est « possibilité » qui n'a pas à devenir réelle, mais qui en tant que telle, ouvre et découvre, à travers la projection le Dasein à son « pouvoir-être » et par là même à son être libre ».
L'« angoisse » « qui revêt dans l'analyse existentiale un sens tout à fait neuf » révèle l'insignifiance du monde et la futilité de tous les projets de la préoccupation quotidienne. Par contrecoup, cette impossibilité amène au jour, la possibilité d'un « Pouvoir-être propre »,  Eigentlichen Seinkönnens, dégagé des préoccupations mondaines
Il ne s'agit plus de comprendre le « pouvoir-être » comme une puissance ou une capacité mais « d'un savoir, et en ce sens une manière de « laisser être » ce qui nous est le plus propre ». Dans les Séminaires de Zurich, Heidegger écrit « je suis constamment mon « pouvoir-être » en tant que je le peux. Mon pouvoir-être n'est pas quelque chose qui pourrait être ensuite converti en quelque chose d'autre, en une action par exemple [...] quand je l'accomplis (sortir ou ne pas sortir d'une pièce), ce pouvoir-être tel est toujours là en tant que pouvoir-être [...] au contraire le pouvoir-être ekstatique du Dasein s'accroît en tant que pouvoir-être qui s'accomplit ». Il s'agit donc de bien distinguer l'accomplissement d'un « pouvoir-être » de l'effectuation de quelque chose possible métaphysiquement.
C'est, dans le « devancement » de la mort qui n'offre aucun aboutissement réalisable, qui ne propose rien, c'est dans son « devancement » que le Dasein peut s'éprouver lui-même comme pure « possibilité », comme « pouvoir-être » irrelatif. Dans la Conférence sur le Temps de 1924, Heidegger utilise l'expression d'« être-révolu » pour définir l'« être-là dans sa possibilité extrême » que l'anticipation résolue de la mort lui fait comprendre. « Les Beitrage de 1936 reviennent explicitement sur la question du « possible suprême » [...] comme le précise le §.176, c'est la possibilité suprême du Dasein que d'être le fondateur et le conservateur de la vérité elle-même »écrit Alexander Schnell.
Avec les Beitrage, Heidegger constate que le règne de l'efficience que déploie la Machenschaft n'accorde plus aucune place à la véritable puissance que représente la Die Möglichkeit. Hadrien France-Lanord souligne que Heidegger puise dans le verbe mögen aimer, contenu dans la Möglichkeit, l'idée d'une force aimante, c'est-à-dire d'un possible, d'une puissance latente, qui va jusqu'à « laisser être ».

### Préoccupation
De l'allemand : Besorgen
Ici aussi la connotation psychologique courante est à écarter. La préoccupation recouvre « la manière quotidienne d'être du Dasein suivant laquelle il se trouve toujours-déjà dispersé dans une multitude de tâches ». Il ne s'agit pas seulement des « soucis quotidiens » mais de la manière qu'a l'homme d'exister au monde, monde dans lequel l'étant apparaît comme « outil ». À noter que le sens d'« outil » doit être généralisé pour embrasser tous les étants auxquels a affaire la préoccupation depuis le silex taillé jusqu'à l'automobile.
« La « discernation », Umsicht, de la préoccupation donne à tout apport, toute exécution, la marche à suivre, le moyen de les mener à terme, l'occasion favorable, l'« instant approprié » » précise François Vézin.
D'un autre côté « le temps absorbé de la préoccupation détourne de la « finitude » du temps ». « L'immersion dans le On et après le monde en préoccupation trahit quelque chose comme une fuite du Dasein devant lui-même ».

### Présent
De l'allemand : die Gegenwart et die Anwesen
L'allemand dispose de deux termes pour signifier le « présent » avec une nuance de sens que le français ne possède pas : die Gegenwart pour signifier l'instant présent ou maintenant et die Anwesen qui correspond au sens verbal que le français ne peut rendre que par l'expression « entrée en présence ». « Ce terme (Anwesen), qu'il faut soigneusement distinguer d'un autre terme allemand Gegenwart », par lequel on dit la présence en son sens temporel, signifie littéralement « avancée dans l'être ». Heidegger propose de comprendre le mot « présence » en faisant référence au latin praesens, constitué du préfixe prae qui signifie devant, et du participe présent sens qui signifie étant : étant devant, ce qui se manifeste nous enjoint de l’entendre et ainsi de le rassembler.
C'est à ce dernier sens que Heidegger fait le plus souvent appel, en liaison avec sa propre conception de l'être, « ma question du temps a été déterminée à partir de la question de l'être ». Heidegger retient des Présocratiques l'idée que le présent possède un sens bien plus large que celui que nous lui attribuons maintenant, on peut y inclure aussi bien « l'absence » de ce qui est passé, l'« absence » de ce qui est à venir mais aussi de ce qui est en retrait comme le souligne, à travers un exemple homérique, Didier Franck-. Ainsi que le note aussi Alain Boutot citant Heidegger « l'être n'est pas. De l'être « Il y a » en tant que « déploiement » de présence [...] Le présent n'est pas le simple maintenant, mais désigne l'« entrée en présence », de toutes les choses présentes ». Parfois les choses ou êtres absents sont plus présents que les objets véritablement présents « La présence d'un absent n'est pas seulement son souvenir, mais en quelque sorte son « habitation » ». Dans cette « entrée en présence » les choses futures ou passées font à leur manière mouvement dans le présent, alors que la tradition métaphysique ne les conçoit que comme « choses en mémoire » et « projet » c'est-à-dire sans substance réelle, sans « être » : « Le passé, loin d'être le pur et simple révolu, désigne le mouvement à la faveur duquel tout ce qui a été surgit dans la présence ».
Comme le note Didier Franck Heidegger apprend de la pensée archaïque (notamment d'Anaximandre) que les Grecs ne pensent pas le présent comme nous le pensons, nous, c'est-à-dire comme substance présente close sur elle-même, objective, mais comme un point médian entre un « pas encore » de l'arrivée en présence et un « au-delà » du déjà disparu, ouvert dans les deux directions, « la « venue en présence » est ajointée à « l'absence » selon les deux directions ». Des quatre dimensions du temps, cette dimension extatique et dynamique de l'entrée en présence est la principale.
Dans chacune des trois dimensions de la temporalité joue un mouvement d'« entrée en présence », die Anwesen ou de présentation que Heidegger considère comme une quatrième dimension du temps (l'Anwesen), « Le temps véritable, dit Heidegger, est quadrimensionnel ».

### Projet
Le monde toujours déjà passivement ouvert, est lié à la projection du Dasein. Ce projeter n'a toutefois rien à voir avec le fait pour lui de se conduire selon un plan « de sorte qu'il n'est pas possible de voir dans ce « projeter » une planification ni même un projet mais plutôt une esquisse ou un schème ».
Dans son être toujours en avant, toujours hors de lui ce que Heidegger nomme son pro-jet, n'est rien d'autre que ce temps même, antérieur à tout temps mesurable, le pro-jet n'est pas dans ce temps là dont il est au contraire la source.

### Propriété
De l'allemand : Eigentlich  et Eigentlichkeit .
« Propriété » se dit de ce qui appartient ontologiquement au sujet, au sens par exemple du langage considéré comme le propre de l'homme, impropre se dit de ce qui ne lui appartient pas. À ne pas confondre avec les concepts d'« authentique » et d'« inauthentique » qui qualifient le comportement du Dasein. Une introspection du Soi excessive pourrait, par exemple, être ainsi qualifiée de propre quant à son objet, mais d'inauthentique quant au comportement. À ne pas confondre non plus avec « Propriation » et « Appropriement », Das Ereignis .
François Vezin, dans ses notes insiste sur la nuance que confère le sens en allemand de la Eigentlichkeit . Propriété, doit être entendu « en connexion avec l'être-à-chaque-fois-à-moi [...] ce qui est vraiment mien (être le fils de ce père qui est le mien) ce dans quoi je m'affirme et m'exprime pleinement, exactement, ce dans quoi je me reconnais entièrement ». À noter que, de prime abord je suis comme le On est, comme se comporte l'opinion moyenne. « L'impropriété ou Uneigentlichkeit est ce fait que, la plupart du temps, je ne suis pas « moi-même » ». La « propriété » en ce sens est une tâche, une reconquête, l'appropriation de « soi-même ».

### Proximité
De l'allemand : Nähe und Ferne
La « proximité » des « choses » ou des êtres n'est pas, chez Heidegger, de l'ordre du spatial, il n'y a rien en soi de proche ou de lointain. Elle n'est pas non plus de l'ordre du subjectif. L'espace n'est pas une catégorie mais un « existential ». L'aménagement du proche et du lointain est l'effet jusqu'à Être et Temps de la préoccupation soucieuse du Dasein. Ce n'est plus le cas à partir des Beitrage où « le spatial advient uniquement à partir de l'éclaircie de l'être [...] les choses elles-mêmes sont les lieux et ne se contentent pas d'être seulement d'être à leur place en un lieu [...] Sans choses, il n'est pas d'habitation humaine ».
Être Dasein « c'est être projeté dans un horizon où toutes choses, du plus lointain au plus proche, nous font face dans leur présence. La différence du lointain et du proche réside dans la modalité même de toute venue en présence [...] La proximité n'est donc pas la prééminence de l'immédiatement accessible sur l'éloigné ».
« Dans la Conférence la Chose, Heidegger médite le sens de cette véritable proximité : elle maintient l'espace de toute rencontre et laisse irradier le milieu où viennent se répondre le proche et le lointain, en ce jeu du monde qui porte secrètement l'être des choses » écrit Guillaume Badoual. Heidegger précise dans cette Conférence « la proximité rapproche ce qui est loin, à savoir en tant que lointain. [...] Conservant l'éloignement, la proximité accomplit son être en rapprochant ce qui est loin ». Guillaume Badoual écrit « la proximité est tout entière habitée par la tension que suscite l'irruption possible de ce qui se réserve en un lointain ».
Le sens de la proximité apparaît aussi pleinement « dans le contraste qu'elle forme avec l'un des traits les plus profond du Gestell, de la mise à disposition totale de l'étant dans la technique moderne : la réduction de toute proximité et de toute lointain à une distance qui doit être réduite au minimum par des moyens techniques [...] quand tout doit être immédiatement accessible représentable et productible ».

### Quadriparti
De l'allemand : Das Geviert
« Le monde en tant que Quadriparti, n'est pas le monde conçu de manière métaphysique, comme totalité de l'étant ou comme idée transcendantale au sens kantien. Il n'est pas non plus l'univers sécularisé de la nature et de l'histoire ni la création entendue théologiquement, ni même la totalité de significations dont parlait Être et Temps, mais le jeu de miroir au sein duquel la terre, le ciel, les divins et les mortels renvoient les uns aux autres. L'unité du quadriparti dit Heidegger est la quadrature qui en tant qu'elle est jeu de miroir qui fait advenir, le jeu de ceux qui sont confiés les uns aux autres dans la simplicité. L'être de la quadrature est le jeu du monde. Le jeu de miroir du monde est la ronde du faire advenir das Reigen des Ereignens. La terre, le ciel, les divins et les mortels ne sont pas séparés les uns des autres, mais sont pris dans une unité originelle. Chacun des quatre reflète les trois autres, et, dans cette réflexion advient à soi-même dans son être le plus propre. En tant qu'il joue ce jeu de miroir le monde est un anneau qui s'enroule in-finiment sur lui-même. Il est lui-même le fondement sans fond à partir duquel tout ce qui est, non seulement les quatre qui le composent, mais aussi les choses qu'il abrite, se trouve libéré et porté jusqu'à soi-même. [...] Il ne suffit pas de dire que la chose fait apparaître et installe un monde ; il faut ajouter que le monde, en tant que quadriparti, fait paraître et installe les choses dans leur être propre »- écrit Alain Boutot.

### Question de l'être
De l'allemand : Seinfrage
Être et Temps démarre avec l'aveu d'un embarras. Embarras qui s'exprime à travers une citation d'un passage du Sophiste de Platon : il s'agit, en résumé, de l'impossibilité où nous nous trouvons d'exprimer clairement ce que nous comprenons par « étant ». Pour Marlène Zarader l'irréductibilité de cette question du sens découle du constat que les « étants » ont des modes d'être différents (le mode des choses, le mode humain, le mode divin) et que dans ces conditions la question du sens unitaire se pose.
De plus selon Le Dictionnaire, « la question de l'être » ou « question du sens de l'être » fait signe en fait vers deux questions la question directrice et la question fondamentale. La première traditionnelle interroge l'étant dans son être (qu'est-il ?), la deuxième qui s'appuie sur le fait que « être » est le plus souvent compris comme « être présent » fait entendre, « la présence » soit une modalité du Temps. « Dans la vieille question directrice de la métaphysique [...] s'abrite une autre question, qui question fondamentale s'annoncerait peut-être comme celle du temps ». En ce sens, constate Heidegger, la question de l'être qui mobilisait les pensées de Platon et d'Aristote est aujourd'hui tombée dans l'« oubli ».
Trois préjugés, relève Alain Boutot, nous détournent de cette question : d'abord l'absolue généralité du concept qui est déjà toujours « pré-compris » dans toute question adressée à l'étant ; son indéfinissabilité ; enfin son évidence qui dispenserait de s'interroger. La question du sens ne peut trouver de réponse que dans ce qui rend possible la compréhension (de l'être). Dans Être et Temps, c'est l'analyse du Dasein tel qu'il est de prime abord et le plus souvent, en sa banalité quotidienne et ordinaire qui va fournir le fil conducteur pour l'élaboration de la « question de l’être ».

### Quotidienneté
« Pour Heidegger, être quotidiennement n'est pas seulement accepter le conformisme, être comme tout le monde, se régler sur la conduite la plus communément admise, c'est bien plutôt être d'abord autre que soi-même, ne pas avoir de subjectivité à soi » écrit Michel Haar.
De « prime abord » je suis les autres sur le mode du « On même ». Nous différons de notre ipséité possible. Cet état de fait apparaît comme une structure constitutive originelle et incontournable de tout « être-au-monde ». « Le quotidien, atténue le sentiment d’inquiétude du monde, en fait de même avec l’angoisse de la mort. L’élément moteur du quotidien est la transformation de l’étrange en familier »

### Répétition
De l'allemand : Wiederholung
La « Répétition », concept kierkegaardien, entendu comme reprise du passé et répétition des possibilités du Dasein qui ont été là. La répétition du possible n'est ni une restitution du « passé », ni le fait de renouer le présent au « dépassé ». La répétition vise à retrouver les possibilités d'existence qui ont été là et qui ont été délaissées. La répétition est sélective, elle consiste à aller chercher ce qui s'est inscrit dans l'être pour en reconnaître et re-susciter le « pouvoir d'être » pour son temps. La répétition est inséparable de la déconstruction.

### Représentation
De l'allemand : vorstellen
« Représenter (vorstellen) signifie ici : à partir de soi, poser quelque chose devant soi (von sich her etwas vor sich stellen), et, ce qui a été posé, le mettre en sécurité (und das Gestellte als ein solches sicherstellen) […]. La représentation n’est plus l’entente (das Vernehmen) du présent, dans le désabritement duquel l’entente elle-même a sa place, et ce en tant que mode de présence propre à ce qui se présente depuis le désabritement (und zwar als eine eigene Art von Anwesen zum unverbogenen Anwesenden). La représentation n’est plus s’ouvrir pour (Sich-entbergen für …), mais saisie et conception de … (das Ergreifen und Begreifen von …). Ne règne plus ce qui déploie son essence dans la présence; désormais seule la saisie domine (Nicht das Anwesende waltet, sondern das Angreifen herrscht). L’étant n’est plus ce qui est simplement présent, mais ce qui, dans la représentation, est tout d’abord posé là-devant (das im Vorstellen erst entgegen Gestellte) : l’ob-stant », écrit Heidegger

### Retournement natal
De l'allemand : vaterländische Umkehr
Avec la vaterländische Umkehr, expression reprise de Hölderlin qui l'emploie dans les Remarques sur Antigone (Hölderlin, Anmerkungen zur Antigonae, 1804), Heidegger vise un trait essentiel du Dasein comme étranger à son monde, étranger à lui-même, et qui n'aurait constitutivement ni sol ni patrie. Le Dasein déraciné, sans fondement, coupé de son origine et de l'être de son origine, se maintient dans un « suspens » et ce « suspens » « est », ce en quoi consiste l'apport propre de Heidegger. Avec le « retournement natal », Heidegger surajoute l'idée d'un contre-mouvement simultané, qui est l'expression d'un perpétuel besoin de retour à la « source ».
Françoise Dastur demande que l'on entende ce « retournement natal » (vaterländische Umkehr ) de Hölderlin, non comme un appel trivial à revenir par nostalgie dans son pays d'origine, mais comme une invite à renouer avec son âme ou l'esprit de ses pères (Vaterland) qui détermine le destin de tous ceux qui lui appartiennent. Il s'agit donc moins d'un renversement de direction ou de retour en arrière que de rentrer plus avant dans ce qui est essentiellement « natal » pour le mieux entendre. « Tous les courants de l'activité humaine ont en effet leur source dans la nature et y retournent, de sorte que l'être humain ne devrait jamais se considérer lui-même comme maître et seigneur de celle-ci, car s'il peut développer les forces créatrices, il ne peut nullement créer la force elle-même qui est éternelle ».
Continuant à commenter Hölderlin, Françoise Dastur précise « il n'y a pas un premier mouvement d'arrachement à la patrie auquel succéderait un second mouvement par lequel il y serait fait retour, mais deux mouvements strictement contemporains, puisque provenir de cette source avec laquelle il n'a jamais coïncidé ne peut signifier pour cet être intrinsèquement historique qu'est l'homme que revenir à elle. Parce que l'origine, la source n'existe nullement à l'état séparé, elle ne peut se montrer que dans ce qui surgit d'elle et donc sous le visage de la privation et du renfermement »

### Résolution anticipante
De l'allemand : Die vorlaufende Entschlossenheit.
L'expression n'a rien à voir avec la subjectivité et la volonté. La Résolution, ou la « Décision d'existence » (dans la traduction de Jean-Luc Nancy) c'est l'ouverture propre à l'appel de la conscience, l'« être résolu », qu'elle appelle, va dorénavant, en faisant la même chose, vivre sa vie à partir de lui-même. Ce mot tente de dire la manière authentique pour le Dasein d'être dans sa vérité. Heidegger écrit : « la résolution a été caractérisée comme un se projeter en silence et en s'exposant à l'angoisse sur l'être-en-faute le plus propre ». Mais comme le remarque Florence Nicolas, pour écarter toute référence à la volonté « Heidegger montre que la « résolution » signifie - se laisser appeler- Sich-aufrufenlassen, hors de la perte dans le On pour qui tout est par avance décidé et fixé. Entendre cet appel silencieux, qui mettant chacun face à l'étrangeté de son être appelle contre toute attente et ne peut être prévu ni provoqué à -laisser agir en soi-, le Soi-même le plus propre [...] en se décidant à -vouloir avoir conscience- ».
Se transportant mentalement dans la situation incontournable du devoir mourir, c'est à l'aune de la « résolution », ainsi conçue, que le Monde, ses valeurs et ses attaches affectives, va être jugé et donc disparaître dans le néant pour libérer l' « être-en-propre » dans sa nudité. Le Dasein est mis en face de sa propre vérité lorsqu'il est renvoyé au néant de son fondement. Cet appel de la conscience ne consiste pas à présenter une option à la manière du « libre-arbitre », mais à « laisser apparaître la possibilité d'un se-laisser-appelé hors de l'égarement du « On », écrit Christian Sommer. Entendre l'appel de la « voix de la conscience », c'est donc rester aux aguets, ne pas s'en laisser compter. Dans un rôle inchangé, l'existence du Dasein est transfigurée, au lieu d'« être-au-monde », à partir des autres, il l'est à partir de lui-même écrit Christian Dubois. C'est Heidegger qui parle à ce propos de parti « d'y voir clair en conscience » (Gewissens-haben--wollen).

### Retrait
De l'allemand : Entzug
L'idée d'un « retrait de l'être » qui se dissimulerait derrière l'étant, apparaît dès le § 7 du livre Être et Temps dont l'objet était justement de mettre fin à l'oubli de l'être. Ce « retrait » ou cet oubli est à cette époque compris comme une défaillance du Dasein, naturellement jeté (Verfallen) sur un mode dévalé dans la vie facticielle.
Le « retrait de l'être » qui à partir des Beitrage se substitue à l'« oubli de l'être » « n'est plus le résultat d'une déficience ou d'un comportement impropre du Dasein, mais il est un moment constitutif de la phénoménalité spécifique à l'Être : il signale que l'être ne s'épuise pas dans l'apparent, ni dans la pure effectivité, mais qu'il est dynamique [...] et qu'en cela il échappe toujours à la prise et à la fixation [...] Si l'Être se retire, c'est d'abord parce qu'il ne se réduit pas à la présence subsistante de l'étant, mais qu'il se déploie comme histoire, la Gescchichte » écrit Sylvaine Gourdain. Comme exemple « nous avons sous les yeux ce qui apparaît, de nos jours, comme figures de substitution de la philosophie, les possibilités qu'elle se donne de s'éluder avec d'une part l'interprétation pure et simple des textes de la tradition philosophique. d'autre part par le refoulement de la philosophie dans le logique (logistique), dans la psychologie et la sociologie, bref dans l'anthropologie ».
Sylvaine Gourdain, poursuit « à l'époque actuelle de la Machenschaft et de ce que Heidegger, nommera plus tard, le Gestell, le retrait de l'Être signale d'abord l'inadéquation, la dés-appropriation de l'Être qui se refuse dans un contexte global où l'étant n'est que sur le mode de la fonctionnalité, de l'utilité et de l'efficience. »

### Sacré
De l'allemand : das Heilige
« Le « Sacré », das Heilige peut être défini comme trace de la divinité, pour autant que le sacré nous conduit à la divinité ou à la trace laissée par la divinité », écrit Michel Dion résumant l'énorme ouvrage de Emilio Brito intitulé Heidegger et l'hymne du sacré. C'est aussi au sens du « Sauf » et de l'« Indemne », mais seulement au sens de ce qui rend « entier », que Heidegger parle du « Sacré » et que le dieu peut être abordé relève François Fédier. Cette vision s'oppose à toute idée de sacralité comme attribut d'un domaine (sacer: ce qui est séparé, éloigné, et préservé justement du fait qu'il est séparé). Sous l'influence d'Hölderlin, le Sacré prend chez Heidegger, de plus en plus, une valeur « épiphanique » (qui apparaît, qui se dévoile, qui est l'objet d'une révélation soudaine, inattendue) constate Massimo Cacciari

### Saut
De l'allemand : Der Sprung
Terme central par lequel Heidegger conçoit le mouvement de pensée qui va droit à la question de l'être. Le « saut » assure un passage qui n'a rien de comparable à celui de la connaissance. « Le saut est l'allure de la pensée accordée au rythme de la venue de l'être ». Le Dictionnaire en donne deux exemples tirés de l'histoire de la métaphysique et une direction en vue de sortir de cette histoire dans un commencement autre. Le premier « saut », par quoi s'initie le premier commencement grec qui ouvre la voie à la métaphysique, est un saut par-delà les « étants » particuliers en direction de l'être comme « présence constante » et sa définition comme fondement de l'étant. Le deuxième saut passe de l'idée de fondement à celle d'étant suprême. Le troisième saut engage la pensée dans une reprise de tout ce qui a été délaissé par le commencement grec en vue d'un autre commencement.

### Sens
Servanne Jollivet écrit « La question du sens qu'il s'agit, de réactualiser, de revivifier, n'est ni réductible à l'explication empiriste et causale de la psychologie, ni à la normativité idéale inhérente au jugement de pensée, comme en témoignent certaines tentatives néo-kantiennes pour « logiciser » la pensée, et ramener la question du sens à celle, universalisable et formelle, de la validité. L'élucidation de la question de la donation originaire du sens — qui se déploie à partir de celle du « Il y a » comme le montrera Heidegger dès 1919 — ne peut alors renvoyer qu'au « sens pur du vécu et à lui seul ». C'est à partir de ce seul domaine que pourra être trouvé le sens vivant et accompli, fondement authentique sur lequel il sera possible, en revivifiant notre rapport à la tradition, de réédifier et revitaliser notre culture et situation historique ».

### Significativité
De l'allemand : Die Bedeutsamkeit  
La significativité désigne la structure ontologique du monde en tant que tel. Le « monde » est présent, à chaque Dasein, non comme un ensemble d'étants les uns à côté des autres mais comme une totalité de significations, totalité qui sous forme d'un réseau serré est « toujours-déjà » ouverte et à partir de laquelle peut apparaître toute chose, tout étant « intra-mondain ». Marlène Zarader parle d'une « texture générale de sens », inséparable du Dasein. À travers le concept de significativité est écartée l'idée traditionnelle d'un Monde qui se donne comme un fait brut sur lequel vont se greffer dans un second temps des significations, ici Heidegger énonce sa fameuse expression « Cela mondanise », Es weltet . Le « Moi » en projet se dépasse en direction du monde « signifiant » qui se donne.
Cela ne signifie pas que ce sens soit produit par lui mais qu'un sens circule à même les choses avant que le Dasein se saisisse explicitement des choses. « Il n'est de monde que comme toujours déjà gros de sens ». On constate que cette « significativité » en tant que structure ontologique n'est pas la somme des valeurs, mais que tout au contraire une « valeur », un rang, une signification particulière ne peut être donnée que dans le cadre d'une significativité globale du monde auquel cette valeur appartient.

### Situation
Le Soi qui se retrouve dans la cohésion et la succession des vécus est présent dans l'expression de « situation ». Je suis concrètement présent à moi-même dans une expérience déterminée de la vie, je suis dans une « Situation ». « Concrètement, cela signifie que la vie est vécue au cœur d'un lieu, d'un contexte, d'une époque, d'une tradition, d'une société, d'un savoir, d'une vision, du monde etc ». Le Dasein ne choisit ni le lieu, ni le comment de sa venue bien qu'il soit toujours déjà au monde, déjà à pied d'œuvre, immergé dans une situation, dont il n'a pas la maîtrise et qui détermine dès l'abord, un éventail fini de possibilités existentielles et de contraintes, auquel il ne peut se soustraire (lieu de naissance, culture, langue), à quoi s'ajoute en héritage la perspective inévitable et omniprésente de sa propre mort.
Jean Greisch écrit : « ce qui est premier, ce ne sont pas des vécus psychiques isolés, mais des « situations » changeantes qui déterminent autant de lieux spécifiques de compréhension de soi-même [...] la vie n'est ce qu'elle est que comme figure concrète chargée de sens ». La situation est une création de la vie qui en manifeste la cohésion.
Le sens existential d'une « situation » n'est pas qu'il y ait d'abord une série de circonstances dans lesquelles le Dasein va établir sa « Résolution », mais lorsque le Dasein est résolu la « situation » est déjà présente. « En effet les situations n'existent qu'en termes de projection des possibles du Dasein ».

### Solitude
De l'allemand : die Vereinzelung
On trouve chez Heidegger deux termes correspondant à cette notion de solitude, Einsamkeit , solitude au sens commun et la Vereinzelung  que l'on peut traduire par esseulement. ou isolement selon Jean-François Marquet.
« Heidegger parle au § 53 d'Être et Temps de Vereinzelung  pour caractériser la possibilité la plus propre de la mort comme de cela qui réclame de chacun ce qu'il a d'unique (als einzelnes  »). Le Dasein n'a d'autre essence que « d'être » (au sens verbal). L'angoisse qui découvre sa possibilité la plus propre (ce qui n'appartient qu'à lui), la mort, l'isole et ouvre le Dasein comme solus Ipse. « La certitude que je suis moi-même dans mon avoir-à-mourir est la certitude fondamentale du Dasein même et un authentique énoncé d'existence alors que cogito n'en est que l'apparence ».
Il ne s'agit donc pas de solitude au sens d' « individu sans relation », mais plutôt de ce qui traduit soit par « esseulement » par François Vezin ou
« isolement » par Emmanuel Martineau, donne à penser que « chacun est appelé à assumer sa finitude d'une manière singulière, sans pouvoir être remplacé par un autre puisqu'il n'y a pas de mort en général ».

### Sollicitude
De l'allemand Fürsorge.
C'est le rapport à autrui, la manière d'être avec l'autre. Ce terme est éthiquement neutre. Se présente sous deux modalités : la sollicitude inauthentique qui enlève son souci à l'autre et se substitue à lui, la sollicitude authentique qui devance et libère.

### Souci
De l'allemand : Die Sorge
Dans son sens ordinaire, ce mot de « Souci », ou de « Souciance » se réfère à la précarité de la vie humaine et aux incertitudes de l'avenir. Pour Heidegger, il n'est plus une simple disposition psychologique mais devient le mode d'être premier de tout homme dans son rapport au monde. Chez Heidegger, il est lié inséparablement à toute pensée de l'avenir, alors il faut l'aborder en lui donnant le sens général et vague de présence continuellement penchée sur l'avenir (voir Souci). Die Sorge prend chez Heidegger une tonalité particulière, il ne peut être compris qu'en liaison avec l'existence : « Le mot existence nomme l'être de cet étant qui se tient « ententif » à l'ouverture de l'être qu'il soutient ». Ce soutenir ainsi ressenti prend le nom de Souci (Question I p. 34).
Christian Dubois écrit « le souci est l'être plein du Dasein : c'est-à-dire un être, en « avant de soi » (projet), déjà dans un monde (facticité), auprès de l'étant intramondain (préoccupation), dont la condition de possibilité est la temporalité ». C'est sous ce terme de « Souci » que Heidegger regroupe l'ensemble des traits du Dasein « qui est un étant pour qui dans son « être-au-monde », il y va de son être » écrit Jean Greisch. reprenant la formule de Heidegger. C'est parce qu'« il y va de son être », autrement dit que son être fait question que le Dasein est voué à la question de l'être précise Jean Grondin. Par ailleurs Marlène Zarader remarque « le souci usuel s'enracine dans un plus haut sens du Souci, qui est le soin que l'homme prend de son être ».
Ce serait dans la préoccupation inquiète du chrétien chez saint Augustin, qu'étudie Heidegger dans les années 1920, qu'apparaît le thème du « Souci », thème qui sera progressivement amplifié et étendu, jusqu'à devenir la détermination essentielle et le fondement du Dasein. Le souci est l'élan qui procure au monde sa significativité.

### Technique
Dans l'esprit de Heidegger la « technique moderne » reste une « techné » une (τέχνη ), mais elle l'est dans un sens « radicalement nouveau », différent du sens grec. Il ne s'agit plus de dévoiler une « chose en soi », mais de la saisir eu égard aux paramètres mathématiques et physiques qui vont permettre la « mise en réserve ». En ayant le caractère de mise en réserve, la technique moderne implique l'« objectivité » et la « mensurabilité » de toute chose. Heidegger aime à citer la phrase de Max Planck « Est réel, ce qu'on peut mesurer ». Même si la technique moderne se définit aussi par un rassemblement de moyen, en vue d'une fin, elle n'en présente pas moins un caractère de « réquisition » de la nature qui consiste à soumettre puis libérer, transformer, accumuler, répartir « dans un dispositif articulé et mouvant » d'où la définition de son essence par le terme de Gestell. L'essence de la technique, ainsi abordée, se dissimule derrière une représentation instrumentale exclusive (les moyens techniques),
Heidegger fait de l'âge technique une époque, dans l'histoire de l'être, qui porte à son comble ce qu'il appelle l'« oubli de l'être » enclenché par la métaphysique et sa forme ultime : la volonté de puissance.

### Temporalité
De l'allemand : Zeitlichkeit 
L'allemand dispose de deux mots : Zeitlichkeit  pour temporalité, et Temporalität pour temporelité. Zeitlichkeit est le temps « comme horizon possible de toute entente de l'être en général », comme le remarque Alain Boutot dans la préface à Prolégomènes à l'histoire du concept du temps. Cette distinction est à l'origine de la distinction entre Temporel et Temporal : le Temporel est le temps de l'histoire et des sciences, le Temporal le temps de l'être, à rapprocher d'Historial, l'histoire de l'Être.
L' « être-humain » est à la fois temporel en prenant place comme les choses dans le temps historique mais il est de plus « temporal » (distinction, appliquée à l'homme, que le terme de temporellité proposé par François Vezin, tente de traduire). L'exposition de la « temporalité » est complexe, difficile à cerner, parce que tout à fait étrangère à la perception traditionnelle du temps.
Le point de départ c'est le Dasein, ouvert à lui-même, qui se comprend comme pur « pouvoir être ». Heidegger avance que c'est seulement la « temporalité » qui rend cette pré-compréhension possible. Que faut-il entendre ici par temporalité ? s'interroge Christian Dubois Le Dasein soucieux et « devançant », vient à être lui-même en faisant face à la possibilité de sa mort (l'être-vers-la-mort), c'est-à-dire, que cette venue à soi provient en quelque sorte de l'« a-venir » en un sens tout à fait particulier. L'« a-venir » Zu-kunft ici invoqué n'est pas le non encore présent mais pour le Dasein« la modalité d'un possible accomplissement de soi-même ». De plus le passé n'a de sens que pour autant que le Dasein puisse être son passé. « Le passé, ici, n'est pas ce je traîne derrière moi ou un souvenir, mais une possibilité d'être qui assume ce passé ». Cette temporalité n'a rien à voir avec l'intra-temporalité des choses, c'est une temporalité originaire qui se temporalise selon trois directions ou trois « extases », l'avenir, le passé, le présent avec prédominance de l'avenir et qui à elles trois constituent le phénomène unitaire de la temporalité. Le temps classique le temps des horloges dérivera dans l'esprit d'Heidegger de cette temporalité authentique originaire.
Sur un autre plan Heidegger distingue deux types fondamentaux de temporalité la « temporalité extatique » et la « temporalité kairologique »

### Temporation
De l'allemand : Zeitigen
Chez Heidegger« la temporation, est la manière qu'a le Dasein d'être dans le temps : ambition, impatience, rancune, insouciance [...] être dans le temps « exister », ce n'est justement pas être dans une succession d'instants » écrit François Vezin. François Fédier théorise « la temporation est la manière dont le temps se « tempore », c'est-à-dire la manière dont le passé est passé, le présent est présent, et le futur est futur [...] c'est toujours au sein d'une « temporellité » (temporation du Dasein) déterminée que nous avons rapport à quoi que ce soit et en particulier aux choses du monde ». François Vézin prend l'exemple de la musique : « la musique, qui a tellement affaire avec le temps, ne le confond pas avec le tic-tac de l'horloge. Au contraire, elle le « tempore » en lui imprimant sont tempo ».
Par Temporation, il faut entendre, non plus le réglage mécanique du temps des horloges mais l'entrée dans un temps phénoménologique dans lequel on peut parler de : « temps historique, temps liturgique, temps des amours, du bon vieux temps, du temps musical, tous ces temps ayant leur rythme propre et dont le temps vulgaire est la forme la plus pauvre » écrit François Vezin.

### Ternaire Gehaltsinn, Bezugsinn, Vollzugsinn
Le principe du ternaire très souvent sollicité comprend trois directions de sens : Gehaltsinn (teneur de sens), Bezugsinn (sens référentiel), Vollzugsinn (sens de l'effectuation). C'est la structure intentionnelle de la vie facticielle qui nous livre ce ternaire. Pour une analyse approfondie de ces concepts, voir Jean Greisch. Le Gehaltsinn ou (teneur de sens) peut être rapproché du thème de « la vision du monde », et le Bezugsinn ou (sens référentiel), ce dont il est question. Le Vollzugsinn ou « sens d'accomplissement » apparaît comme le plus difficile à comprendre, il se trouve d'ailleurs mal explicité chez la plupart des commentateurs. Jean Greisch nous précise qu'il ne s'agit pas simplement de la différence du pratique par rapport au théorique. Selon cet auteur, le sens référentiel, Bezugsinn, se caractérise par une certaine occultation du sens qui ne se livre, notamment dans les mondes esthétiques et religieux, que dans l'accomplissement. Ainsi ce n'est pas la prière en soi, la récitation de la même prière, qui nous fait comprendre, pour le chrétien ou le bouddhiste convaincu, le sens d'accomplissement, le sens d'existence qu'elle lui procure, mais la foi seule qui se surajoute à la prière et qui transforme le mode d'être du croyant.

### Terre
De l'allemand : die Erde
Le concept de « Terre », die Erde qui n'est, ni la nature, ni l'humus du sol, concept que Heidegger doit au poète Hölderlin, fait irruption dans la conférence de 1935 consacrée à « L'Origine de l'œuvre d'art » et n'est plus évoquée qu'à l'occasion de l'affrontement der Streit, entre Monde et Terre. Heidegger introduit cette idée de « terre » en opposition au concept de « monde », dans la mesure où, contrairement au « s'ouvrir » du monde, il y a dans l'œuvre d'art quelque chose qui se referme en soi et se recèle. « Ce qui ressort dans l'œuvre, c'est justement cette opacité, « ce refermer-sur-soi-même », ce que Heidegger appelle l'être de la terre. Il est bien vrai que la terre n'est pas la manière, mais ce à partir de quoi tout le reste ressort et vers quoi tout le reste retourne ».
« Comme le précise l'L'Origine de l'œuvre d'art, la « Terre », n'est pas non plus la matière dont est faite une œuvre, comme s'il y avait d'abord du marbre puis grâce à la forme qu'on lui imprime, une statue ou une colonne. La phénoménologie du temple grec permet de clarifier les choses [...] Si le marbre de la carrière est bien de la « terre » que nous pouvons fouler aux pieds, il n'est pas encore terre au sens où Heidegger cherche à se faire entendre. « Terre » le marbre ne deviendra que sur l'Acropole, c'est-à-dire dans sa rencontre avec le monde qu'instituent les Grecs par les temples et les colonnes qui sont bâtis en ceci qu'ils accueillent la présence du divin [...] Le monde se fonde sur la terre et la terre surgit à travers du monde ».
« Le monde se fonde sur la terre, et la terre surgit au travers du monde [...] Reposant sur la terre, le monde aspire à la dominer [...] lui-même ne tolérant pas d'« occlus » » écrit Heidegger. Mais « le Monde et la Terre, bien qu'antagonistes ne sont pas séparés l'un de l'autre, ils sont tournés l'un vers l'autre dans une proximité essentielle ». L'introduction de ce concept de « Terre » en philosophie, concept qui résonnait jusque-là avec une tonalité mythique et gnostique, fit selon Hans-Georg Gadamer, sensation.
Michel Haar voit ce concept de « Terre » chez Heidegger « comme un fond non objectivable, non délimitable du monde, pur surgissement incalculable de la nature ou particularité non universalisable du lieu ». Sylvaine Gourdain écrit, « existant dans le monde l'homme doit en même temps préserver la terre comme le résidu qui résiste à cette configuration, comme ce qui ne se plie pas à l'ordonnancement dans un réseau de significativité qui risque toujours de s'uniformiser ». « C'est seulement dans la mesure où les étants nous apparaissent originellement, comme se déployant à partir et en direction du toujours déjà là d'un tel fond matériel hétérogène irrationnel qu'ils peuvent se montrer à nous comme purs phénomènes » écrit Joël Balazut.

### Tonalité
De l'allemand : die Stimmung 
Désigne notre manière d'« être-au-monde » comme le ton, l'atmosphère et l'humeur. François Fédier précise : « Stimmung nomme cette disposition profonde en laquelle l'être humain est directement et de plain-pied en rapport avec le monde, dans le rythme particulier en lequel vibre chaque tonalité fondamentale s'y donne à être éprouvé comme monde ».
À partir de son sens étymologique allemand, on retient pour ce qui nous intéresse : d'abord l'« humeur », non prise comme simple phénomène affectif, mais comme manière dont notre être s'accorde avec notre existence (être en forme, être déprimé) ; mais aussi l'ambiance qui règne au sein d'une communauté, moral, atmosphère de travail, état d'esprit public et enfin plus formellement en rapprochant son sens musical la tonalité d'ensemble, à l'image de celle qui se dégage d'un orchestre. Tous ces types de sens ne cessent de résonner dans la détermination de l'« être humain ».

### Tonalité fondamentale
De l'allemand : Grundstimmung 
« Heidegger emprunte à Hölderlin l'idée de la « tonalité fondamentale » [...] qu'il va interpréter dans un sens plus musical que poétique, tout en l'appliquant, de façon audacieuse, au monde dans sa totalité et sa tonalité originelle, antérieures à toute constitution métaphysique ».
La « tonalité fondamentale », est quelque chose comme une musique de fond, qui n'a rien à voir avec un sentiment subjectif et fugace, quelque chose qui nous précède ne cesse de résonner dans la détermination de l'« être humain » comme être-au-monde. Tonalité fondamentale est à comprendre au sens fort de tonalité qui fonde. « Les tonalités sont l'élément de puissance qui traverse et englobe tout, ils s'abattent d'un même coup sur nous et sur les choses » écrit Heidegger cité par Paul Slama.« La Grundstimmung  originaire, fondatrice, l'est du rapport à l'étant en totalité [...] elle est condition de possibilité [...], elle est ouvrante ».
« Le propre de l'« être humain » est d'être toujours déjà accordé, au point qu'il ne peut y avoir d'entente de l'être sans cette résonance ». « Dans le fait d'être accordé, le Dasein est toujours déjà ouvert selon une tonalité donnée, comme cet étant, auquel le Dasein a été livré en son être, comme l'être qui en existant, a à être », écrit Heidegger<. La tonalité qui ouvre co-originalement un monde et l'étant que nous sommes à nous-mêmes rend possible la rencontre de ce monde. Dans Être et Temps, c'est l'angoisse qui ouvre au Dasein la possibilité d'être soi-même et ouvert au monde.
Si l'étonnement et l'émerveillement fut la « tonalité fondamentale » ayant porté la toute jeune philosophie grecque, la philosophie finissante ayant de nos jours épuisé les possibilités dont elle était porteuse a désormais à affronter l'ennui. Heidegger avec Hölderlin pointe le désarroi d'un monde déserté des anciens dieux. Heidegger s'interroge sur la « tonalité fondamentale » qui pourrait favoriser le passage à un autre « commencement » et la venue du « dernier dieu ».

### Tournant
De l'allemand : Die Kehre
Dans les années 1930 et 1940, le travail de retour au sens « originaire » dans l'étude des présocratiques va constituer, pour Heidegger, l'une des manifestations du basculement appelé (la Kehre) ou selon la traduction la plus courante, « Tournant », de sa propre pensée. À noter que cette traduction ne fait pas consensus. François Fédier la récuse au motif qu'elle nous inciterait à nous croire les acteurs de ce tournant. On distingue dans l'idée de tournant un sens historique et un sens plus spécifiquement ontologique.
Alors que dans Être et Temps, le Dasein a la prééminence dans le processus d'ouverture de l'être, après le « Tournant », on assiste à un renversement total à partir duquel c'est l'homme qui reçoit mandat de l’être, notamment dans les Beiträge zur Philosophie (Vom Ereignis), traduits par François Fédier sous le titre Apports à la philosophie : De l'avenance. Le « Tournant », désigne ainsi, le mouvement de pensée ou plutôt dans la pensée, qui conduit le philosophe de Être et Temps à sa pensée ultérieure ou, selon la formule ramassée de Thierry Gontier, « le moment où la signification du Dasein comme le là de l'Être prend le pas sur sa signification comme l'« être-là » au sens de l'« être-jeté » ».
L'expression Die Kehre est omniprésente dans la deuxième partie de la carrière de Martin Heidegger et notamment dans les Beitrage seconde œuvre majeure du philosophe.La première apparition publique de cette kehre se trouve dans la Lettre sur l'humanisme publiée en 1947 où il est précisé que dans Être et Temps une certaine kehre aurait eu lieu, la pensée n'était pas parvenue à l'exprimer dans la langue de la métaphysique écrit Jean Grondin-. Le tournant, si tournant il y a, n'est pas d'abord dans la pensée, il est dans la chose même, la Sachverhalt, qui se présente brusquement tout autrement et demande une réponse, une métamorphose de la pensée. Heidegger parle de Kehre à propos du passage, à travers l'expérience fondamentale de l'oubli de l'être, d'une histoire du Dasein dans Être et Temps à une histoire de l'Être dans les Beitrage, qu'il interprète « comme s'étant produit au sein même de ce qui était en question » note Françoise Dastur.
François Fédier souligne « l'inadéquation de cette manière de dire, celle qui parle de tourner, avec le mouvement par lequel il s'agit de se laisser porter », mouvement qu'il faudrait entendre comme celui qui consiste « à quitter un chemin pour en suivre un autre, sans esprit de retour ». Dans cet esprit,
la pensée insiste plus sur l'ouverture de l'Être que sur l'ouverture du Dasein face à l'ouverture de l'Être, le Dasein devient le lieu de propriation de l'homme et de l' Être.

### Tout
De l'allemand : Das Ganze
La perspective sur le « Tout » (sur l'être de l'étant en sa Totalité), qui implique la prise en compte de l'esseulement du Dasein précède logiquement toute analytique. Là où l'homme existe, il y a toujours écart (recul), ressenti entre lui et le « Tout » du monde. Dans ces conditions tout « être-au-monde » peut être associé à une perspective propre du monde, autrement dit, il en a une vision qui n'est qu'à lui. Le Dasein, l'être-au-monde, dans son projet propre, son « avoir-à-être » « s'y ouvre de manière à ménager la dimension au sein de laquelle plus rien ne puisse faire obstacle à sa pleine « ouverture » », « il assume de se résoudre librement à la possibilité qui s'adresse destinalement à lui » écrit Hadrien France-Lanord.

### Transcendance
De l'allemand : Transzendenz
Christian Dubois écrit « le Dasein n'est pas sous la forme d'une subjectivité consciente d'elle-même et de son monde comme sa représentation. Il se donne au contraire comme originairement au monde, cette structure d'être est méticuleusement explorée tout au long d' Être et Temps ». La transcendance, qui signifie dépasser, prend chez Heidegger un sens particulier, ce n'est plus celle de l'ego, mais la transcendance de l'être, dont il dit « qu'il est le transcendens pur et simple ». Être-au-monde devient le nom même de la transcendance propre au Dasein, qui n'est auprès des choses, d'autrui et de lui-même qu'en se tenant déjà au-delà, soutenant le monde comme ouverture. Ce dont Heidegger s'est avisé, après le Tournant, c'est que cette « transcendance » en direction de l'être de l'étant devait elle-même être surmontée et dépassée en direction de l'être lui-même, en tant que tel, et de sa vérité.
Le « monde » « ne peut être ni découvert comme un objet, ni être le résultat d'une projection du sujet, mais seulement constituer la significativité d'une existence [...] C'est sur cette « transcendance » du Dasein qui est toujours dans un monde à partir duquel, seul il peut se comprendre lui-même, que se fonde toute intentionnalité et toute visée de l'étant intra-mondain ».

### Traités impubliés
Les « traités impubliés » constituent un ensemble de livres scellés et cachés, destinés et exclus de la publication pendant 50 ans de par la volonté expresse de leur auteur ; ils sont contemporains des grands cours fondateurs publics sur Nietzsche et Hölderlin, Héraclite et Parménide, et furent écrits en secret dans la solitude durant les années les plus sombres de l'histoire de l'Europe avant que commençât leur publication un demi-siècle plus tard, en 1989. Ces traités cachés comptent : les Apports à la philosophie écrits de 1936 à 1938, Besinnung 1938-1939, Metaphysic und Nihilismus 1946-1948, Die Geschichte des Seyns 1938-1940, Über den Anfang 1941, Das Ereignis 1941-1942 et Die Stege des Anfangs 1944.
La traduction de ces livres qui constituent le tout dernier état d'une pensée heideggerienne en constante évolution sur laquelle ils nous éclairent sont attendus. Le premier de ces traités les Beiträge zur Philosophie (Vom Ereignis), traduction française de François Fédier Apports à la Philosophie (De l'avenance) contestée a été publié chez Gallimard en octobre 2013, 24 ans après l'original allemand.

### Traque
De l'allemand : das Nachstellen
Terme essentiel des Conférences de Brême, apparenté à Gestell. L'expression de « das Nachstellen » « dit la manière dont le Dispositif le Gestell, en se mettant sur la piste de tout ce qui est, pose tout d'après lui, et se fait si discret dans cette traque qu'il se dissimule au point que le péril n'apparaît plus comme péril ».

### Umsicht
L’Umsicht, ou « discernation » en français, c'est ce qui se découvre au regard-à-l'entour de la « préoccupation soucieuse » du Dasein. Celle-ci n'a pas directement affaire à des objets singuliers, mais à des ensembles d'ustensiles destinés à un usage. L'ustensile se dévoile comme « quelque chose pour.. », l'encrier pour écrire, le marteau pour fixer des clous. L'ustensile ne se découvre qu'en co-appartenance avec d'autres ustensiles, il est fonctionnellement relié selon un système de renvois (l'encrier en sa fonction est relié au bureau, au sous-main, à la plume, au papier, à l'encre, etc..). La totalité de ces renvois de proche en proche ont des finalités de plus en plus larges pour finir par renvoyer à l'être qui est au monde sur le mode de l'affairement, le Dasein.

### Unheimlichkeit
Die Unheimlichkeit , traduit par « dépaysement » dans les traductions de Boehm et Waehlens, et « étrangeté » par François Vezin, Emmanuel Martineau propose également « étrang(èr)eté ». Signifie plus précisément « ne plus être chez Soi »,. La fuite du Dasein en direction de la familiarité devant l’étrangeté du monde révélée dans l'« angoisse ». L'Unheimlichkeit de l'homme (le sentiment de ne pas être chez Soi) est selon Heidegger, l'originaire et à l'inverse la familiarité recherchée, tout au contraire, un mode d'être du Dasein qui se masque la vérité. S'agissant de l'anticipation de sa fin Heidegger écrit « au milieu de la splendeur du quotidien, l'être-fini est capable d'installer l'être-là dans l'inquiétante étrangeté, Die Unheimlichkeit  ». La conséquence n'est pourtant pas la nécessité d'une recherche d'un enracinement mais bien plutôt la nécessité pour le Dasein de savoir regarder en face sa vérité.

### Voix de la conscience
De l'allemand : Stimme des Gewissens 
Heidegger s'intéresse au phénomène de la voix (et non à la conscience), à qui il va attribuer le rôle de rappel à l'ordre, de rappel à être soi-même, phénomène qu'il va soumettre à une analyse ontologique et reconnaître en tant que phénomène originaire du Dasein, c'est-à-dire comme un existential. Cet appel intérieur, lautloser Ruf , dit quelque chose de spécifique quant au mode d'être de l'« être-au-monde », il se présente comme une modalité particulière du comprendre, possédant à ce titre un pouvoir de révélation propre.
Dans l'appel de la conscience, le Dasein est pleinement ouvert à lui-même (à ce qu'il est en propre en dehors du On), il est son ouverture sur le mode plénier, c'est ce que Heidegger va appeler la Résolution. La « voix de la conscience » en interrompant le bavardage public atteste de la possibilité pour le Dasein dans n'importe quelle situation à choisir parmi tous les comportements existentiels possibles à se choisir dans son « être authentique ». Cet appel pressant et particulier en venant interrompre tout le bavardage public qui entoure le Dasein, lui parle de lui, au milieu de tous ses divertissements et affairements qui tendent à l'étourdir.

### Vérité
De l'allemand : Wahrheit
Du grec ancien : Alètheia
Depuis Platon la Vérité est entendue comme « adéquation » de la chose à l'entendement ou comme concordance entre une représentation et son objet. Aristote situe la réalisation de cet accord, son lieu, dans le jugement. Même si Heidegger ne met pas en question cette définition traditionnelle il demande à y regarder de plus près. « Conformément à sa démarche générale Heidegger ne parle plus de « concept » ni de « théorie » de la vérité, ce qu'il cherche à cerner c'est le « phénomène » et ses diverses modalités de «donation» (les phénomènes de vérité tels qu'ils se montrent) » note Jean Greisch.
À la recherche de l'essence de la vérité Heidegger interroge sa provenance. Avec l' Alètheia grecque Heidegger découvre que « plus originaire que la vérité au sens d'adéquation, il y a la vérité au sens de la « mise à découvert », qui est la condition de sa possibilité ». C'est à l'occasion du Séminaire tenu sur Héraclite (Héraclite : Séminaire du semestre d'hiver 1966-1967), avec Eugen Fink en 1966-1967 que Heidegger récuse définitivement la transposition traditionnelle de l'alèthia grecque l' ἀλήθεια dans le concept traditionnel de Vérité.
Avec Heidegger la « Vérité » devient une question historique. De son origine grecque jusqu'à nos jours, Heidegger observe des mutations dans le concept de Vérité qui l'amènent à distinguer plusieurs époques depuis l' Alètheia des présocratiques jusqu'à l'impérialisme moderne de la pensée calculante en passant par la Scolastique, la certitude du cogito de Descartes et la révolution copernicienne de Kant.

### Vie facticielle
De l'allemand : Lebensweltwärts, faktische Leben
La « vie » chez Heidegger ne réfère pas à une région distincte qui serait le « phénomène du vivant », mais à la dynamique incessante grâce à laquelle l'existence humaine se trouve toujours déjà orientée vers ou plutôt immergée dans un « monde » compris dans sa signification « originaire ». « Pour Heidegger, le fait que la vie forme un « monde de la vie » signifie qu'elle ne constate pas d'abord l'« être-là » (le sujet), mais qu'elle est et qu'elle vit en faisant l'expérience d'un monde » écrit Jean Greisch. Michel Haar note que la « vie facticielle » est décrite comme exposée à une chute, à une « ruinance » spécifique, qui est la tentation de se comprendre elle-même à partir d'un « étant du moment » (dans la temporalité du kairos).
Toutefois à l'analyse, ce « monde de la vie » apparaît opaque. « Toute vie porte avec soi un fonds de compréhensions et de possibilités d'accès », Heidegger parle ainsi de « nébulosité », Diesigkeit, qu'il entreprendra d'élucider à l'aide de « catégories herméneutiques (comme l'auto-suffisance de la vie, son expressivité, et sa significativité)  [...], qui sont des catégories spécifiques interprétantes et seulement interprétantes ».
L'« expérience « facticielle » de la vie », dans laquelle le penseur voit la source de tout sens, est à prendre au sens défini par Heidegger lui-même : « L'expérience de la vie désigne : 1, l'activité consistant à expérimenter quelque chose ; 2, ce qui est expérimenté grâce à elle. Nous employons à dessein ce mot en ce double sens, parce que c'est cela précisément qui exprime l'essentiel de l'expérience facticielle de la vie, à savoir le fait que le soi qui fait l'expérience et ce dont il est fait l'expérience ne sont pas écartelés comme s'il s'agissait de deux choses distinctes » (rapporté par Sophie-Jan Arrien). Comme le précise Jean Greisch, « facticiel ne veut pas dire réel-naturel, ni causal-déterminé, ni enfin réel à la manière d'une chose [...] on doit associer la notion de facticité au phénomène de l'historicité »
Ainsi toute la démarche d'Heidegger, consiste à ancrer les concepts dans l'expérience concrète. S'agissant de l'historique, par exemple, Heidegger écarte toute explication théorique. Le problème du Temps doit être abordé à la manière dont nous expérimentons la temporalité dans la « vie facticielle » et nous demander ce que dans cette expérience veulent dire passé, présent, avenir. « Notre chemin part de la vie facticielle à partir de laquelle on conquiert le sens du temps » écrit Heidegger. Autre exemple dans l'ordre religieux « l'idée de péché Sünde sera renvoyée au concept existential de « faute », allemand : Schuld, c'est-à-dire, non pas vers une théorie de la faute, mais pour ainsi dire au fait d' « être-en-faute », tel que cet état est vécu en première personne par le croyant ».

### Volonté de volonté
« Heidegger forge, pour caractériser l'essence de l'être à l'époque de la technique, le concept de « volonté de volonté » qui n'est que la figure ultime de la Volonté de puissance de Nietzsche. La certitude de Soi qui ne tolère de normatif ou d'obligatoire que ce qu'elle fixe en toute autonomie voilà ce que l'homme moderne « veut ». Chez Nietzsche le « vouloir » franchit une étape supplémentaire en ne voulant plus que lui-même, c'est-à-dire toujours plus de puissance note Henri Mongis. Par ce redoublement, Heidegger veut montrer que la volonté qui régit la technique moderne n'a d'autre but qu'elle-même. La « provocation » (voir Heidegger et la question de la technique) de l'étant n'a pas de terme prévisible, ni de fin assignable. La « volonté de volonté » nie toute fin en soi et ne tolère aucune fin si ce n'est comme moyen, afin de se vaincre elle-même au jeu, délibérément, et d'organiser un espace pour ce jeu ».

### Weltanschauung
Martin Heidegger dans un texte intitulé « Die Zeit des Weltbildes » (le temps des visions du monde), récuse dans un premier temps, la philosophie des Weltanschauungen qui, à la manière de Karl Jaspers, se contentent d'établir superficiellement une typologie des attitudes, ne permettant en aucun cas d'en comprendre le sens. Heidegger s'élève contre la tendance à utiliser ces termes de « vision » ou de « conception du monde » et conteste le bien fondé qui considère ce thème comme un synonyme de la philosophie. Edmund Husserl et Martin Heidegger, se sont opposés à cette réduction; « la philosophie en tant qu'ontologie, prend l'être pour unique et véritable thème directeur ce qui l'oblige à exclure « la Vision du monde » de son domaine ».
Toutefois le développement, après Être et Temps d'un concept transcendantal de monde, fondé sur la transcendance du Dasein donne à un concept transcendantal de Weltanschauung une certaine légitimité. Le Dasein qui transcende son rapport aux choses est en relation non seulement avec les choses mais aussi avec le « tout en entier » dans un horizon de sens qu'implique la structure même de l'existence. Or nous dit Heidegger, dans le livre non traduit Einleitung in die Philosophie « être-au monde, c'est en soi-même être dépourvu de point d'appui » noté par Guillaume Fagniez. Pour Heidegger la Weltanschauung, devient un « se tenir » de l'« être-au-monde » et son essence se fonde sur la transcendance du Dasein. La Weltanschauung prend un sens actif devenant l'équivalent d'une Weltbildung c'est-à-dire d'une « configuration de monde » par et pour le Dasein.

### Wesen
Bien que souvent traduit par « essence », ce terme ne renvoie jamais à l'invariance d'une espèce, mais à la manière temporelle dont une chose déploie son être. Ce terme nous dit Heidegger doit être compris à partir du verbe wesen qui a le même sens que währen (durer). Par conséquent, comme le note Françoise Dastur, « questionner sur le  Wesen au sens verbal est foncièrement différent de la question de la « quiddité» en ce que ce qui est visé en eux est une forme idéale intemporelle, alors que le Wesen au sens verbal renvoie au déploiement d'un être et à sa temporalisation ». Ce qui est mis en évidence dans « le substantif correspondant Aufweisung, c'est le mouvement d'apparition dans son apparaître même ». Pour l'homme il fait signe plus précisément vers « l'habiter ». « L'être de l'homme, son Wesen, se déploie comme la relation qui l'ouvre à l'être ». François Fédier traduit Das wesen des Menschen par « rapport de l'Être à la manière d'être de l'homme »
Dans les Apports à la philosophie l'expression Die Wesung, « l'aîtrée de l'Être », ou prosaïquement le domaine d'extension de l'être, selon la traduction de Gérard Guest est utilisée plusieurs fois. À noter et lire en ligne une éclairante interprétation du terme Wesen par Étienne Pinat.